# Passage Pommeraye
Pour les articles homonymes, voir Pommeraye.
Le passage Pommeraye est une galerie marchande de Nantes, en France. 
Construit à partir de fin 1840, il est mis en service le 3 juillet 1843, et classé monument historique depuis le 26 décembre 1976. Tirant sa particularité d'être construit sur un terrain présentant une forte déclivité, il s'étend sur trois niveaux distribués par un escalier central, et est un des attraits touristiques de la ville. Si sa construction a entraîné la ruine de son promoteur, Louis Pommeraye (1806-1850), le passage, considéré comme une réussite architecturale, est resté un lieu de commerce florissant. Il a bénéficié d'une rénovation achevée en 2015.
Le 7 mai 2015, le nom « Passage Pommeraye » devient une marque commerciale déposée auprès de l'Institut national de la propriété industrielle (INPI).

## Situation et accès
Située dans le centre-ville de Nantes, ce passage mixte est constitué de commerces et d'habitats.
Il relie la rue de la Fosse à la rue Santeuil (à proximité de son débouché sur la rue Crébillon) et à la rue du Puits-d'Argent, mettant un trait d’union entre le quartier de la place du Commerce (autrefois quartier de la Bourse) et celui de la place Graslin.
Il présente un  dénivelé de dix mètres, et s'organise sur trois niveaux, autour d'un escalier central monumental :
- au niveau inférieur, la « galerie de la Fosse » ouvrant sur la rue homonyme ;
- au niveau intermédiaire, la « galerie Régnier », une mezzanine reliée sur son côté nord à la rue du Puits-d'Argent par une galerie latérale. Sur son côté sud, débouche le passage Cœur-de-Nantes ;
- au niveau supérieur, la « galerie Santeuil » ouvrant sur la rue homonyme.

Le passage Pommeraye est un espace privé, fermé au public pendant la nuit par des grilles. Les travaux d'entretien sont financés par une copropriété d'une soixantaine de membres, soutenue par l'État et la Région.
Il est, selon Patrice de Moncan, historien auteur de nombreux ouvrages sur les passages couverts, un des cinq plus beaux et le plus original des passages construits au XIXe siècle.

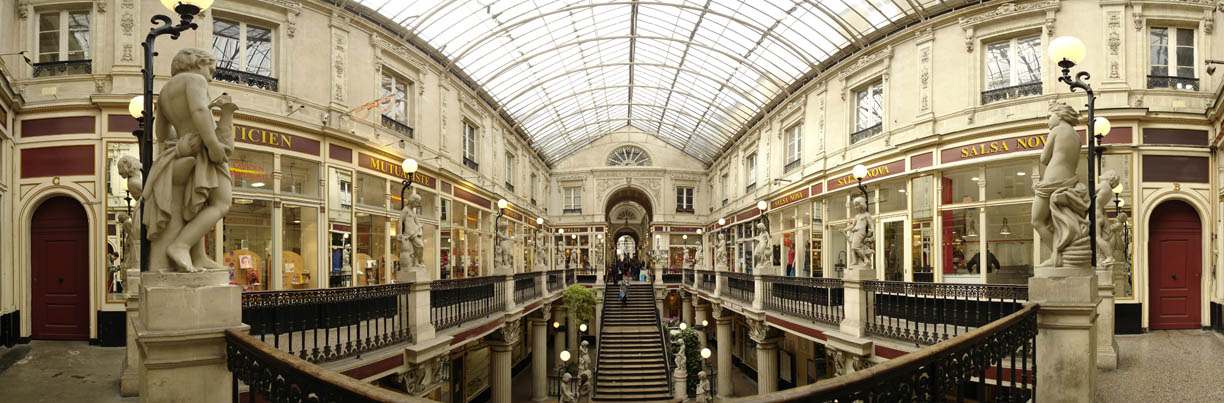
Photo panoramique du troisième niveau du passage Pommeraye, en direction du nord.

## Historique

### Contexte à la création

La galerie Régnier du passage Pommeraye.

Alors qu'à Paris les « passages » remontent à la fin du XVIIIe siècle et connaissent une mode sous la Restauration, à Nantes le premier passage date seulement de 1827 : il s'agit du passage d'Orléans, toujours existant, d'une longueur modeste de 20 m environ, reliant la rue d'Orléans à la place Félix-Fournier. Ces passages représentent un confort considérable pour le piéton, qui doit à l'époque affronter des rues souvent sans trottoir, et pour beaucoup couvertes de boue lors des intempéries. Toujours en 1827, l'architecte Arnaud Guillemet présente un projet de galerie couverte devant se substituer au passage du Commerce, et dont la fonction principale aurait été de relier le palais de la Bourse à la Poste centrale, rue Santeuil. Cette proposition n'aboutit pas. Pourtant, les docteurs Ange Guépin et Eugène Bonamy, par exemple, demandent la création d'un passage couvert à Nantes.

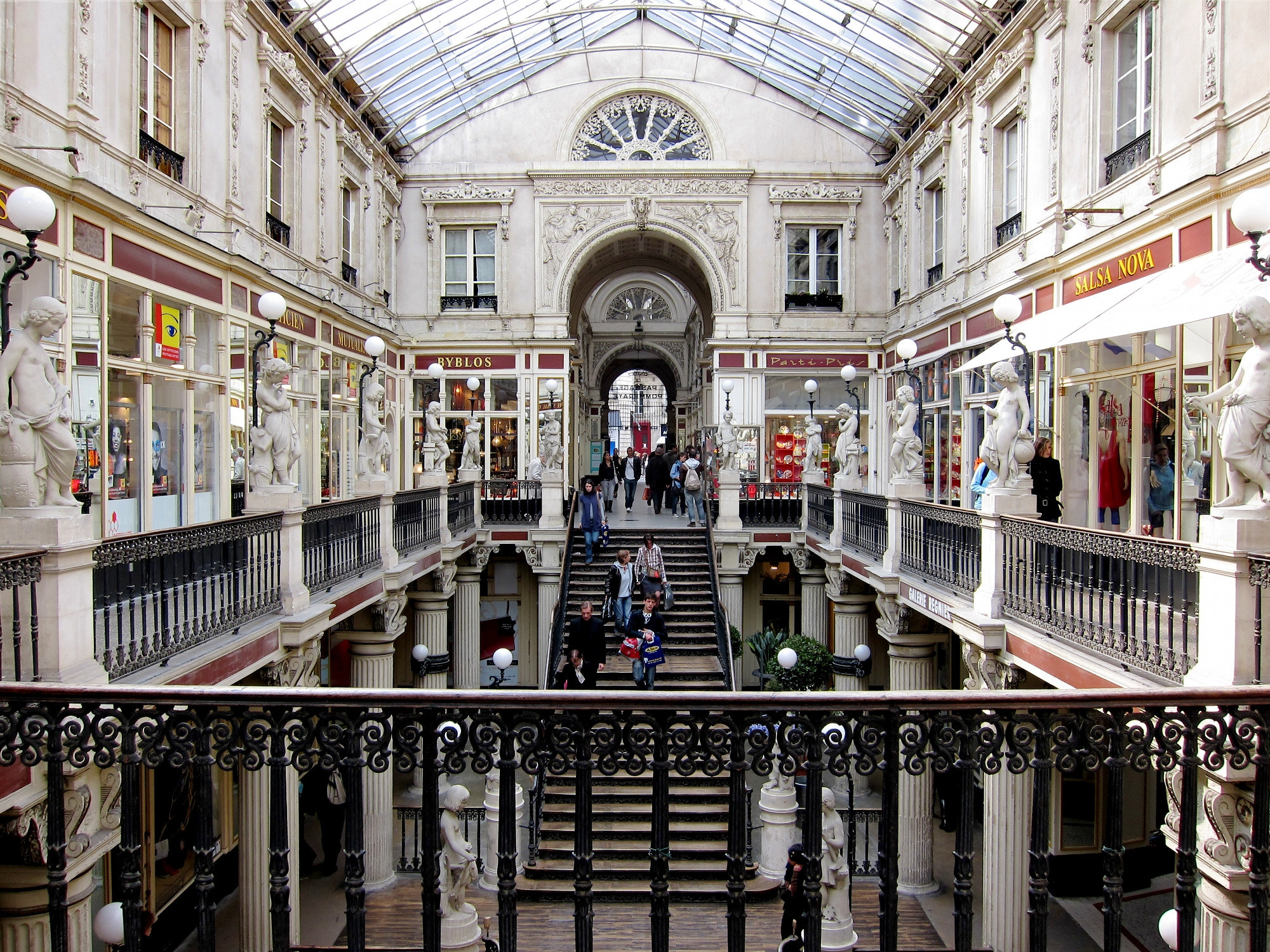
La galerie Régnier du passage Pommeraye.

La ville a connu, entre 1760 et la Révolution, une phase de modifications urbaines importante, sous la conduite des architectes Jean-Baptiste Ceineray et Mathurin Crucy. À cette phase justifiée par une volonté « d'embellissement » succède, après 1830, une tendance à l'hygiénisme. Lutter contre les mauvaises conditions d'hébergement des couches sociales les moins aisées se traduit par la volonté de faire disparaître les rues étroites ou tortueuses, et les cours intérieures qui, dans certains quartiers, forment un labyrinthe. À cette motivation s'ajoute celle de la facilitation des communications, notamment pour favoriser le commerce.
Les opérations immobilières à but lucratif sont un des moteurs de la transformation de la ville. Un des modèles du genre est le quartier créé sous l'impulsion de Jean-Joseph-Louis Graslin autour de la place et du théâtre qui portent aujourd'hui son nom ; l'idée est d'acheter des terrains ou immeubles au prix le plus bas possible, de créer des aménagements (place, boulevard, édifice), et de revendre des parcelles ou des immeubles au prix fort. À l'époque où Louis Pommeraye lance son projet, les opérations immobilières se multiplient à Nantes.

### Projet et montage financier

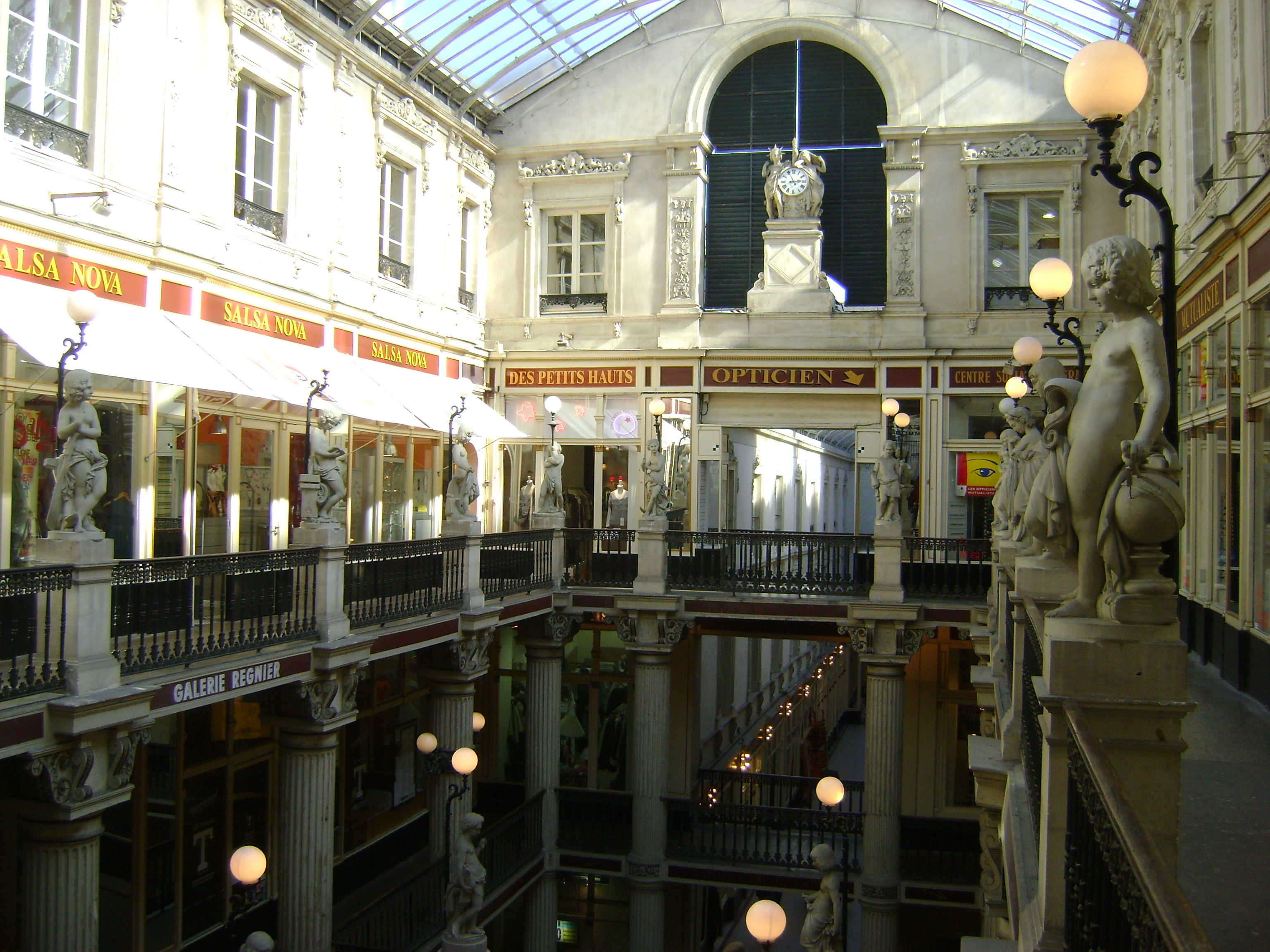
La galerie Régnier du passage Pommeraye.

Dans la première moitié du XIXe siècle, les rues de la Fosse, Santeuil et Jean-Jacques Rousseau encadrent un îlot de bâtiments vétustes, qui n'est parcouru que par la rue du Puits-d'Argent et le passage du Commerce. L'architecte Jean-Baptiste Buron, appelé à conduire l'étude de l'aménagement d'un restaurant rue Santeuil par le restaurateur Charles Guilloux (nom parfois orthographié « Guillou »), reprend l'idée de construire un passage couvert dans le quartier. Guilloux — acquéreur dès août 1837 d'une portion d'immeuble au 18, rue de La Fosse — s'associe à un notaire ambitieux, Louis Pommeraye, alors âgé de 30 ans, qui soumet au maire de Nantes l'idée de construire un passage couvert dans ce « quartier ignoré », selon ses propres termes. Il s'agit de créer un nouveau lien entre le quartier des affaires (palais de la Bourse, place du Commerce) et le quartier de la culture (place Graslin), et, dans une moindre mesure, entre la Bourse et le bureau de Poste principal (« Grande Poste ») alors situé rue Santeuil (ce bâtiment deviendra plus tard le siège de Presse-Océan, jusqu'en février 2012).
De 1838 à mars 1840, Pommeraye et Charles Guilloux achètent des terrains et neuf immeubles, dans le but de mener à bien leur projet immobilier. L'investissement se monte à 194 500 francs, et, en juin 1840, Pommeraye écrit au maire de Nantes, Ferdinand Favre, pour le convaincre de l'intérêt du projet. L'autorisation municipale d'exécution des travaux est accordée le 31 juillet 1840, et le chantier est mis en œuvre à la fin de la même année. Mais compte tenu des besoins en financement, le 5 janvier 1841 est créée la société en commandite par actions Pommeraye et Cie dont Louis Pommeraye est le gérant. Trente-et-un autres actionnaires permettent aux deux associés d'origine de réunir le capital nécessaire, 500 000 francs. Les principaux pourvoyeurs de fonds sont Barré, Saint-Omer et Soubzmain, des raffineurs de sucre.

### Travaux
Les travaux débutent fin 1840. Parallèlement, à partir d'août 1840, la Société Pommeraye doit faire face pendant une année à des plaintes, pétitions et procès. Il faut faire face aux locataires expulsés refusant de quitter leur logement, aux riverains indisposés.

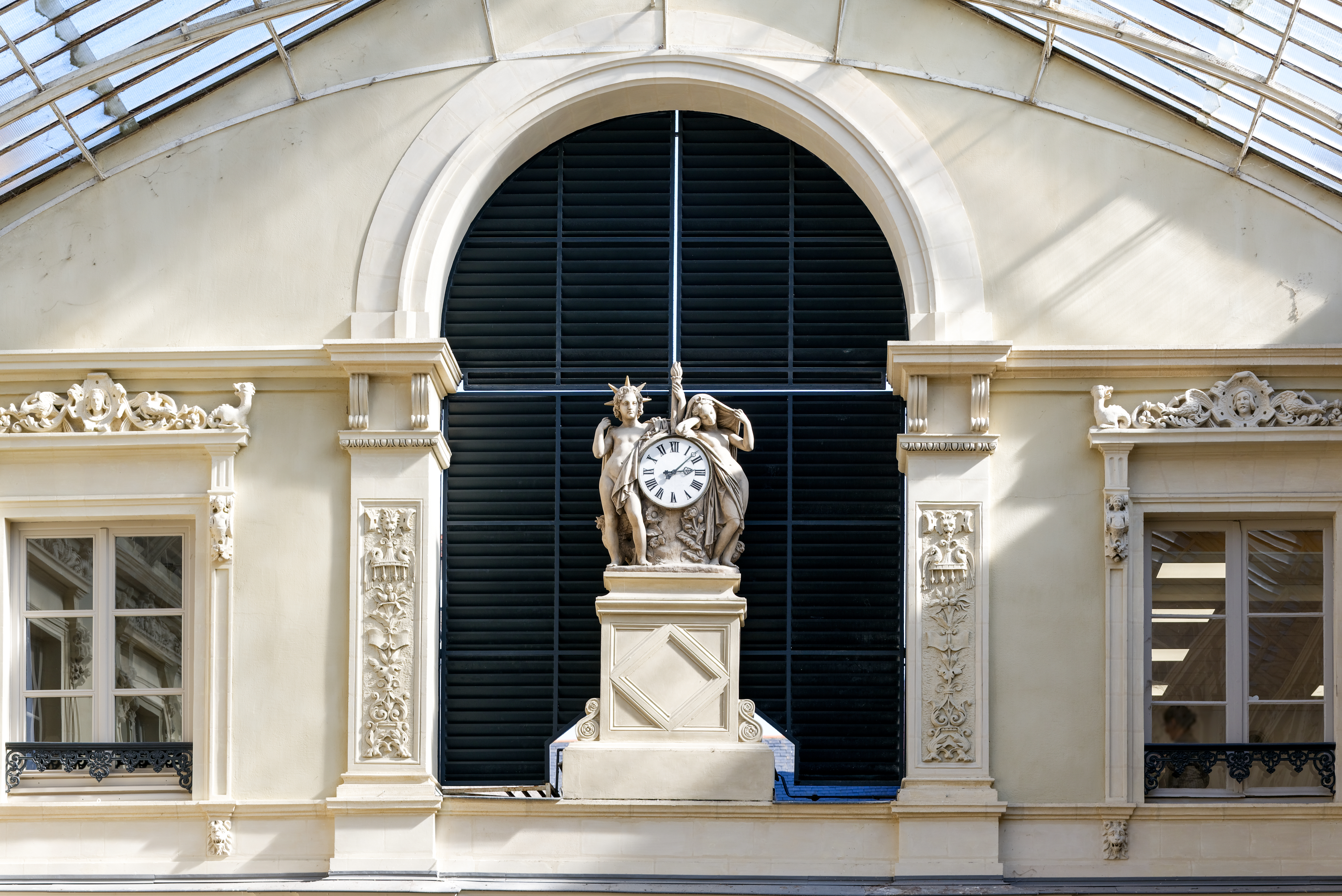
Les statues du Jour et de la Nuit, encadrant l'horloge.

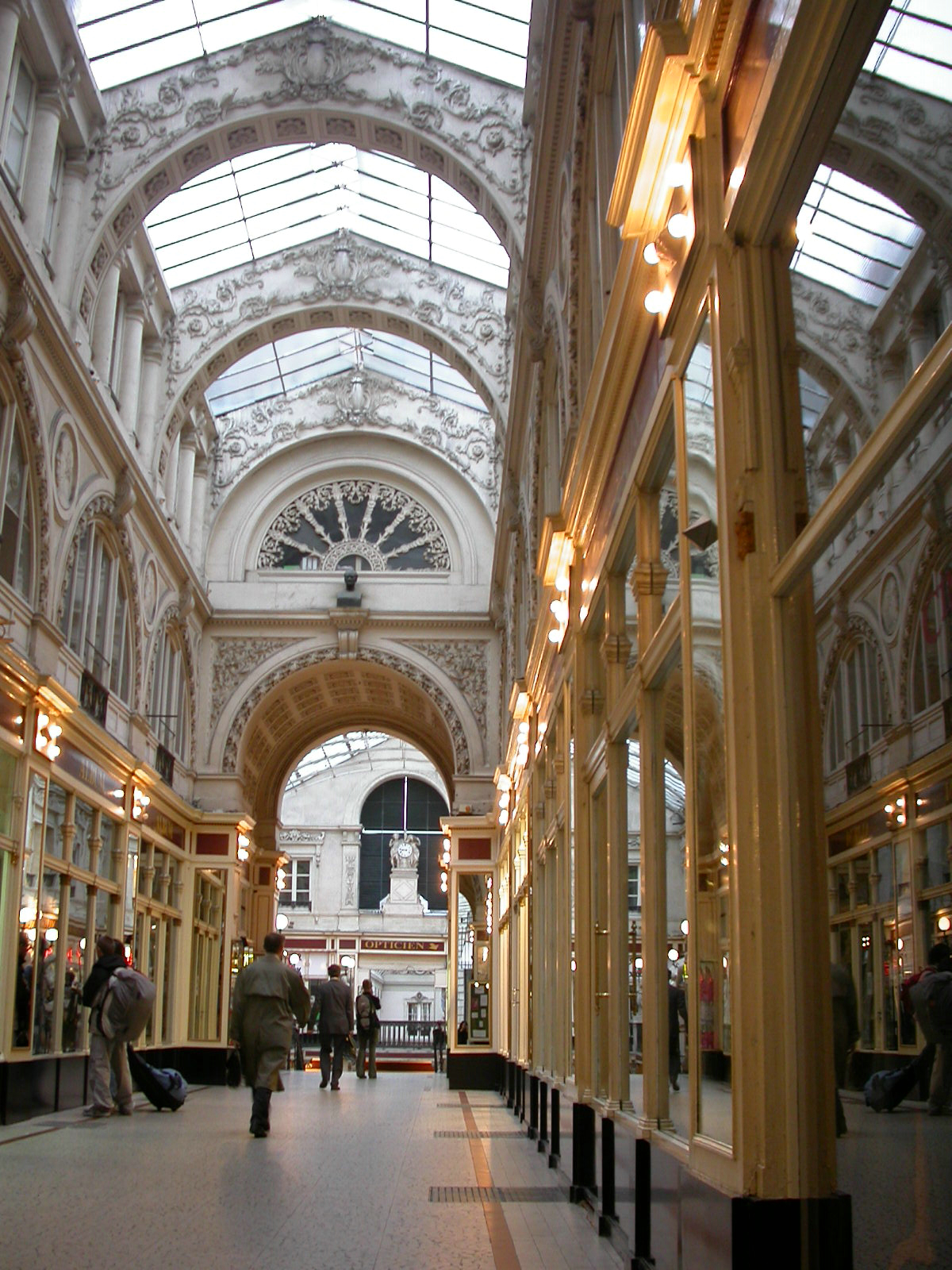
La galerie Santeuil du passage Pommeraye.

La principale difficulté technique est la prise en compte du dénivellement de 9,40 mètres, tout en faisant du passage un lieu de promenade aisé. De plus, les promoteurs choisissent d'éclairer le lieu au gaz, une nouveauté pour l'époque, dont la mise en place est compliquée de la différence de niveau, entraînant une difficulté de régulation du débit, à l'intérieur du passage, mais également dans la partie du réseau située quai de la Fosse, et pouvant être affectée par le changement de pression. Cette installation est confiée à la « Société du Gaz ». Ensuite, Pommeraye doit composer avec l'architecte de la ville, Henri Driollet. Celui-ci impose, pour renforcer les paliers et les escaliers en bois, qu'il juge trop fragiles, des renforts liés aux colonnes, ou l'utilisation de métal comme matériau de construction. Pommeraye opte pour la seconde proposition, et cette contrainte va permettre aux ateliers Voruz de réaliser un chef-d'œuvre.
L'autorisation d'ouverture est accordée le 4 juillet 1843, mais l'inauguration a lieu auparavant, en juin de la même année, sous l'administration du maire Ferdinand Favre et du préfet Achille Chaper.

### Faillite de la société Pommeraye
Le passage rencontre un succès immédiat auprès des Nantais, et est considéré à l'époque comme aujourd'hui comme une réalisation remarquable de l'architecture européenne. Pourtant, cinq ans plus tard, l'opération se solde par un échec lié à la crise économique de 1848. La société est liquidée en 1849.
Pommeraye, qui a investi dans l'affaire tous ses biens et hypothéqué l'héritage considérable de son épouse, est ruiné. Après s'être caché au Cellier, il meurt le 6 août 1850 à Saint-Père-en-Retz. Son associé Guilloux, qui avait investi 100 000 francs, doit abandonner son somptueux restaurant du passage pour s'installer aux nos 16 et 18 de la rue de Gigant.

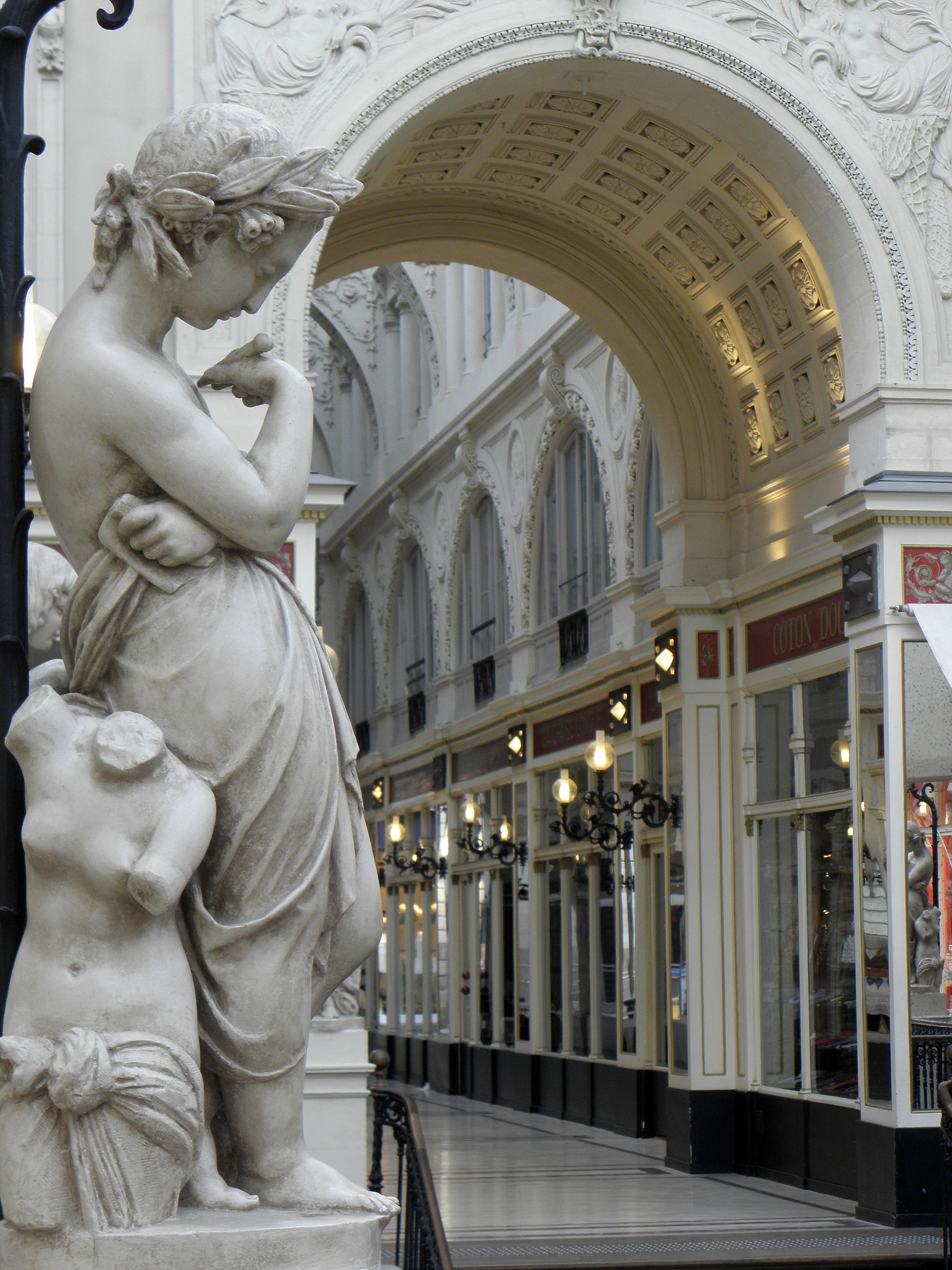
Sculpture de Jean Debay dans la galerie Régnier.

### Après Louis Pommeraye
Le baron Henri Baillardel de Lareinty, principal créancier, rachète le passage en 1851, pour la somme de 250 000 ou 300 000 francs, ce qui ne couvre pas le quart des créances.

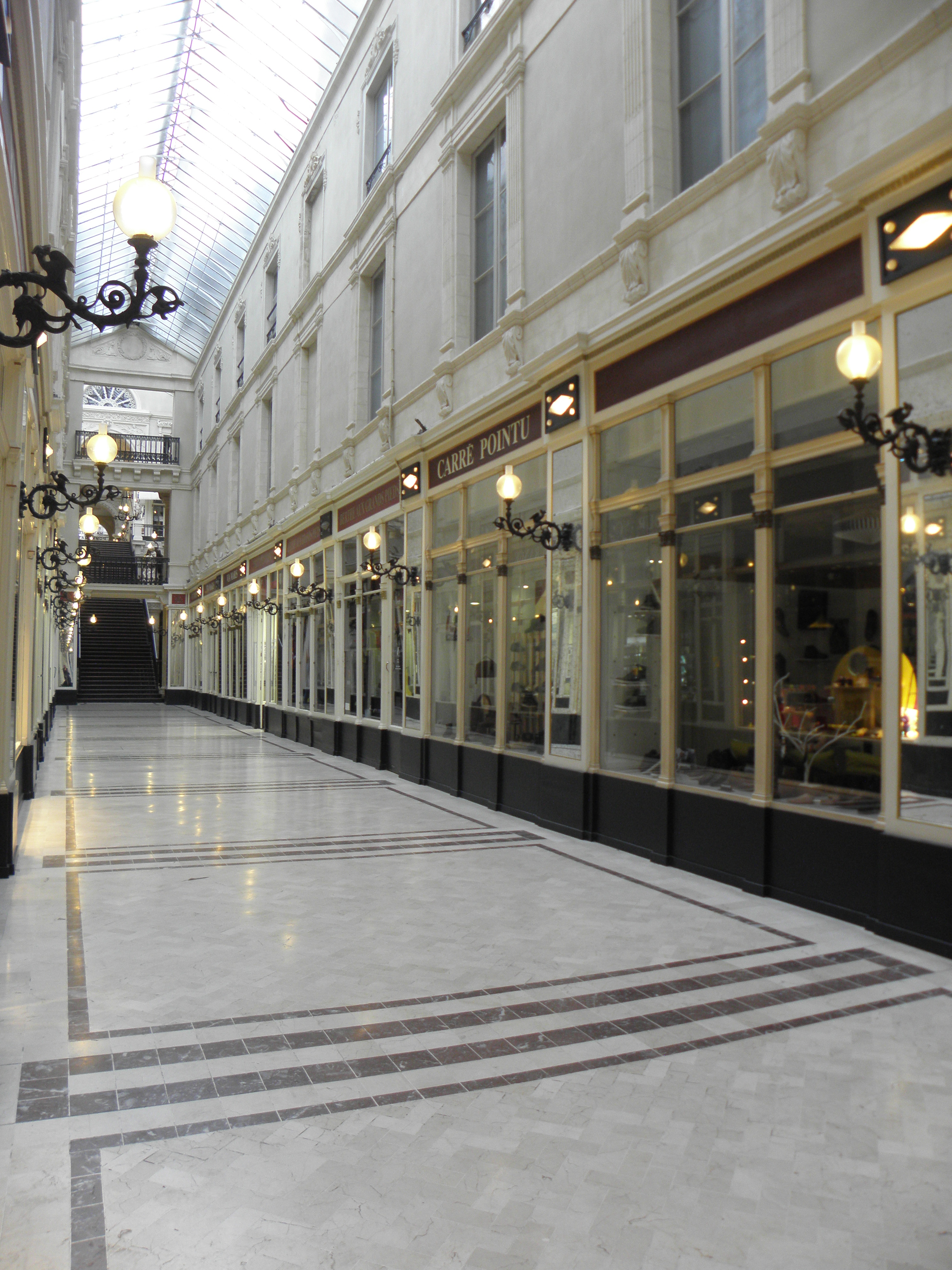
La galerie de La Fosse du passage Pommeraye.

En 1852 le nouveau propriétaire est autorisé à relier le passage, par la « galerie Régnier », à la rue du Puits-d'Argent, pour faciliter l'accès à la rue Crébillon via la rue Régnier, mais avec l'arrivée des grands magasins dans le dernier tiers du XIXe siècle, les passages couverts tombent en désuétude.
En mars 1901 la veuve de Jules Jean Marie Baillardel, fils de Henri Baillardel de Lareinty, hérite du passage et le vend à la société des « Assurances générales sur la vie des Hommes », qui le lotira à partir de décembre 1929 ; il comptait en 1995 près de cinquante copropriétaires.
Des logements pour étudiants, la « résidence universitaire Santeuil », est installée en 1949. Jusqu'à 40 étudiants pouvaient y être logés, certains ayant une fenêtre donnant sur le passage. Le coût trop élevé des nécessaires travaux de mise aux normes ont conduit à la fermeture de cette résidence en 2008.
En décembre 1976, le passage est classé monument historique. La Société archéologique et historique de Nantes fait apposer deux plaques commémoratives en hommage à Louis Pommeraye aux deux entrées principales du passage.
Le 14 janvier 2015, le conseil syndical des copropriétaires dépose le terme « Passage Pommeraye » en tant que marque commerciale auprès de l'Institut national de la propriété industrielle (INPI),.

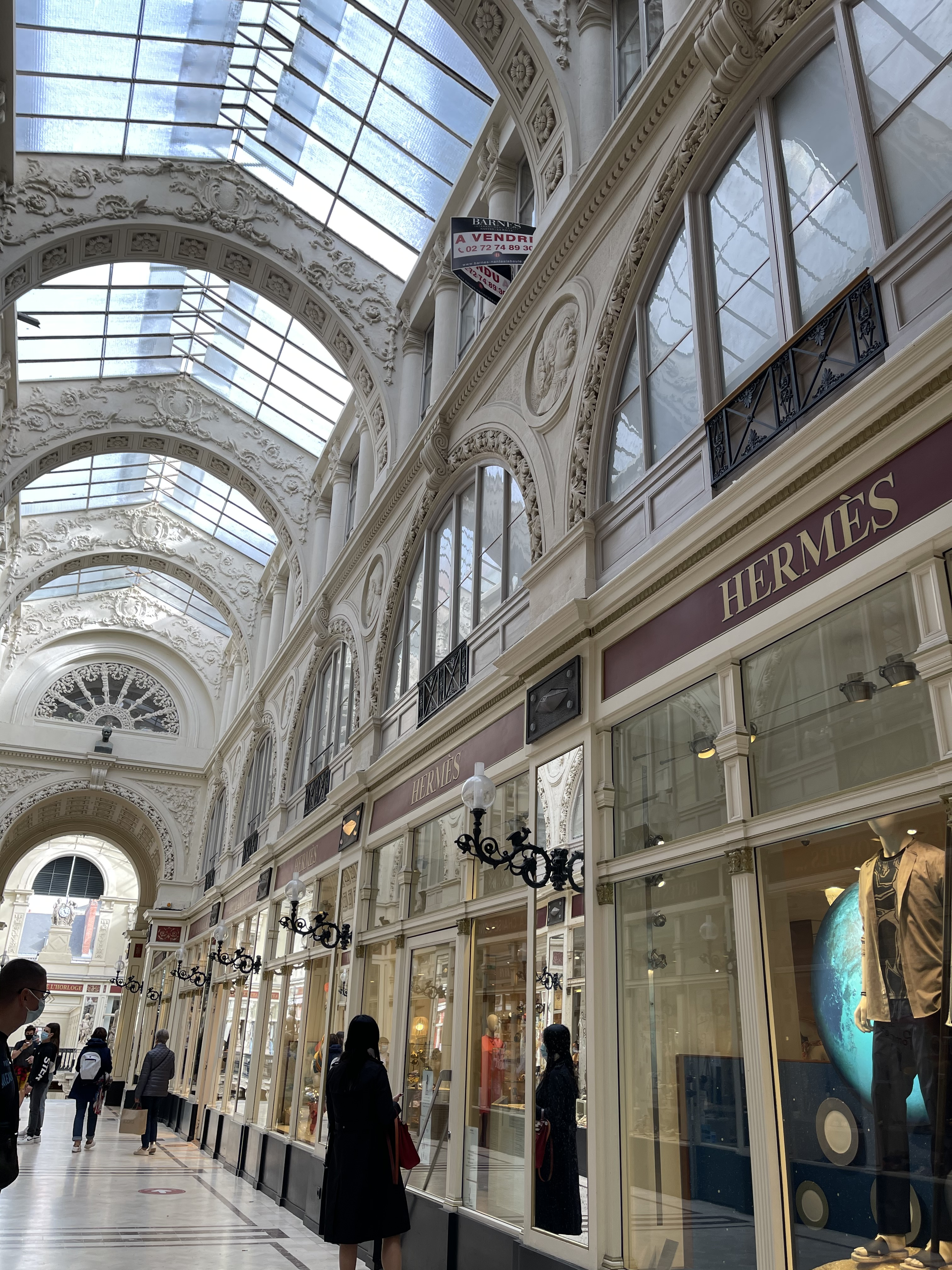
Les vitrines de la galerie Santeuil du passage Pommeraye.

## Architecture et décor

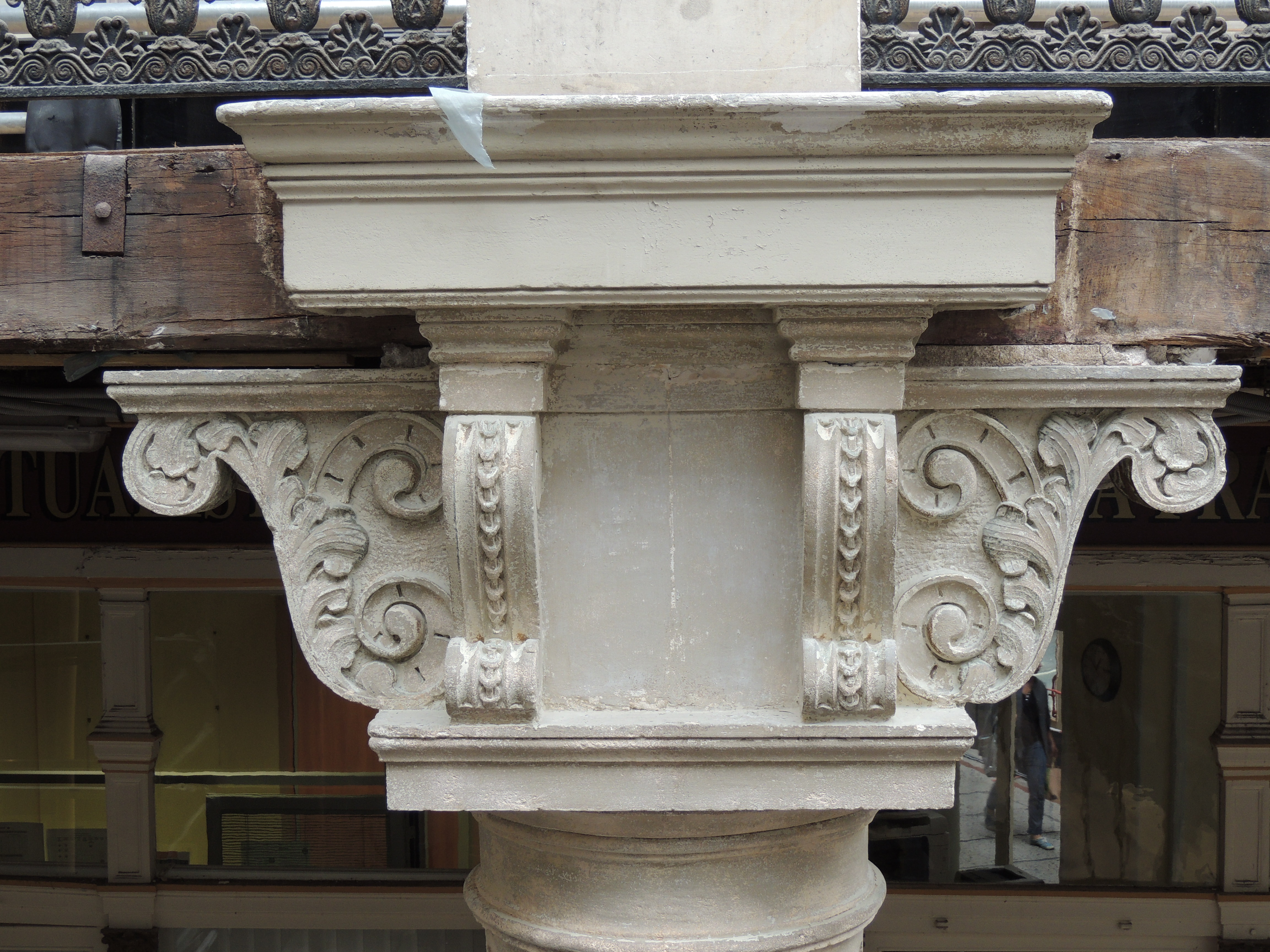
Haut de colonne.
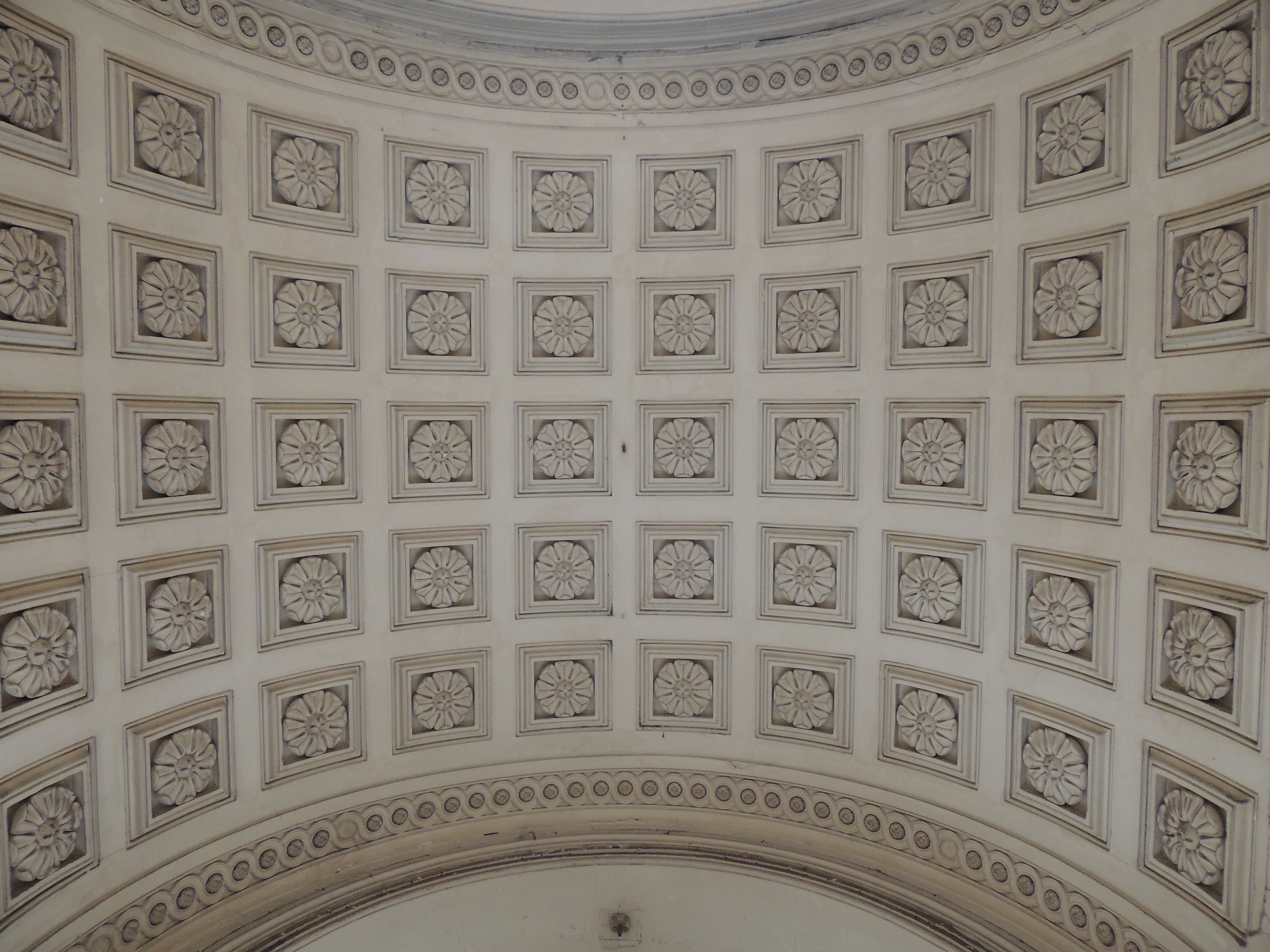
Voûte ornée de caisson, dans la galerie Santeuil.
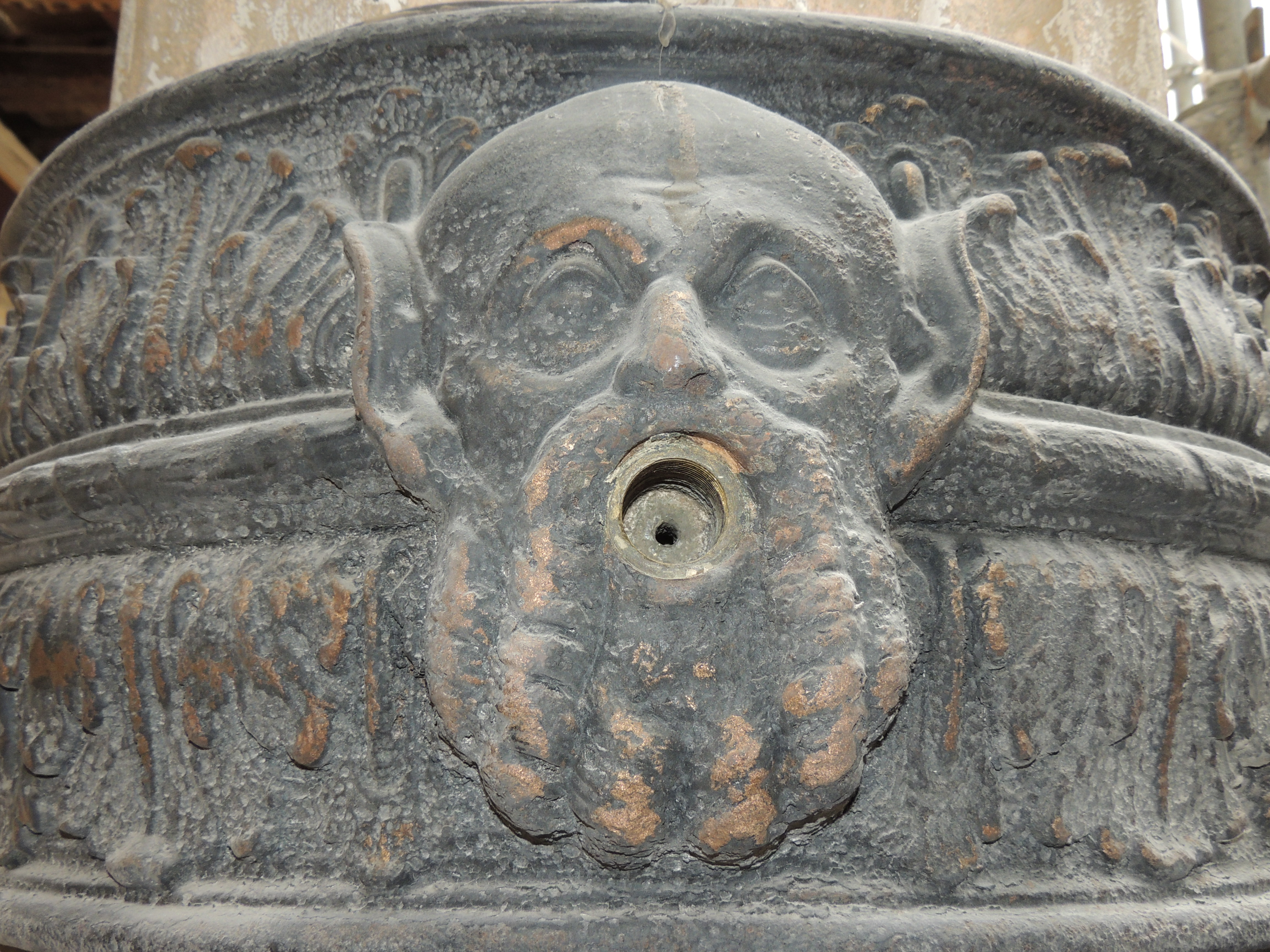
Décor de colonne.

### Plan général

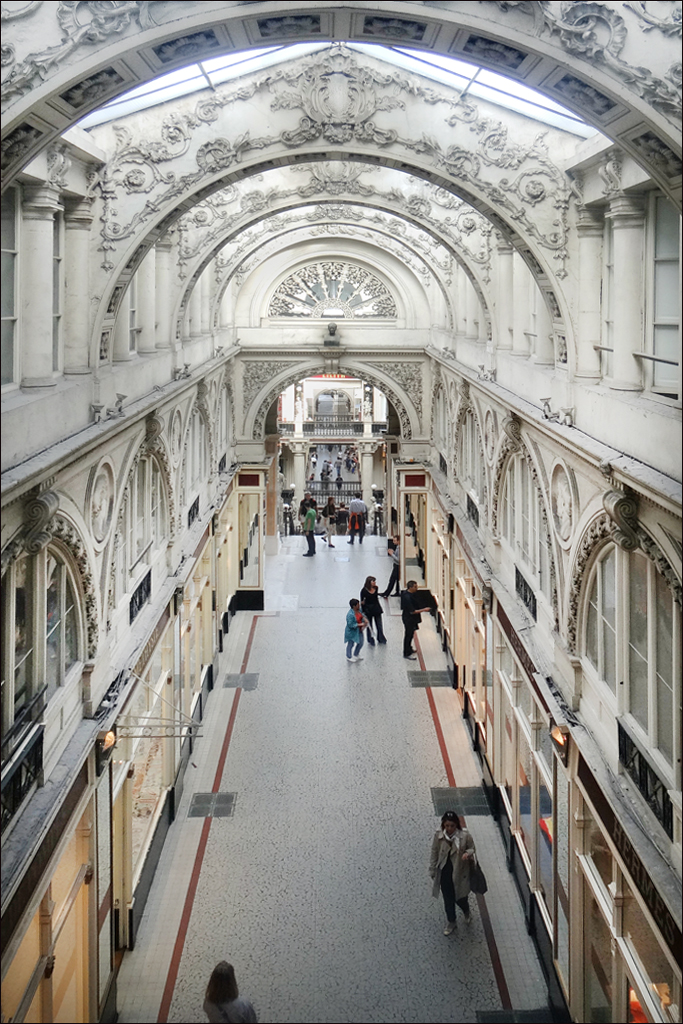
La galerie Santeuil du passage Pommeraye.

L'architecture du site est l'œuvre de Jean-Baptiste Buron et Hippolyte Durand-Gasselin : « Ils prennent le parti de créer trois niveaux, qui permettent d'absorber via un grand escalier la forte déclivité du terrain, tout en faisant de la place pour installer davantage de commerces. Ce passage sur trois niveaux est unique en Europe. »
.
Le passage, depuis le percement de la galerie Régnier, est en forme de « Y ». Le bâtiment d'ensemble, qui présente trois façades donnant sur les rues autour, est de forme irrégulière, ayant été bâti sur une parcelle qui n'a pu être ramenée à une forme simple, toutes les propriétés de l'îlot n'ayant pas été achetées par les promoteurs.
La configuration des quatre galeries est sensiblement la même. Par exemple, l'ordonnancement du bas vers le haut des éléments des façades des galeries Santeuil et de la Fosse sont respectivement : boutique/entresol/bandeau/appartements/entablement-corniche/verrière et boutiques/bandeau/appartement/bandeau/appartement/entablement-corniche/verrière.
La galerie centrale, la seule qui présente des bâtiments de quatre étages, et qui abrite l'escalier monumental, se distingue par ses dimensions. Pour les trois autres, qui mènent aux accès extérieurs, le rapport obtenu en divisant la largeur par la hauteur est de 1/3,5 pour la galerie Régnier (qui est la plus étroite), de 1/3 pour la galerie de la fosse (qui est la plus longue avec 44,10 m) et de 1/2,5 pour la galerie Santeuil. De même, la taille des entrées donnant sur ces trois galeries varie peu : les hauteurs de pignon et largeurs de porche sont de 11,30 m et 4,60 m pour la galerie Santeuil, 13,10 m et 4,20 m pour la galerie de la Fosse, et 12,80 m et 3,40 m pour la galerie Régnier. Ces entrées sont conçues sur le même modèle, celui d'un arc de triomphe classique, dont on reconnaît le fronton, les piliers et la clé de voûte moulurée. Malgré ce caractère monumental, elles sont relativement discrètes et sobres, et se fondent dans l'architecture des rues avoisinantes. Seules les entrées rue de la Fosse et rue Santeuil portent une enseigne indiquant « Visitez le passage Pommeraye », et leur premier étage est orné d'un balcon en fer forgé. S'il faut désigner une entrée principale, il s'agit de celle de la rue Santeuil, proche de la très commerçante rue Crébillon.

Les entrées
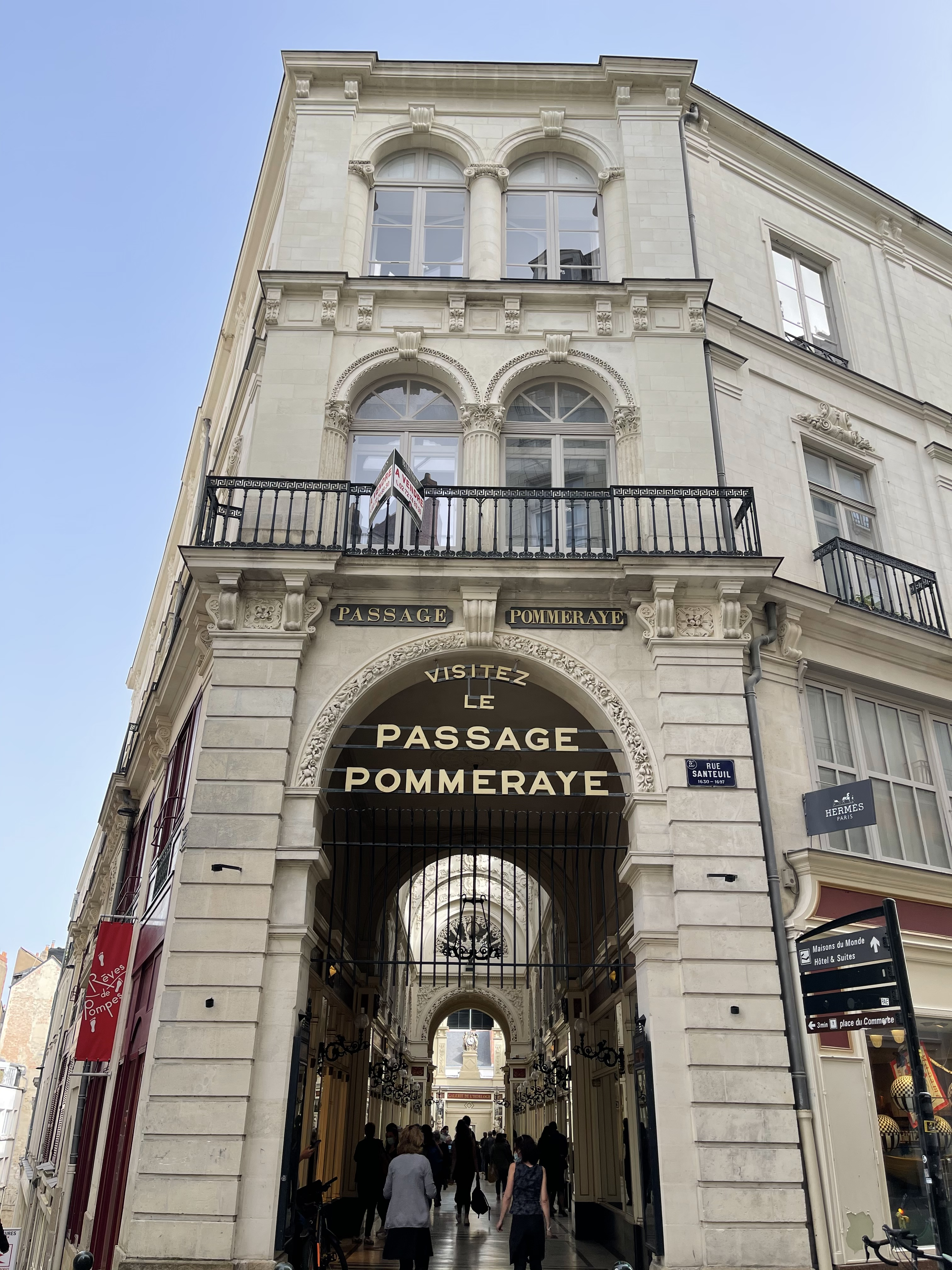
Entrée du passage Pommeraye rue Santeuil.
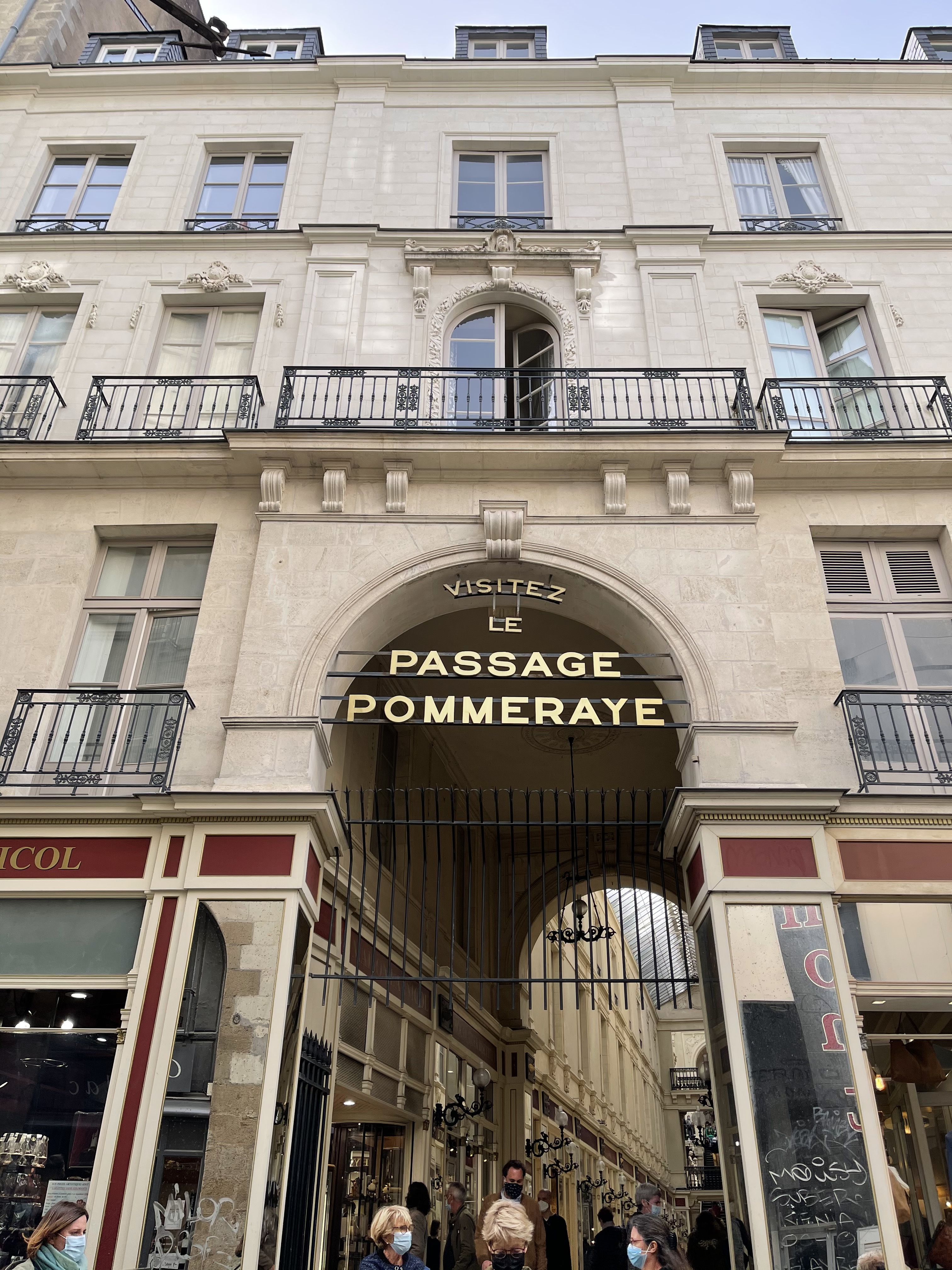
Entrée du passage Pommeraye rue de La Fosse.
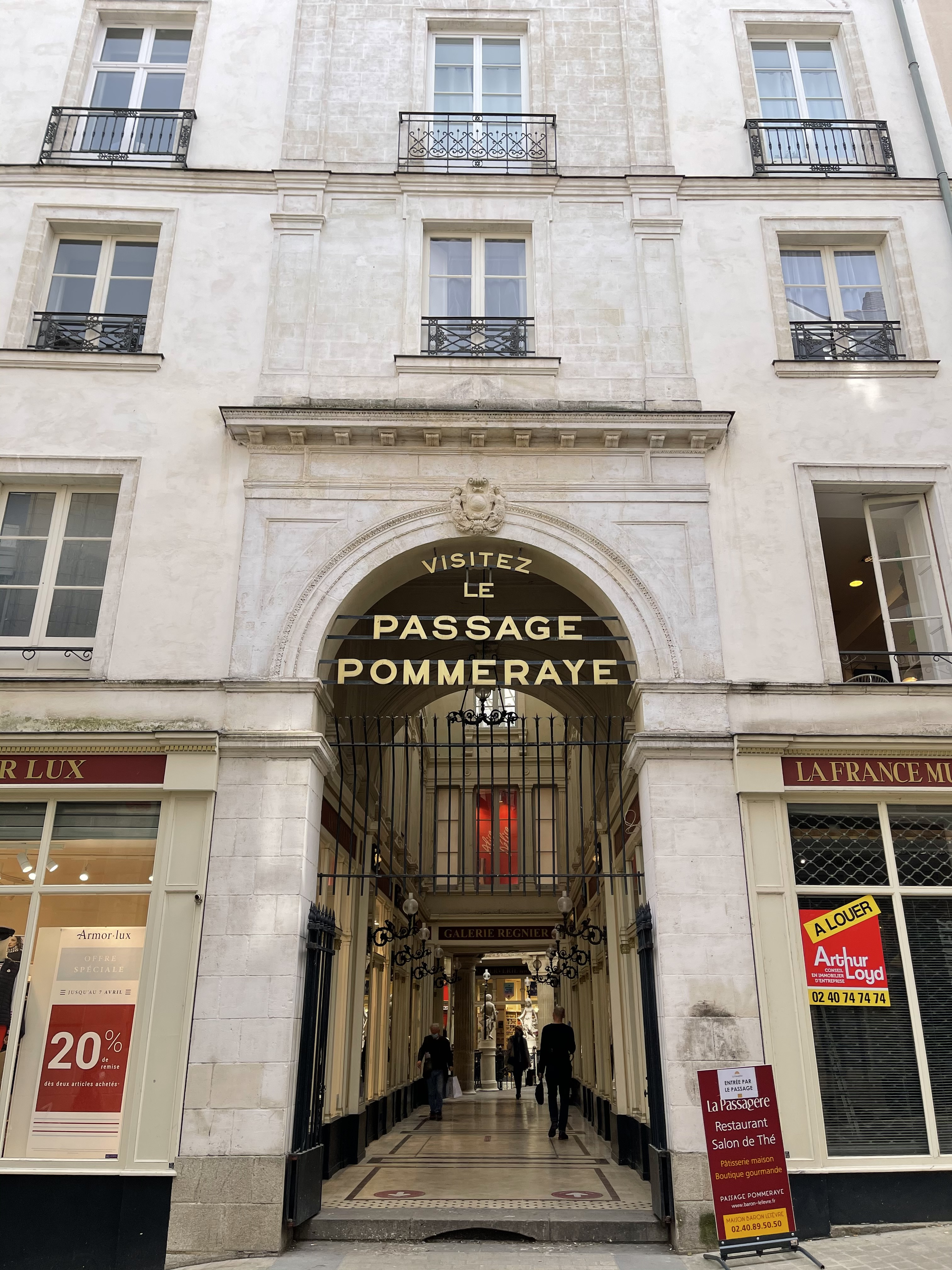
Entrée du passage Pommeraye rue du Puits d'Argent.

En dehors des espaces publics de circulation, l'accès aux différents niveaux se fait grâce à des cages d'escalier. Quatre sont situées dans la galerie centrale, cinq donnent sur les rues avoisinantes (une rue Santeuil, une rue du Puits-d'Argent et trois rue de la Fosse), et quatre boutiques sont dotées d'escaliers privatifs permettant l'accès à l'entresol.

### Escalier central
L'escalier est considéré comme l'élément le plus important du passage. Dans le cadre d'un lieu destiné au commerce, où les acheteurs potentiels doivent pouvoir circuler dans le confort et sans effort, la nécessité de franchir le dénivelé important était a priori un défaut du site. Mais la création d'un palier intermédiaire et le jeu des coursives donnent au passage un intérêt déambulatoire certain. La multiplicité des parcours et des perspectives offertes sont une invitation à la flânerie.

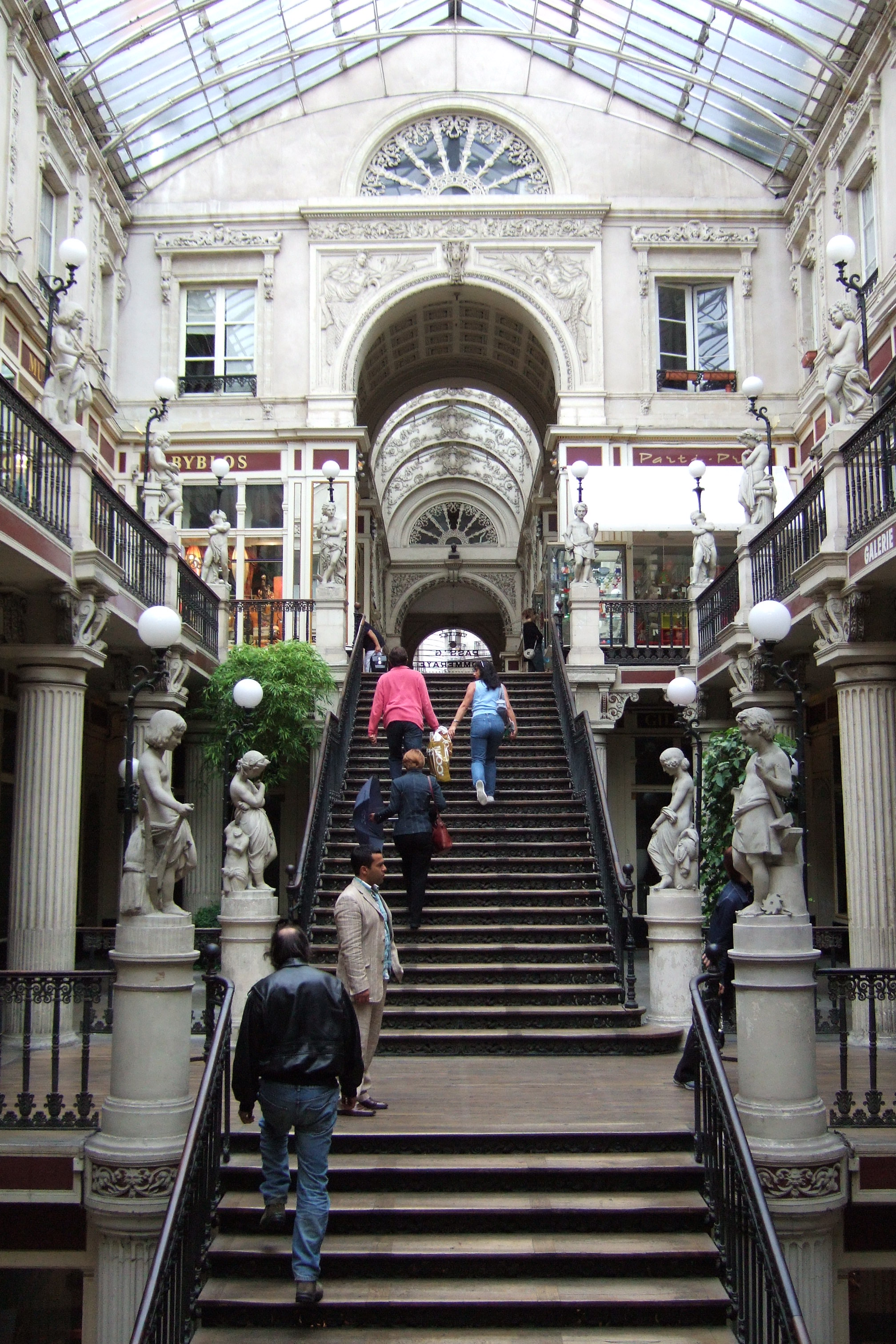
L'escalier central du passage Pommeraye.

Il est constitué de deux parties séparées par un grand palier situé au niveau de la galerie Régnier. Chacune de ces parties présente un palier intermédiaire, au niveau duquel sont disposés des poteaux métalliques de soutien. Les marches sont en bois, de même que les parquets des paliers sont en bois. Les rampes, poteaux de soutien et contremarches sont en fer forgé et sont décorés. Les rampes sont par exemple ornées de motifs végétaux et de têtes de perroquet, tandis que les contremarches sont ajourées en étant formées par un entrelacement d'éléments qui évoquent les travaux de dentelle.

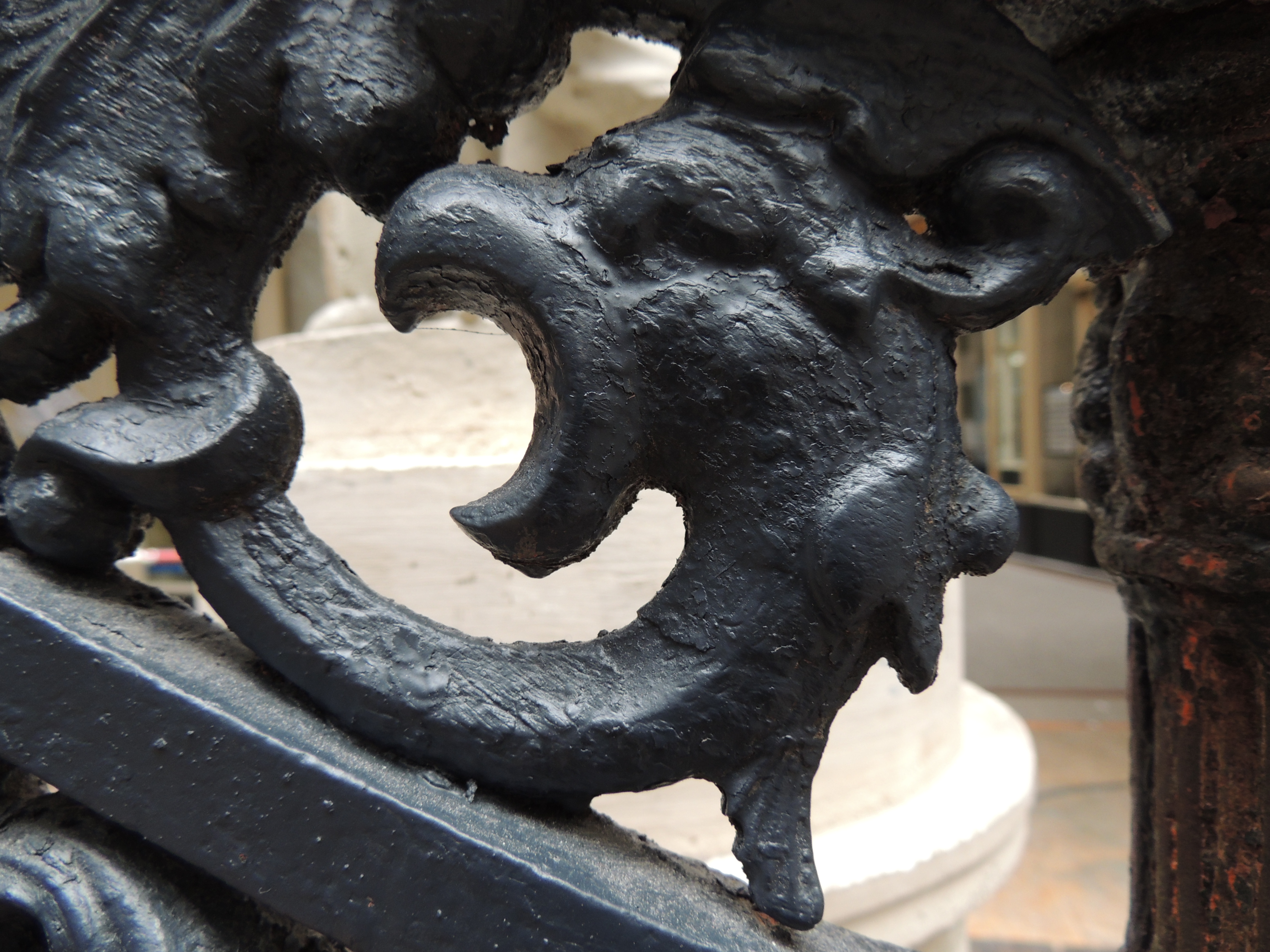
Détail de rampe.
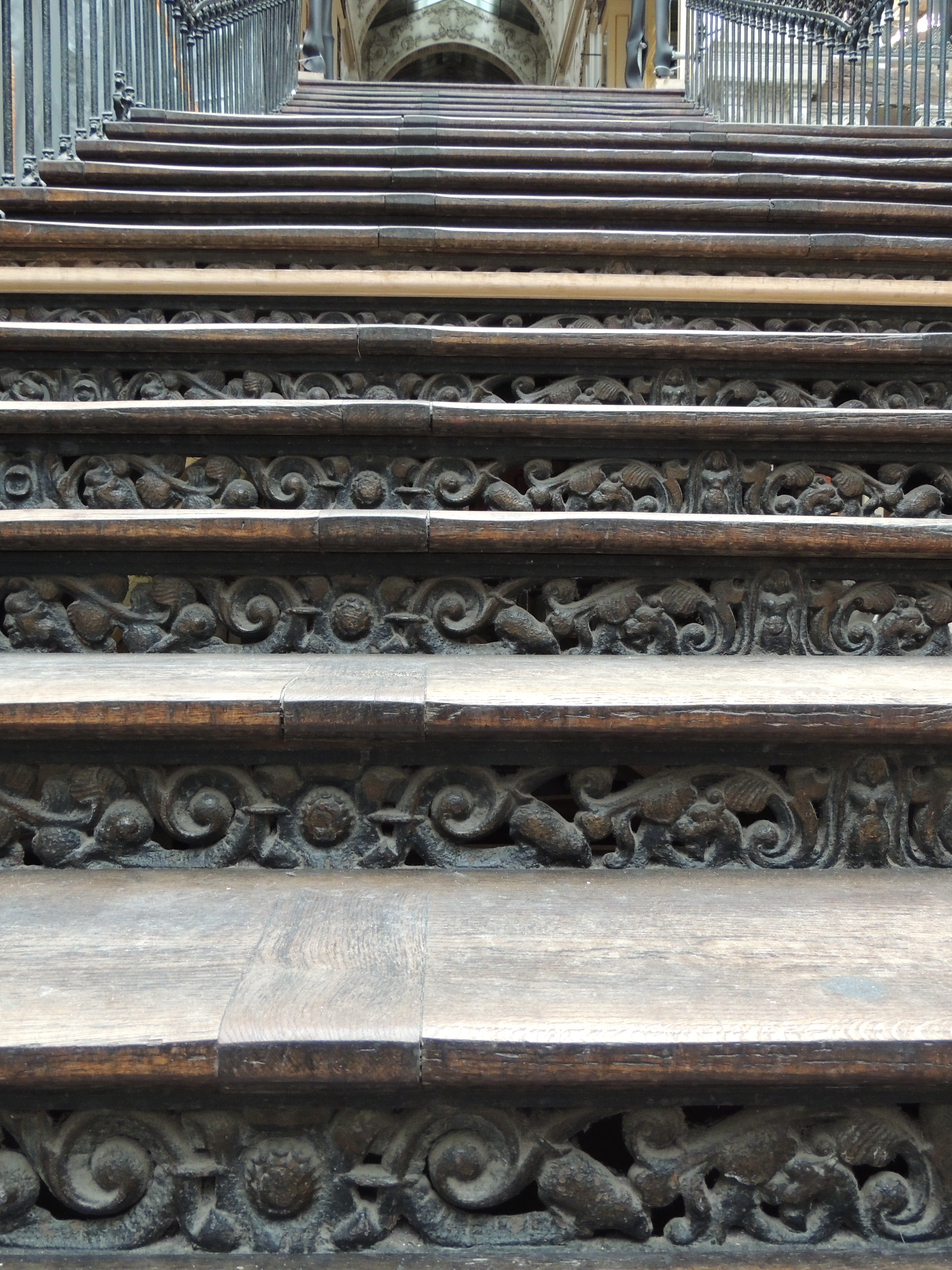
Entre-marches.
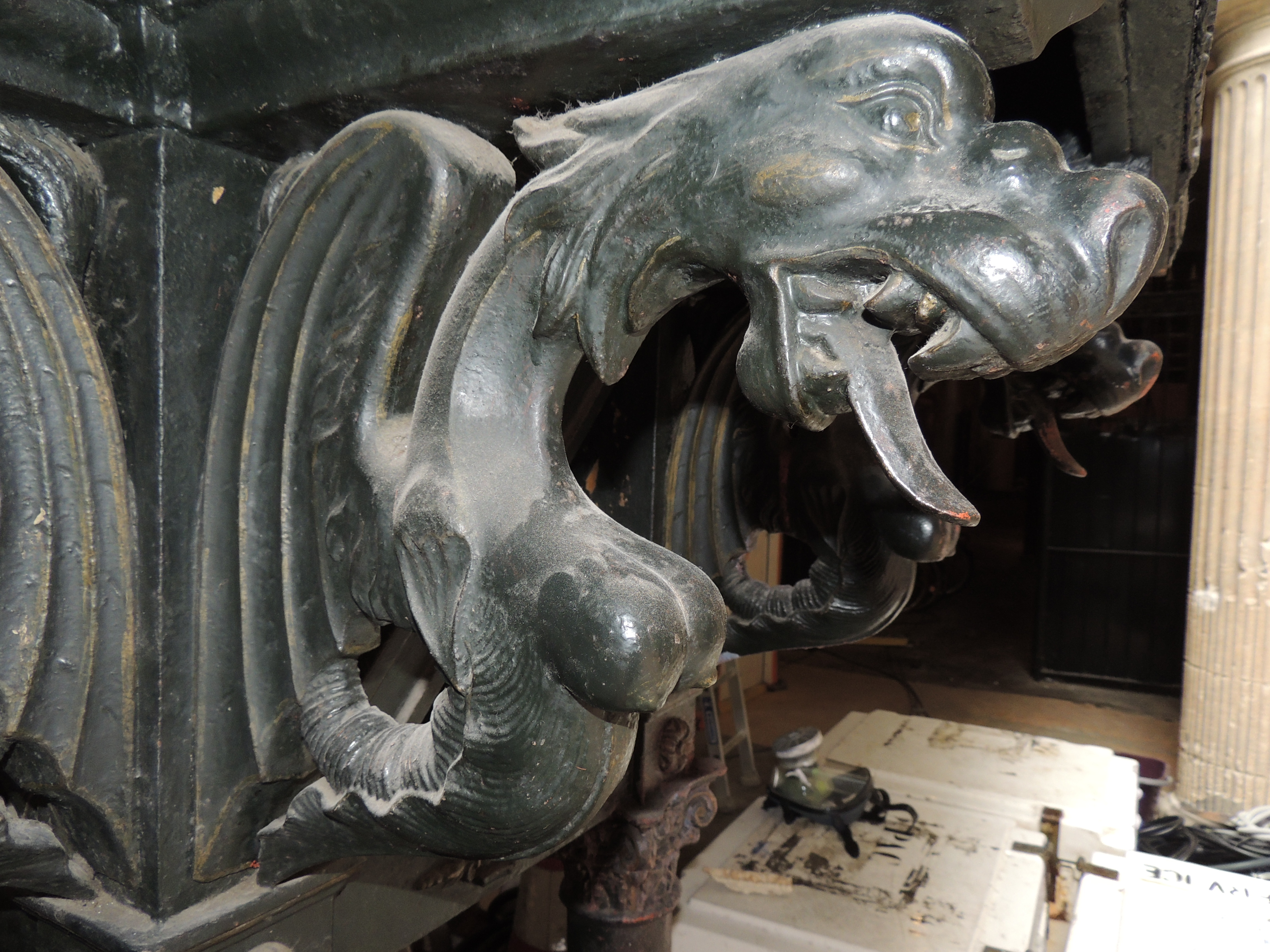
Ornement de colonne de soutien d'escalier.

L'ensemble, par sa position, les perspectives offertes et la décoration, donnent à l'ouvrage un caractère monumental, mais sa structure et la finesse des motifs donnent une impression de légèreté. Les concepteurs et réalisateurs, le menuisier-modeleur Lotz et la fonderie Voruz ont évité le gigantisme.

### Éclairage
Les bâtiments formant le passage comptent jusqu'à quatre étages. Pour parvenir à un éclairage satisfaisant, les architectes s'appuient sur ce qui est un symbole de l'architecture du XIXe siècle, la verrière. Les matériaux de l'époque sont le fer et le verre. Du fait de la déclivité et de sa longueur, le passage présente deux bâtiments transversaux ; les trois intervalles sont couverts par des verrières différentes :
- au-dessus de la galerie de la Fosse, la verrière, d'une portée de 4,20 m environ, est filante (d'un seul tenant), en bâtière et autoportante (la structure d'assemblage des pans de verre suffit à soutenir l'ensemble) ; une aération court tout le long du faîtage[31] ;
- au-dessus de la partie centrale, la portée de 10,20 m environ exige la présence de supports, sous forme d'arceaux métalliques[31] ; leur finesse confère à la verrière une apparente légèreté, et l'effet de puits de lumière engendré donne une lueur particulière, « l'effet d'aquarium » relevé par les surréalistes[32] ;
- au-dessus de la galerie Santeuil, le choix a été fait de disposer une verrière partielle (disposant du même système d'aération que celle de la galerie de la Fosse), d'une portée de 4,60 m, entrecoupée par des arcs de pierre, dits « doubleaux », espacés d'environ 3,50 m[31], qui forment une liaison entre les façades latérales du passage, et qui sont abondamment ornés[32] ;
- au-dessus de la galerie Régnier, la verrière est semblable à celle de la galerie de la Fosse[31].

Les verrières
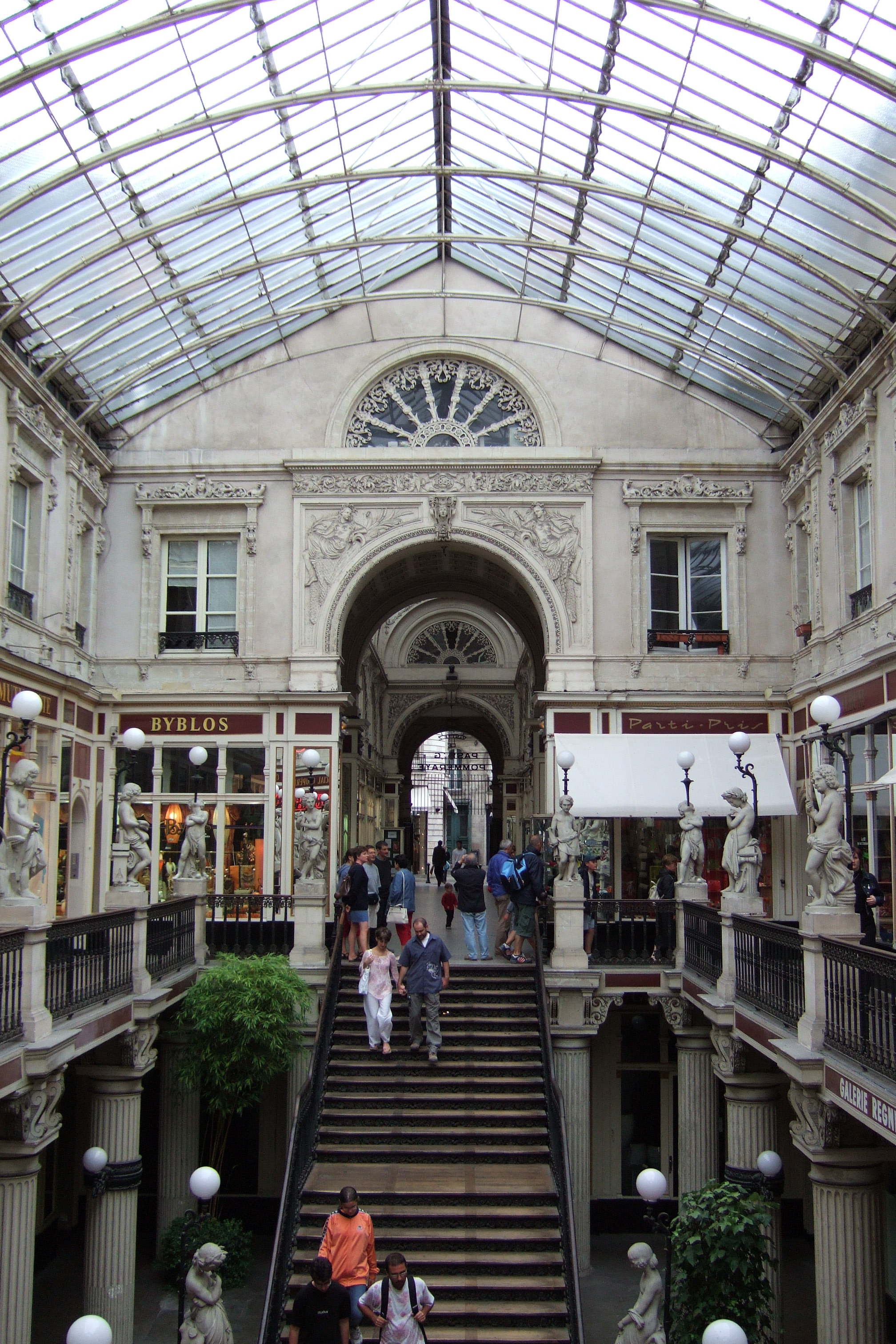
Galerie centrale.
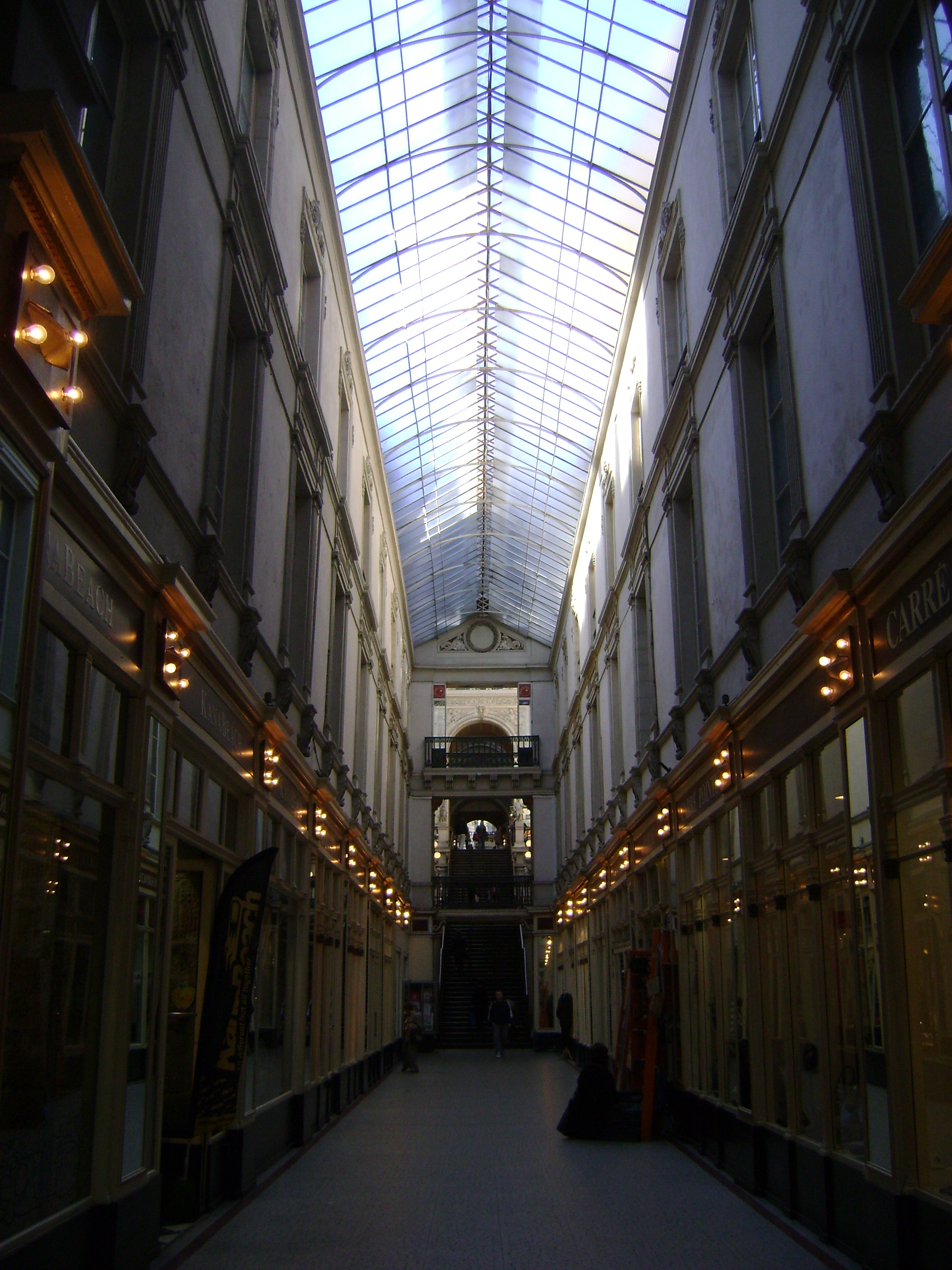
Galerie de la Fosse.
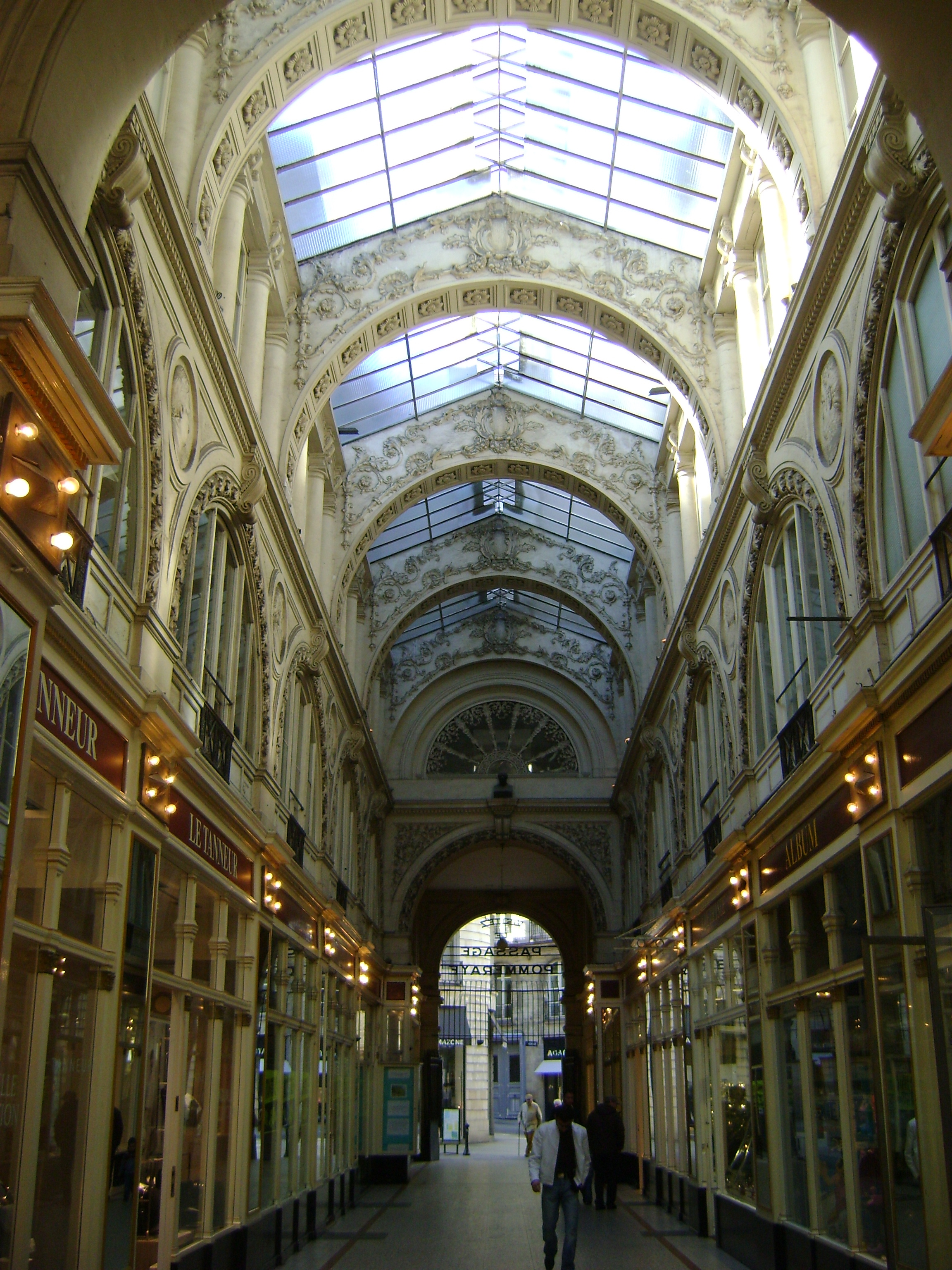
Galerie Santeuil.
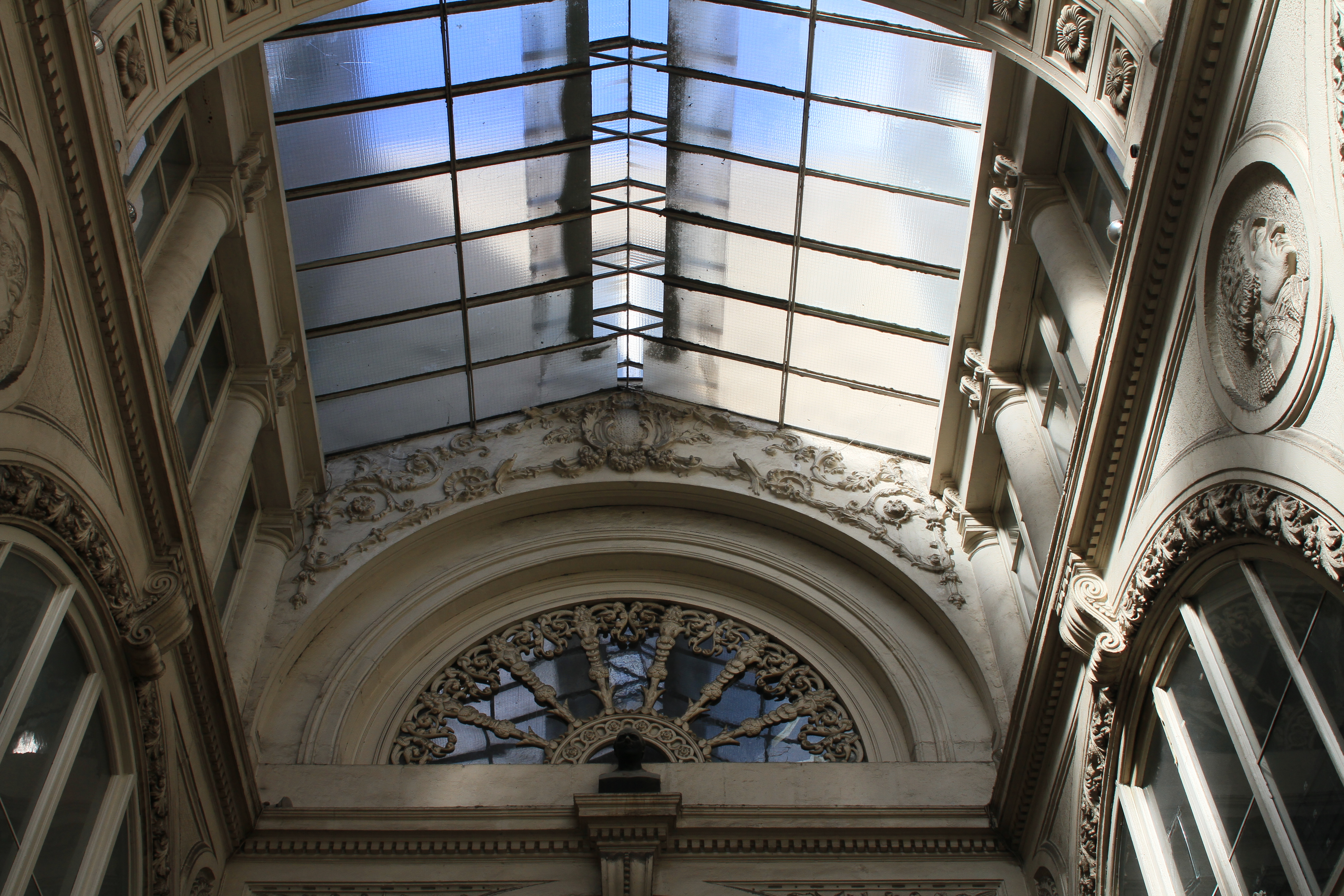
Galerie Santeuil, système d'aération au faîtage.

Bien que réussi, cet éclairage naturel n'est pas suffisant étant donné la vocation commerciale de prestige du passage, qui, bien que privé, ne peut se passer d'un éclairage public. Dès l'ouverture, le site est équipé d'éclairage au gaz, équipement rare à l'époque, et les becs de gaz sont intégrés au décor du passage, notamment des torchères sculptées. Lorsque l'éclairage électrique vient remplacer celui au gaz, au début du XXe siècle, des suspensions sont tendues entre les arcs métalliques sous les verrières, pour procurer une source de lumière centrale. Par la suite, vers la fin du siècle, ces suspensions sont ôtées et remplacées par un éclairage au néon en façade des boutiques.

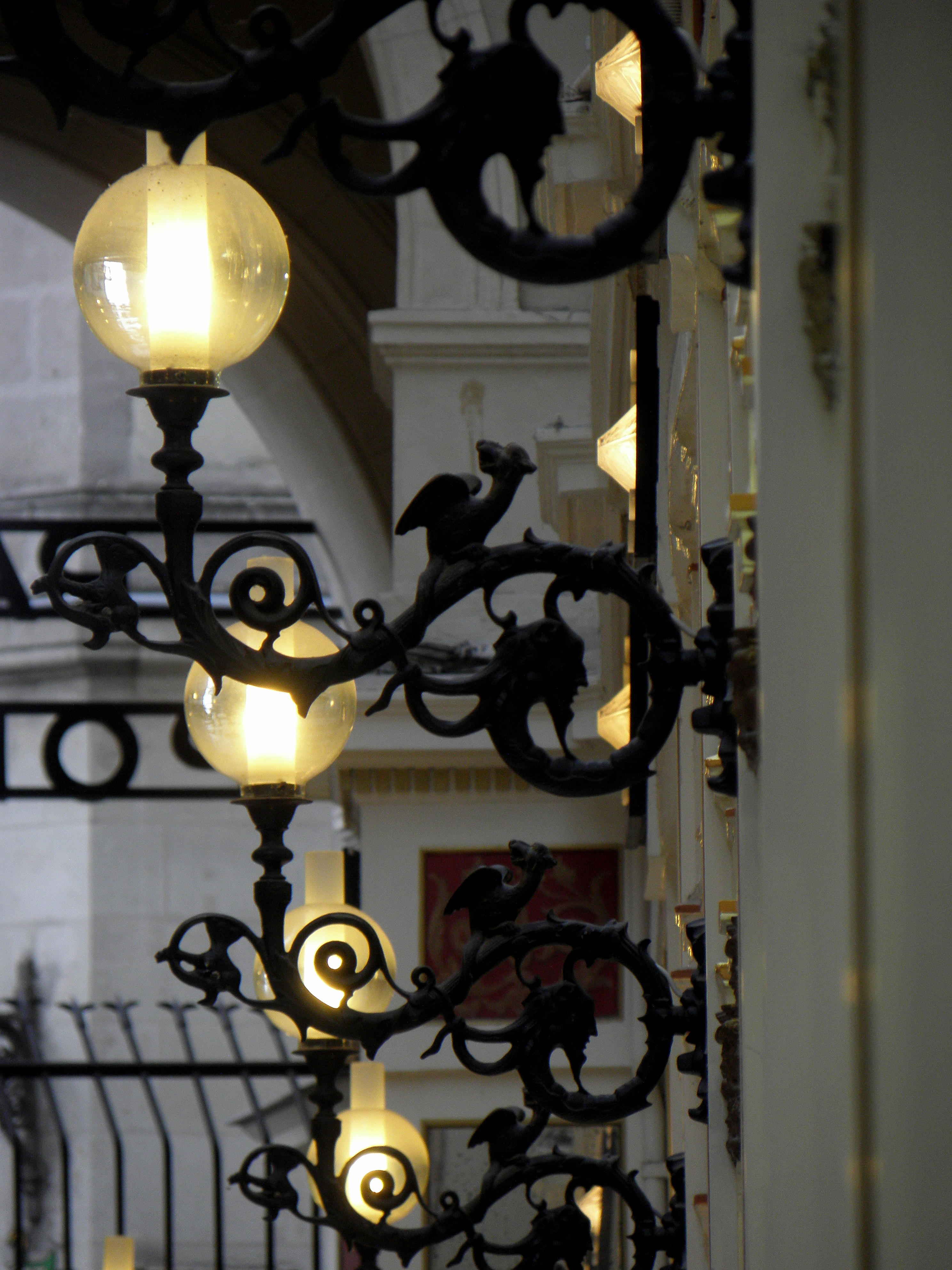
Appliques métalliques d'éclairage.

### Sculptures

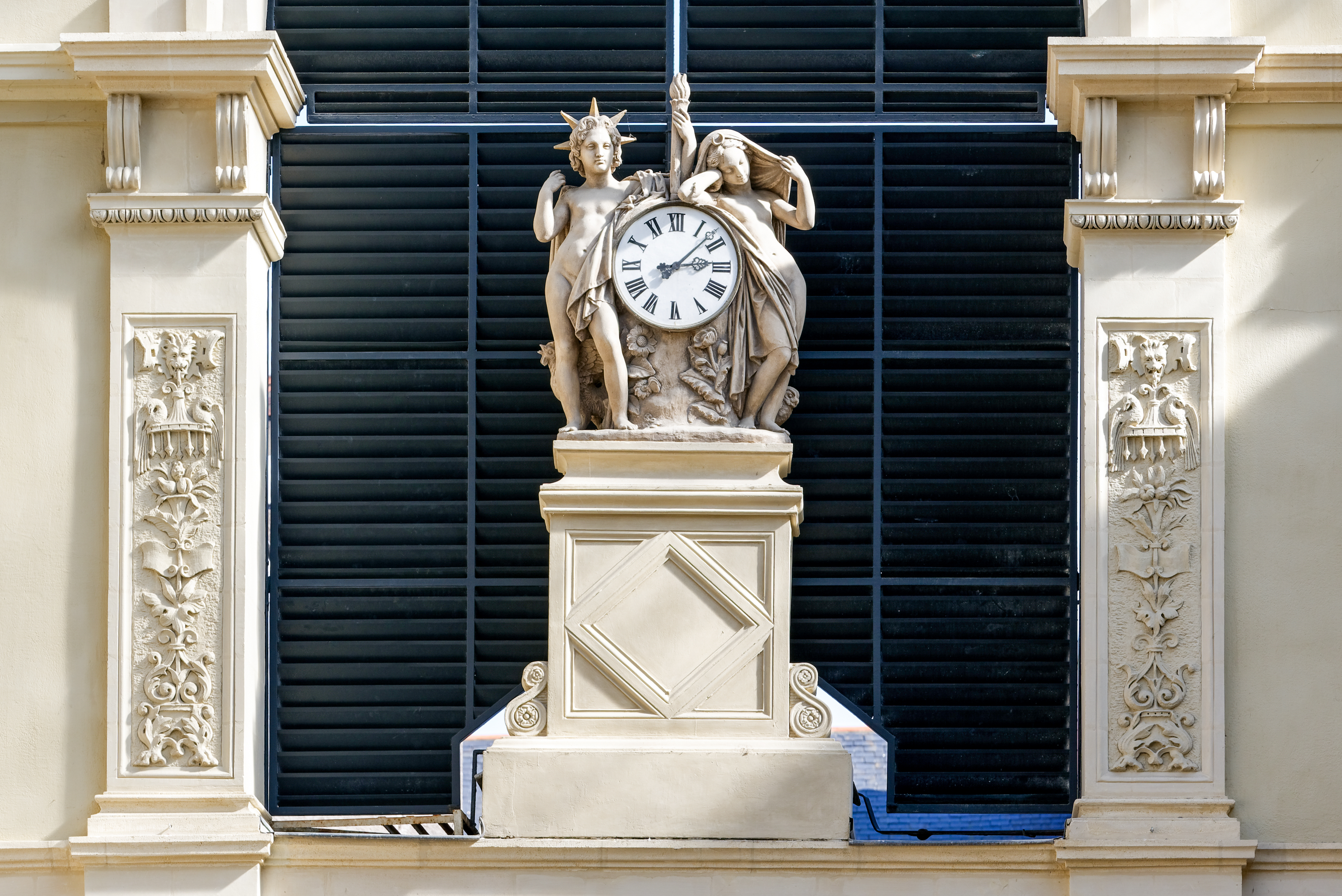
Les statues du Jour et de la Nuit de Jean Debay encadrant l'horloge dans la galerie Régnier.

Guillaume Grootaërs (fils) réalise dans les écoinçons disponibles entre les fenêtres de la galerie Santeuil, une série de huit médaillons représentants des célébrités de la région : le général bonapartiste Pierre Dumoustier, les philosophes Pierre Abélard et Éon Le Roger, les marins Jacques Cassard et du Charles Louis du Couëdic, le préfet et pair de France Louis Rousseau de Saint-Aignan, le capitaine Delaville et le connétable Olivier de Clisson,. Certains y voient Bertrand Du Guesclin, ou encore François Rabelais,, bien que le lien de ces derniers avec la ville de Nantes ne soit pas clair ; l'attribution des médaillons aux personnages historiques est faite par déduction, aucune mention n'y figurant.

Médaillons de la galerie Santeuil, façade est
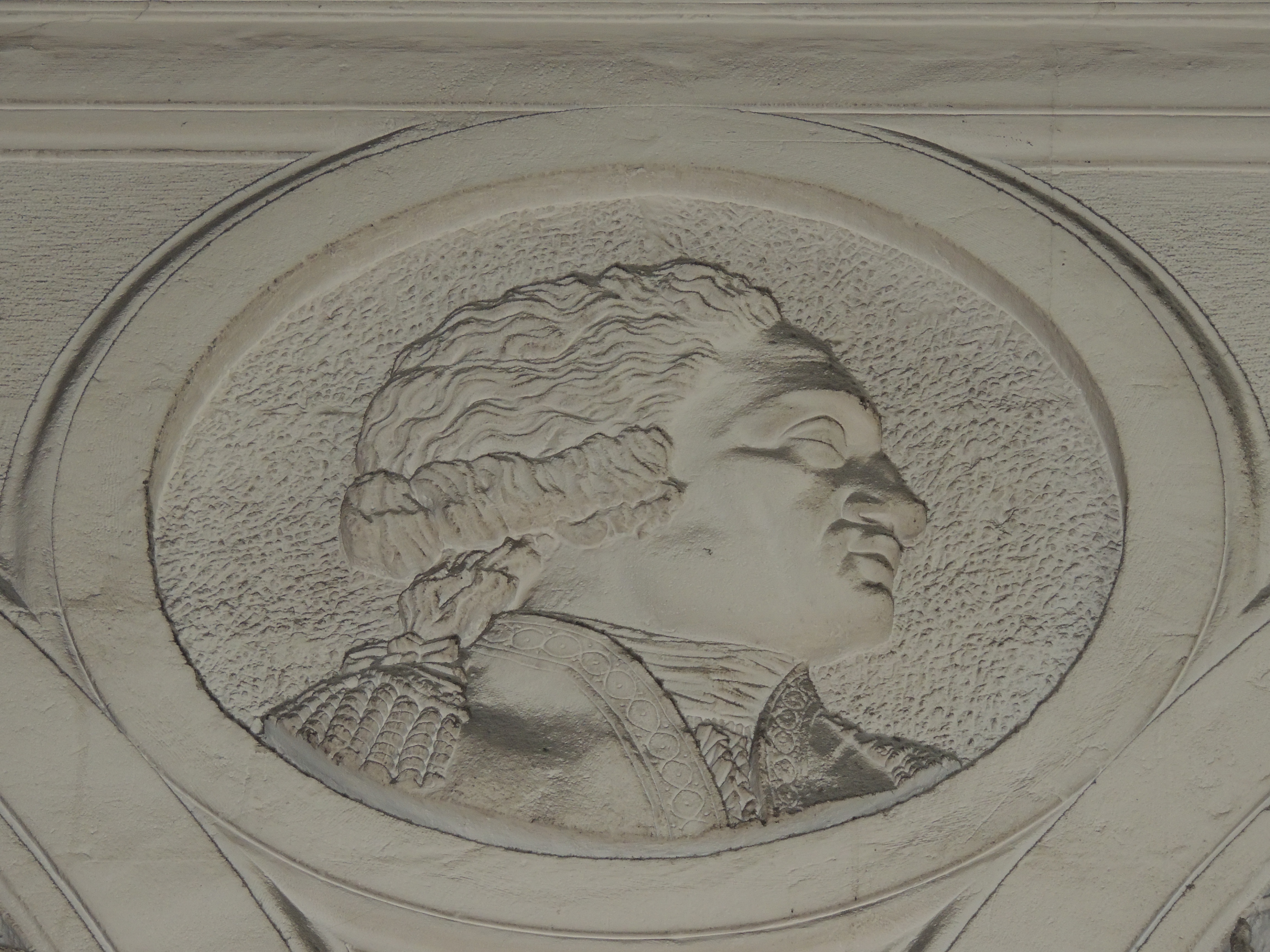
Charles Louis du Couëdic.
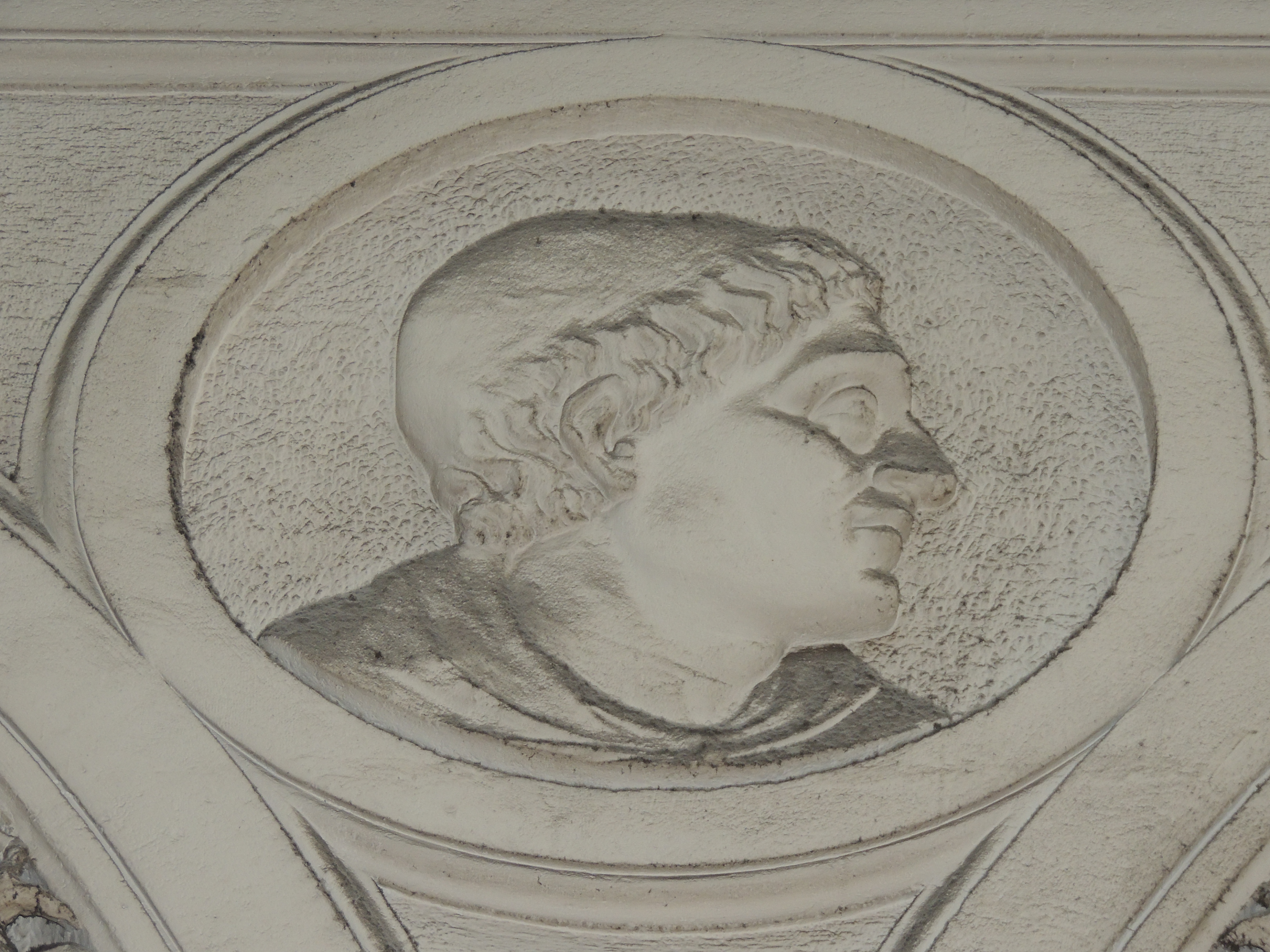
Pierre Abélard.
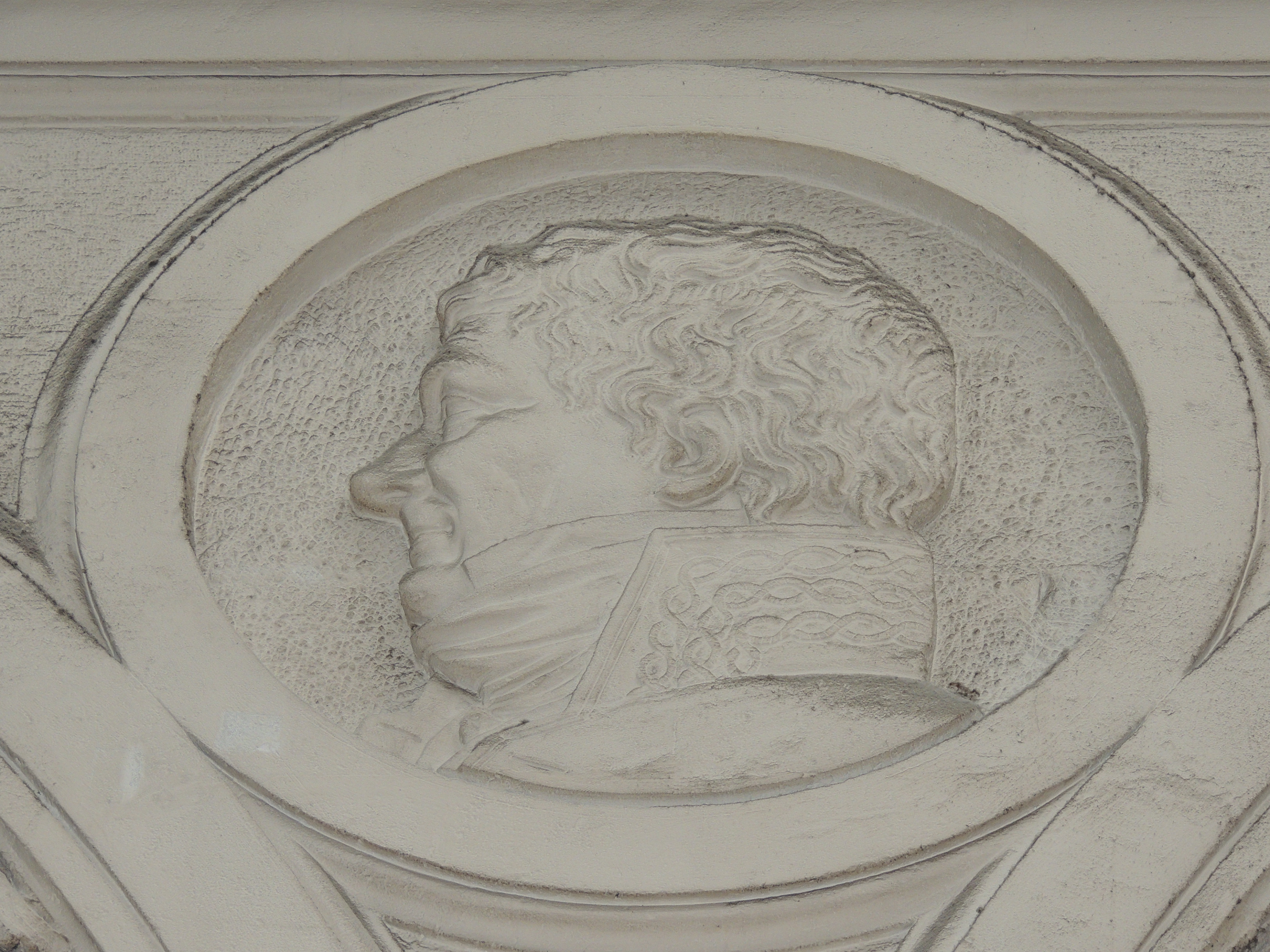
Louis Rousseau de Saint-Aignan.
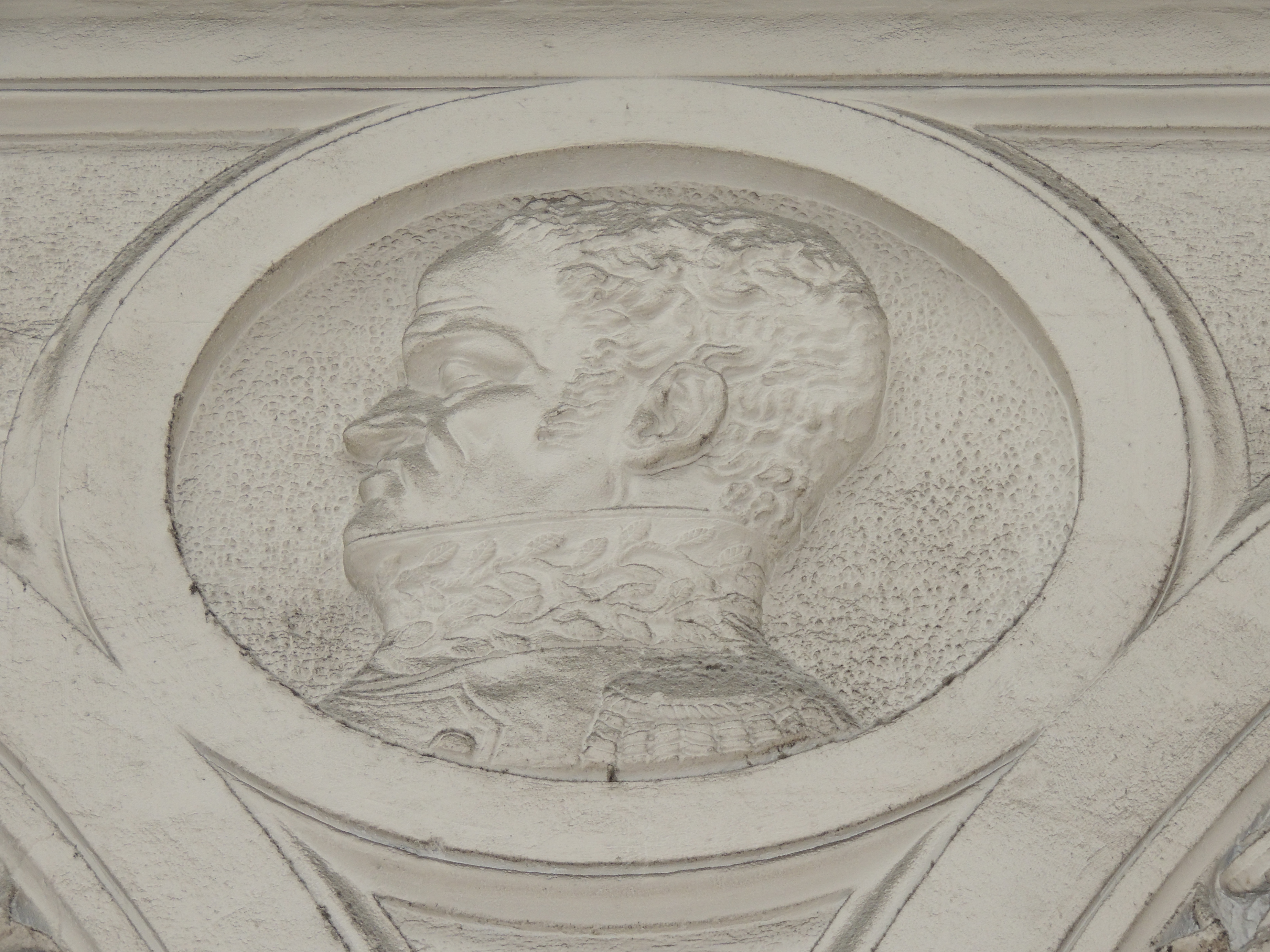
Pierre Dumoustier.

Médaillons de la galerie Santeuil, façade ouest
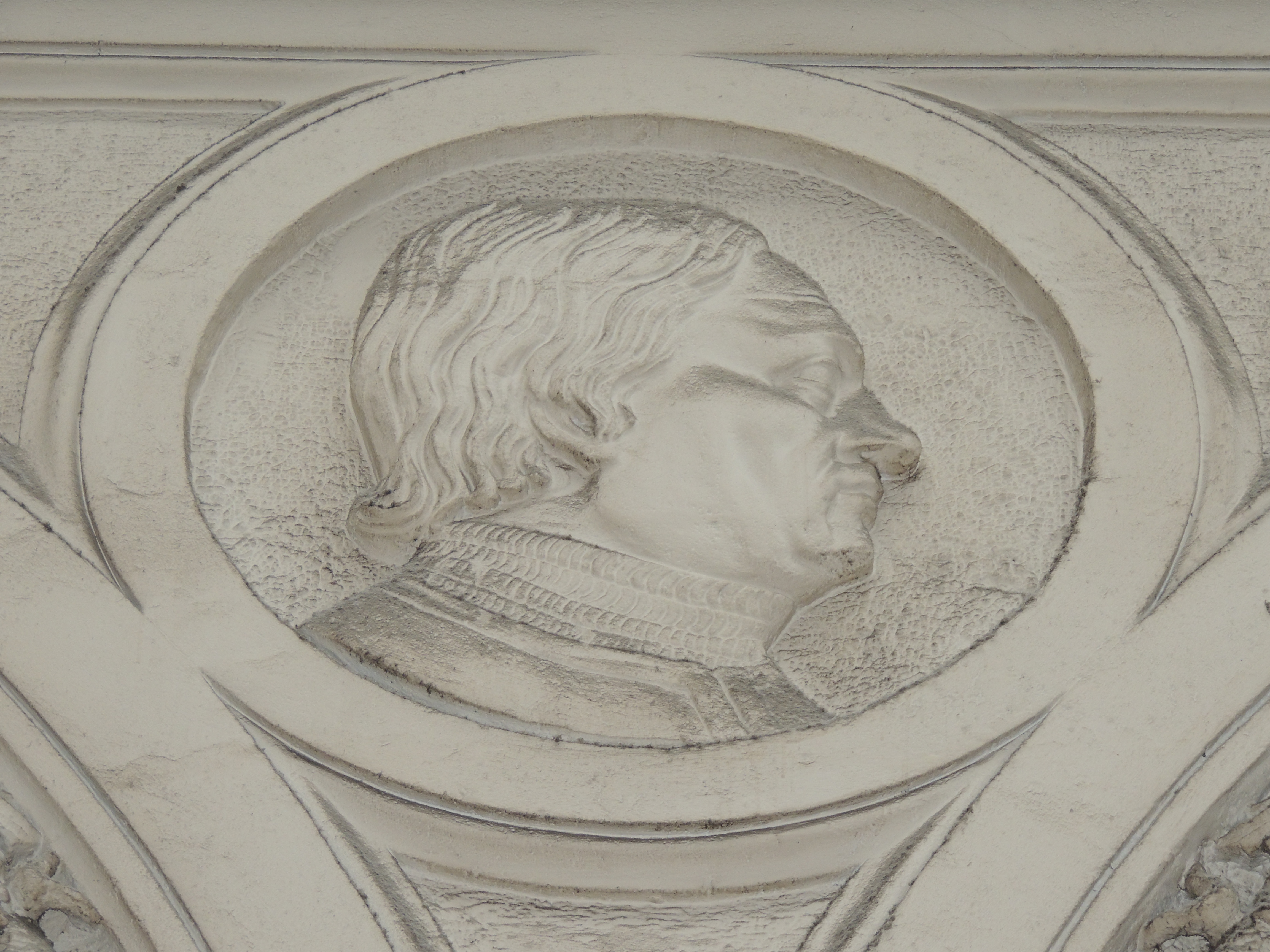
Olivier de Clisson.
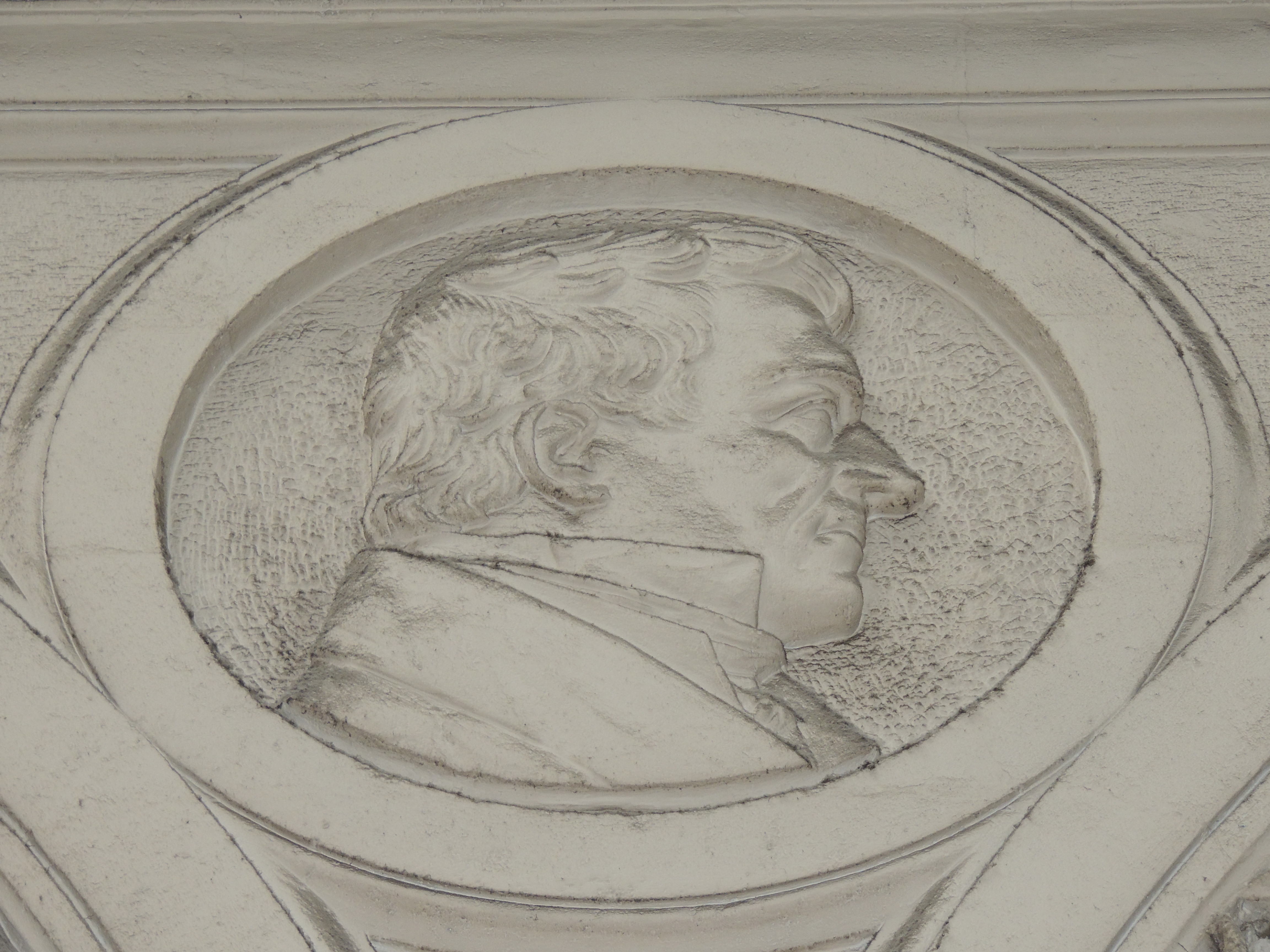
Le capitaine Delaville.
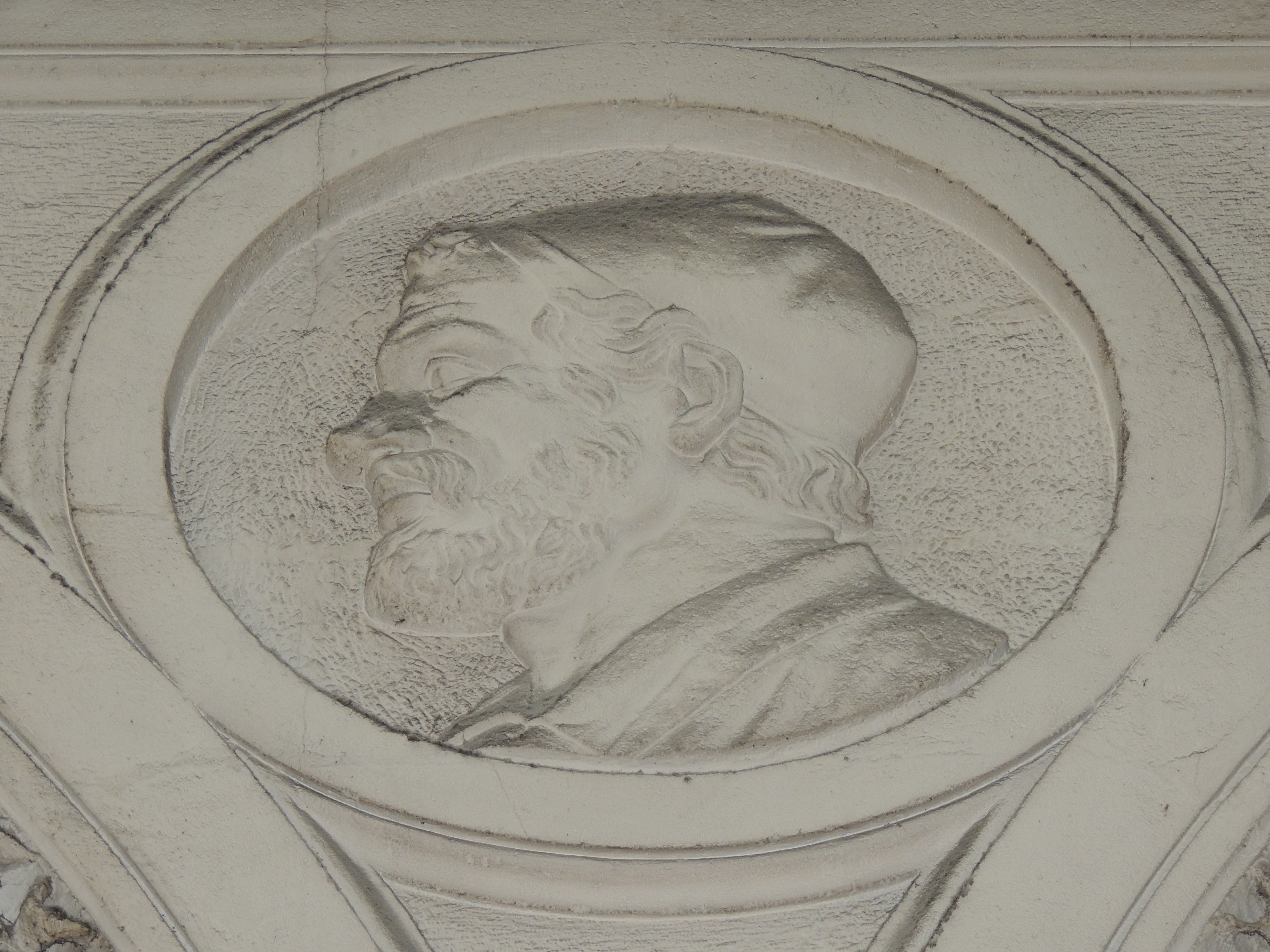
Éon Le Roger (ou François Rabelais).
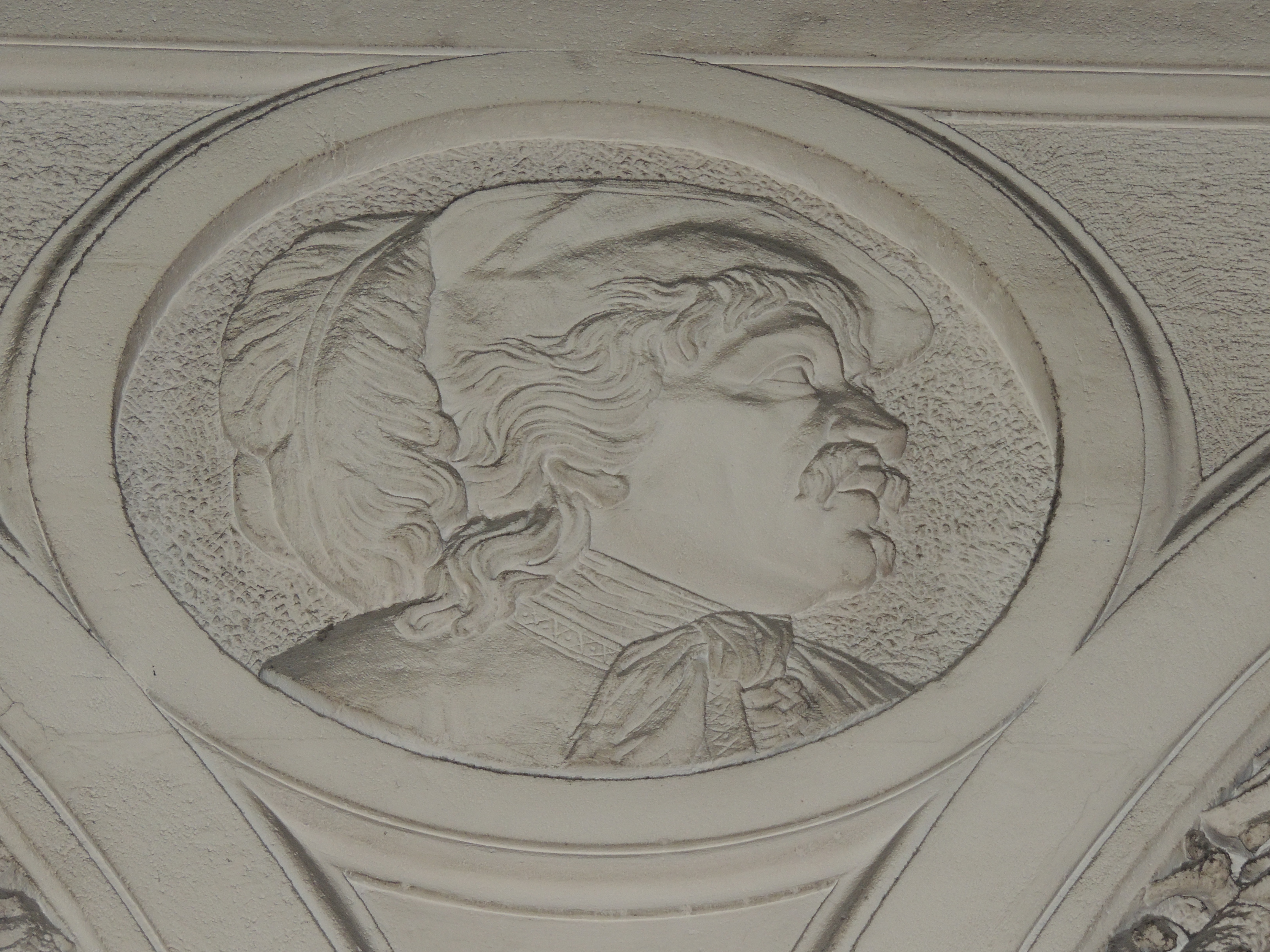
Jacques Cassard.

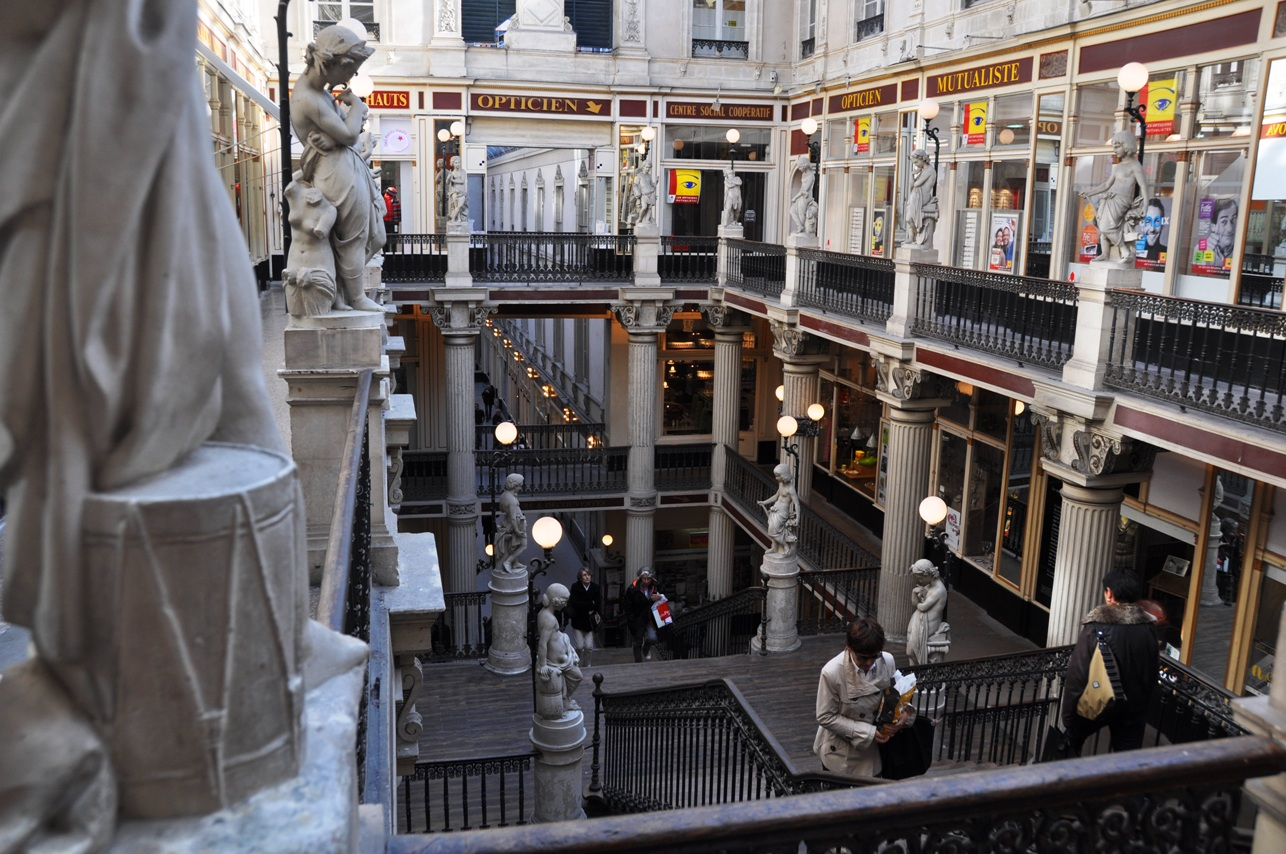
Les statues allégoriques de Jean Debay autour de l'escalier central.

Louis Grootaërs (père) réalise, au ciseau, la décoration de la verrière de la galerie Santeuil, qui est divisée en quatre parties égales par d'élégantes arcades ornées de stucs représentant des paradisiers et des lianes enchevêtrées.
Le sculpteur parisien Jean Debay a produit les bustes en bronze de Jean-Baptiste Ceineray et Mathurin Crucy, les deux architectes qui ont transformé Nantes entre les années 1760 et 1820. Il est également l'auteur des statues des deuxième et troisième niveaux, allégories qui entourent l'escalier. Faites en terre cuite, elles représentent le Commerce, l'Industrie, l'Agriculture, les Beaux-arts, le Spectacle, les Sciences et le Commerce maritime (chacune est représentée en plusieurs exemplaires). À l'origine, celles ornant la galerie centrale étaient disposées autour d'un point de symétrie central ; elles ont été déplacées dans les années 1970. Jean Debay encadre l'horloge de deux statues d'enfant : le Jour et la Nuit. Le même sculpteur, enfin, exécute le buste en bronze de Pierre Haudaudine, situé sur le côté intérieur de la porte d'entrée sud.
Les ornements des arcades (dont le principal motif est la feuille d'acanthe) sont l'œuvre de Léopold Hergault.

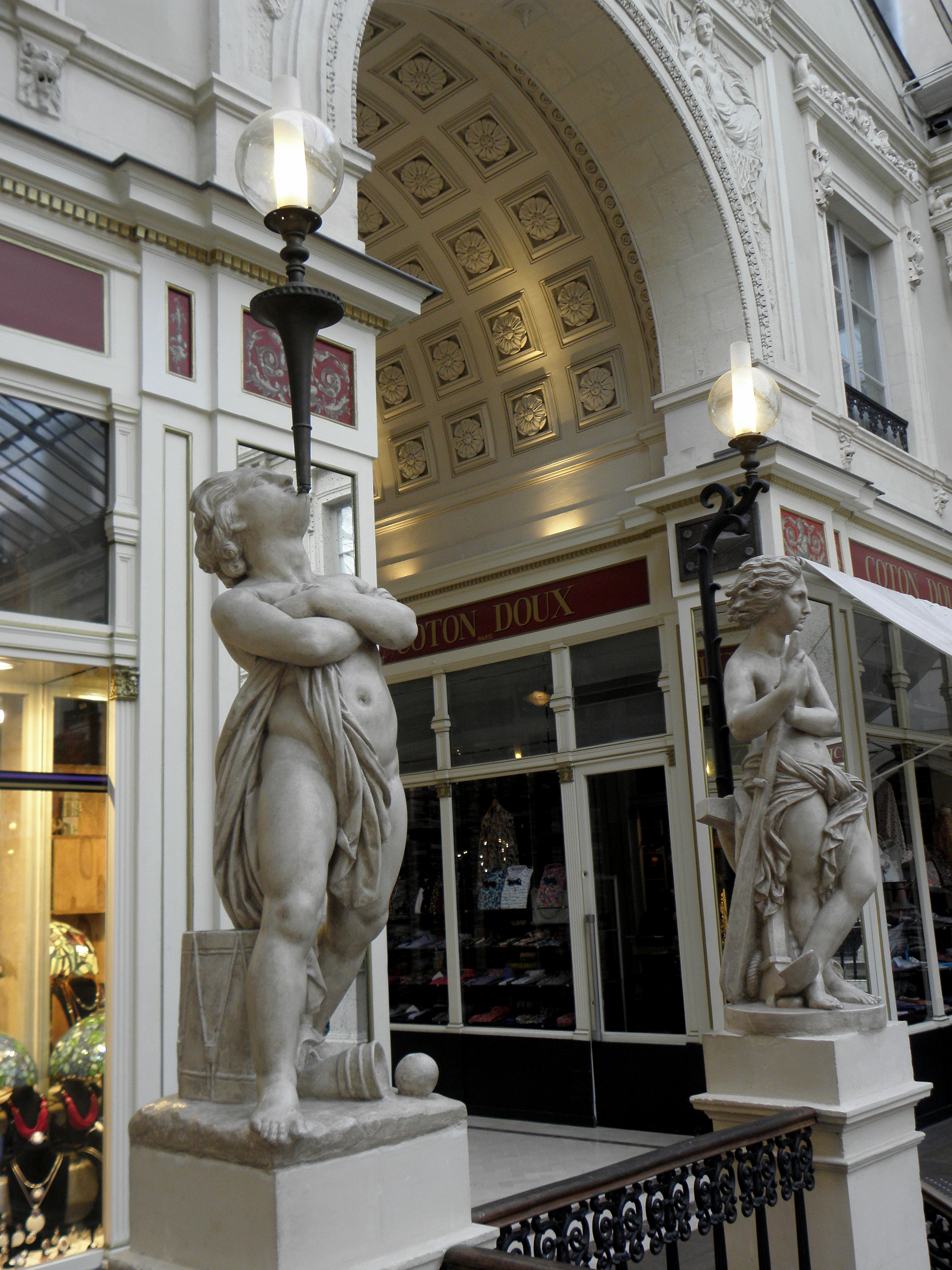
Les statues allégoriques de Jean Debay encadrant l'escalier central.

### Autres éléments
Les éléments métalliques (escalier, rambardes, becs de gaz), conçue par le menuisier-modeleur Lotz, sont fabriqués par la fonderie Voruz (Nantes).

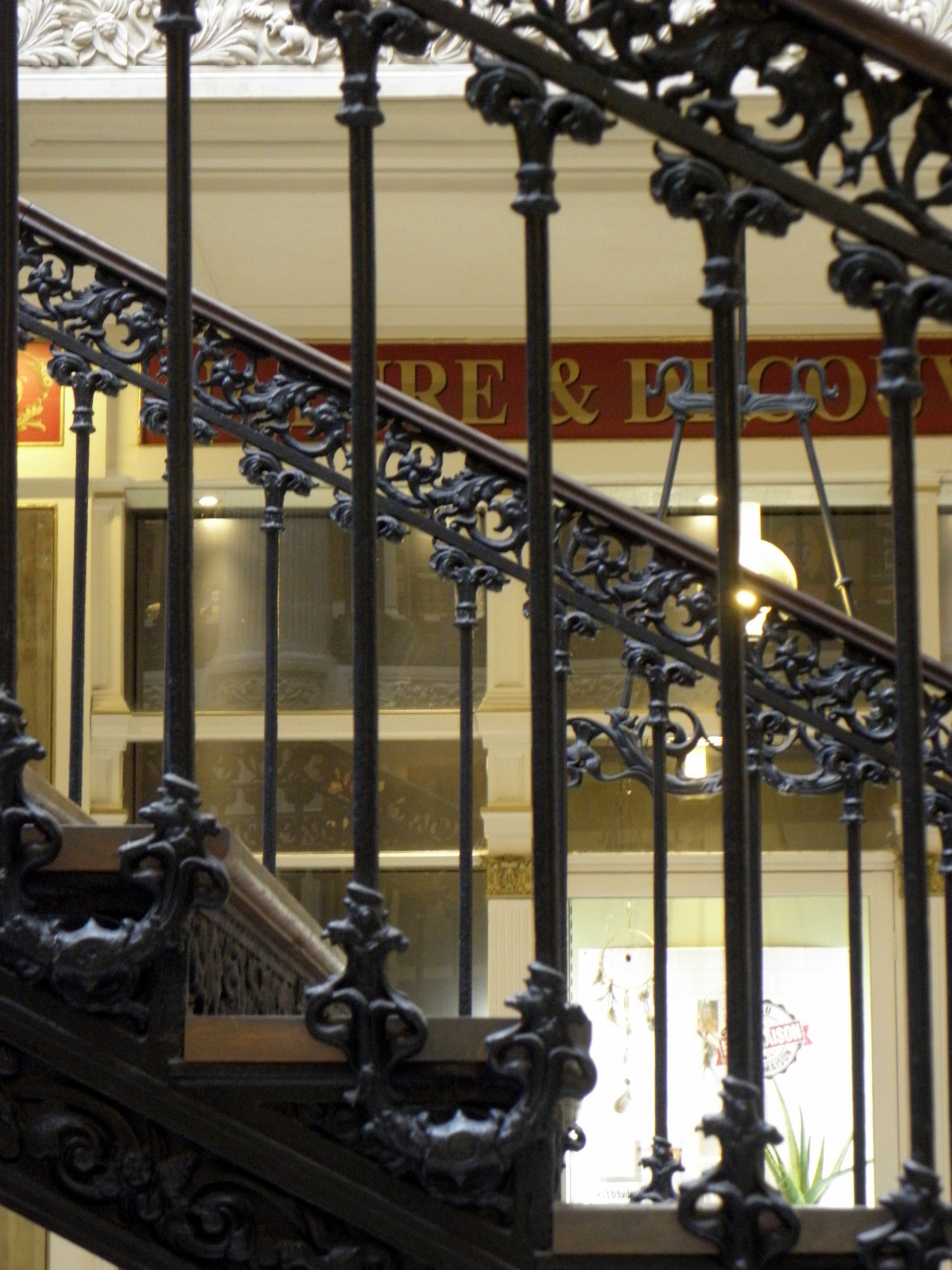
L'escalier central en fer forgé.

Le peintre décorateur Achille Légier s'est vu confier la décoration des devantures des 31 magasins en activité à l'ouverture du passage. Les enseignes en fer forgé d'origine sont progressivement remplacées par des néons au cours du XXe siècle.

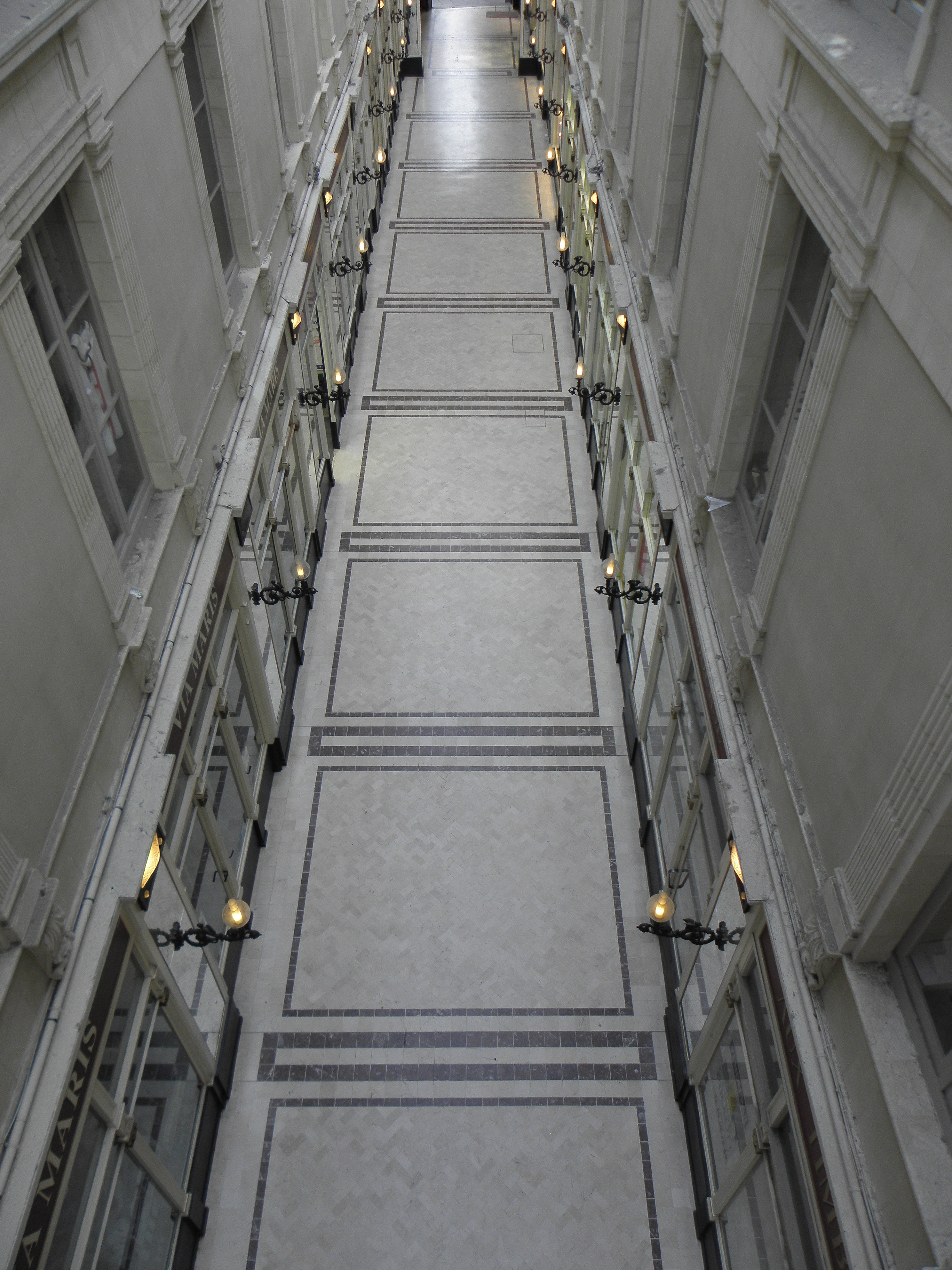
Le sol de la galerie de La Fosse.

Le sol des galeries de la Fosse, Santeuil et Régnier est carrelé. Pour marquer la continuité de la rue de la ville dans le passage, une bande de carreaux sombres, à 0,50 m du bord, marque la délimitation d'un trottoir fictif, qui suit les décrochements des devantures des boutiques.

### Restauration des années 2010

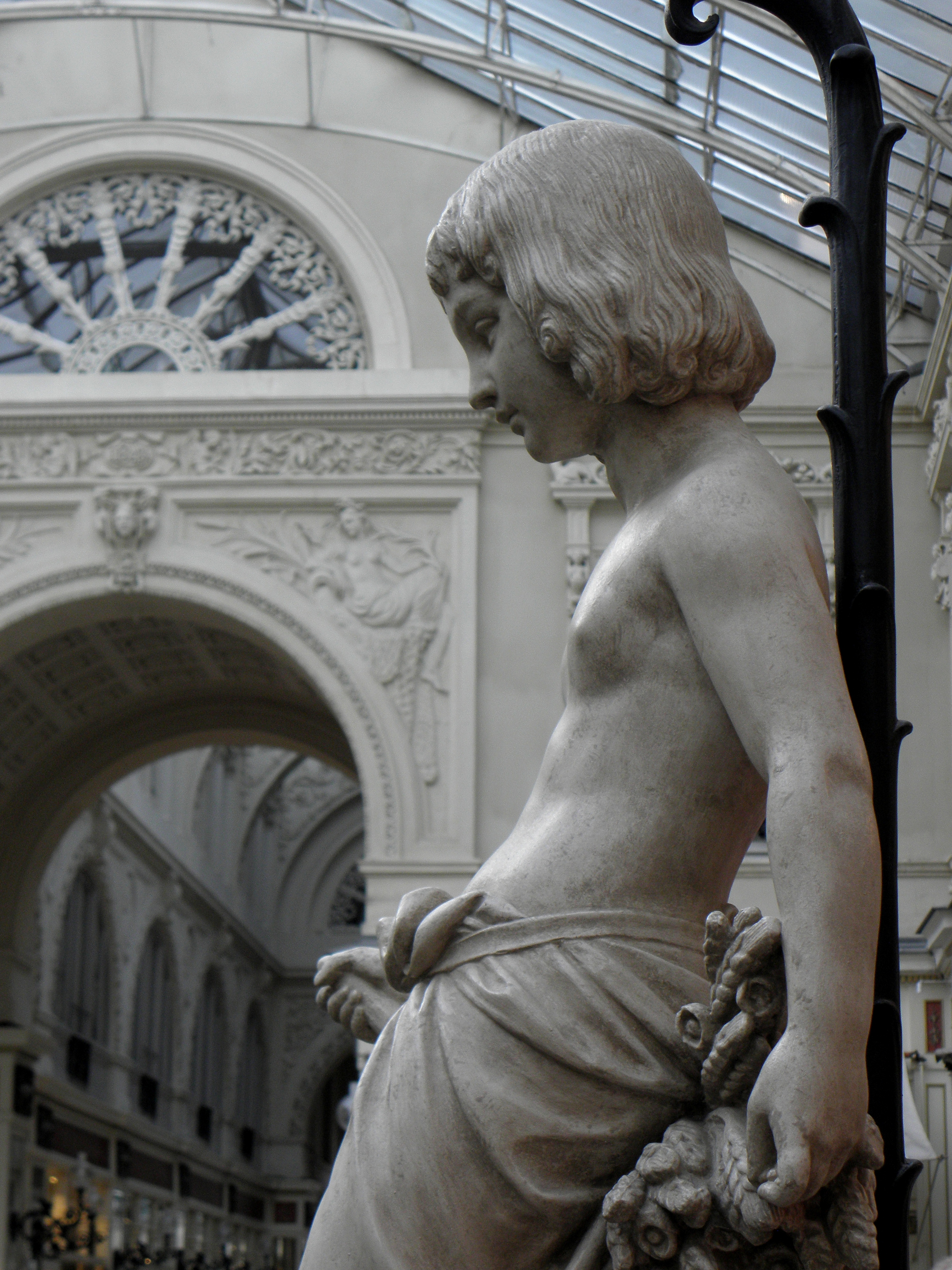
Sculpture-torchère de Jean Debay.

Entre janvier 2013 et mars 2015, le passage fait l'objet d'une restauration, liée à la création de la nouvelle galerie. Ces travaux concernent les parties classées (l'intérieur des boutiques ne l'est pas). Le parti pris est celui de la restitution : il s'agit de reproduire l'état du passage à son ouverture en 1843, et non pas de faire une réfection de ce qui existait au début du XXIe siècle.

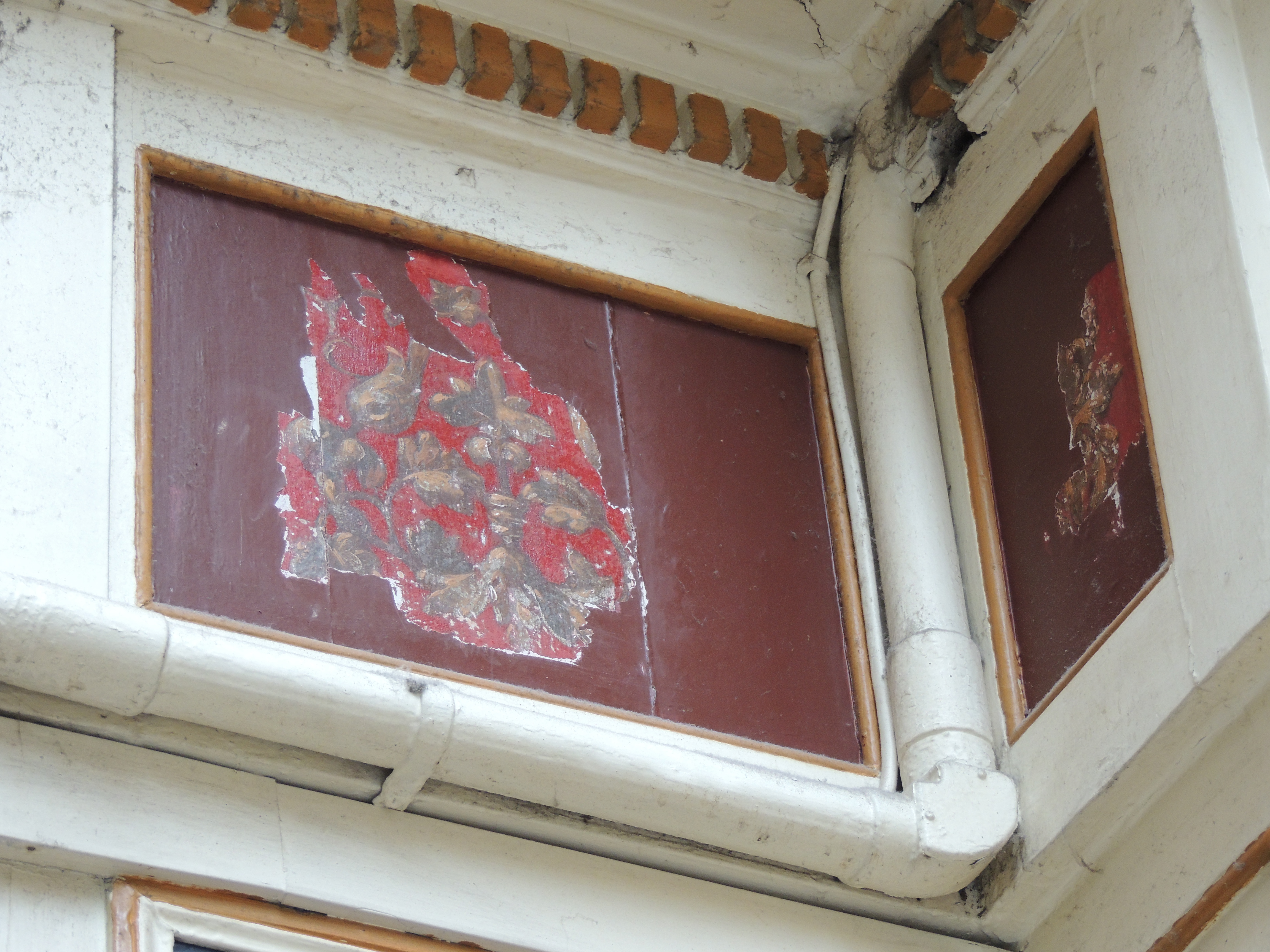
Ancienne peinture mise au jour lors de la restauration.

Par exemple, les dessins des luminaires d'origine ont été retrouvés ; ils fonctionnaient au gaz. Les nouveaux en seront des reproductions équipées de LED. Certains luminaires sont reproduits par moulage. À l'intérieur, des câbles électriques sont passés pour permettre l'alimentation du système d'éclairage. Au total, 400 kg de fonte et 200 m de câbles
Les luminaires au-dessus des vitrines, qui datent des années 1930, sont conservés, et fonctionneront également avec des LED ; les peintures de chérubins qu'elles ont recouvertes ne seront donc pas restituées.
Un des éléments les plus difficiles à restituer est le revêtement du sol. L'existant a été posé dans les années 1960. Les documents sont peu nombreux pour décrire précisément les dessins d'origine. Il existe néanmoins des photographies, notamment celles prises à l'époque du tournage du film Lola.

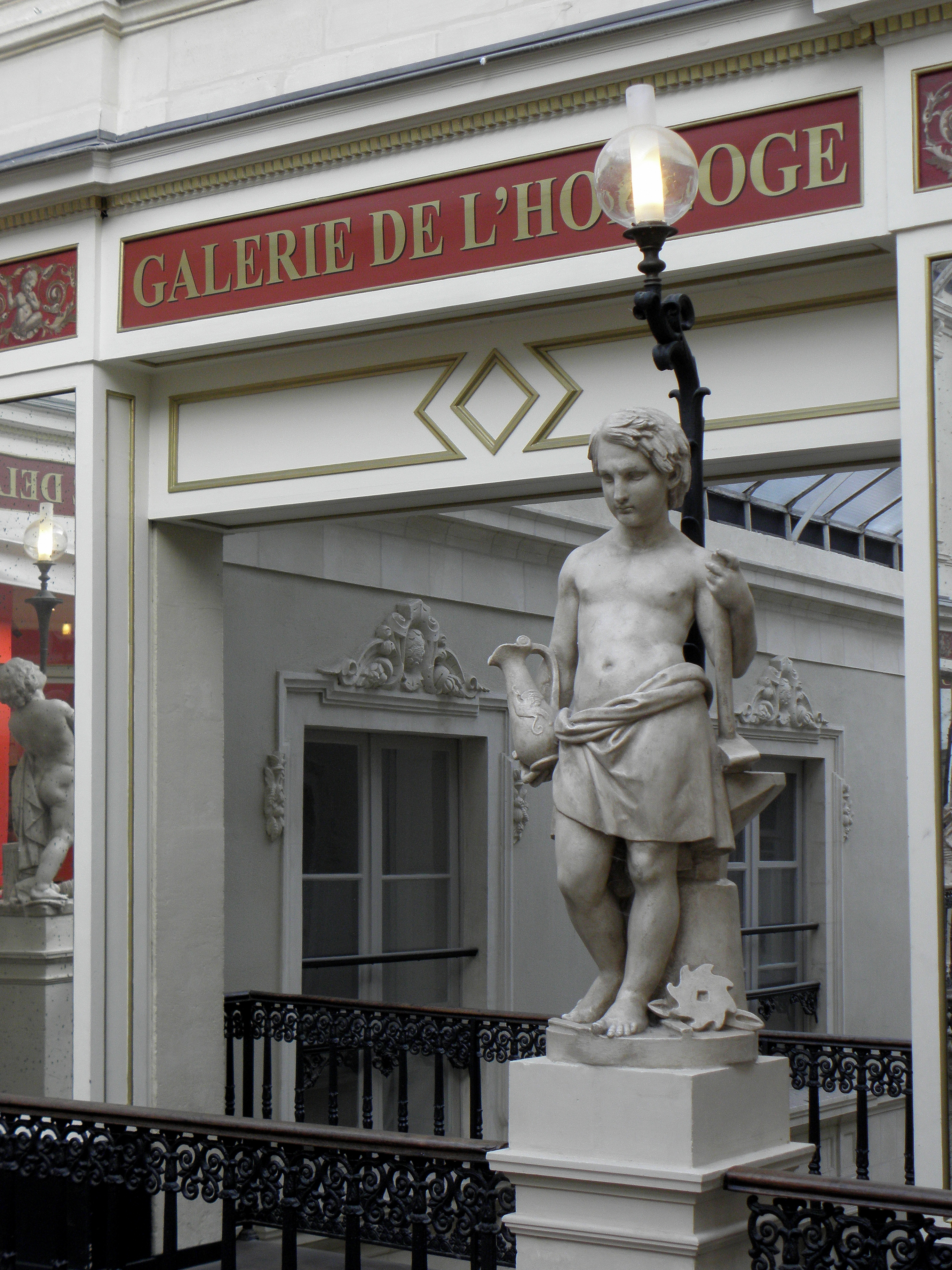
Enseigne de la galerie de l'Horloge.

Seront également restitués des miroirs et des décors en trompe-l'œil. Les marches sont régulièrement changées tous les 30 ans environ. Celles installées entre 2014 et 2015 sont faites, tout comme les autres éléments en bois (poutres, linteaux, etc.), dans des chênes vieux de 200 à 300 ans.
Les sculptures intérieures, qui se dégradent peu car non exposées aux intempéries, sont rafraîchies. le tuffeau des façades extérieures nécessite plus de soin. Il s'agit d'une couche de parement assez fine, qui nécessite une bonne protection en surface.
Les grilles n'avaient pas bénéficié de restauration complète depuis 1843. Leur rénovation a été confiée à l'entreprise « Acab ferronnerie », installée près de Derval, qui a également pris en charge la remise à neuf des garde-corps des façades des rues Santeuil et du Puits-d'Argent, des quatre rampes d'escalier privatives intérieures et des deux enseignes indiquant « Visitez le passage Pommeraye ». Une nouvelle enseigne du même type, destinée à l'entrée de la rue du Puits-d'Argent, est créée à cette occasion.

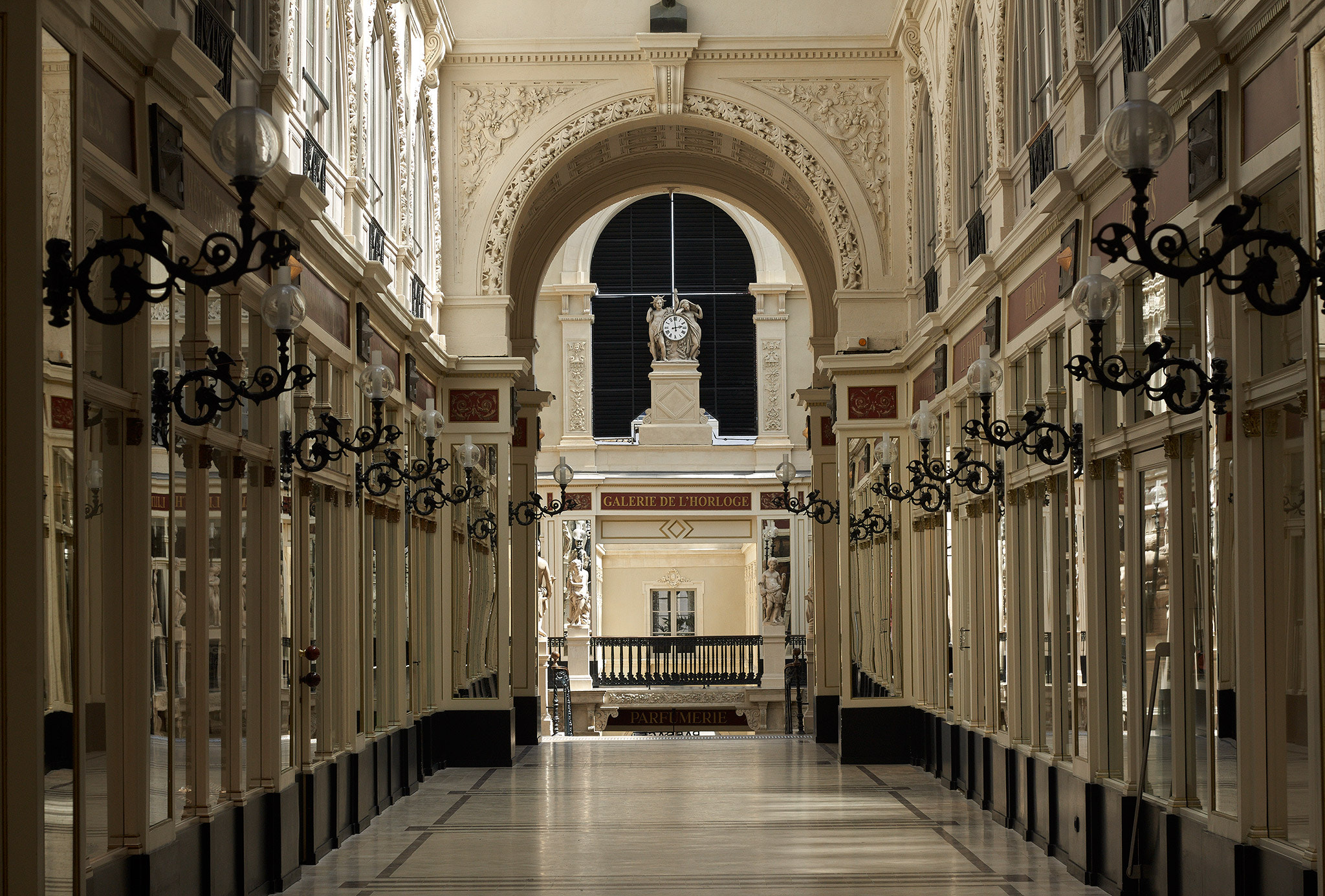
La galerie Santeuil avec, au fond, l'horloge de la galerie Régnier.

Après deux ans et demi de travaux, le passage rénové est inauguré le 18 juin 2015, en présence de la maire de Nantes, de nombreux élus et représentants de l'État. À cette occasion, un timbre postal spécial est édité. Tous les éléments du passage (façades, escalier, verrière, colonnes, peintures, huisseries, couloirs menant aux logements privés) ont bénéficié de cette rénovation, qui inclut une mise aux normes de sécurité.

## Personnalités liées au passage

### Louis Pommeraye

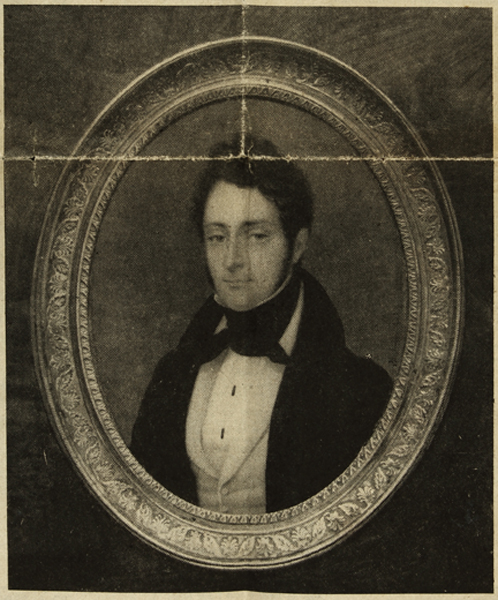
Portrait de Louis Pommeraye.

Louis-Ange-Hyacinthe Pommeraye est né le 8 août 1806 et mort le 6 août 1850 à Saint-Père-en-Retz (Loire-Inférieure).
À dix-sept ans, il est clerc de notaire à Saint-Père-en-Retz, plus tard il exerce à Frossay, puis en 1829 à Nantes ; le 27 janvier 1833, il succède à Me Serault au 16 de la rue Crébillon. Le 22 août de la même année, il épouse Marie-Louise Besnier, fille et unique héritière d'un riche négociant nantais qui la dote de 50 000 francs.
Le 4 novembre 1836, il abandonne son étude et se lance dans « les affaires ». Le 1er juillet 1837, avec son beau-père et d'autres négociants nantais, il achète pour 140 000 francs la forêt du Cellier (207 hectares) à Henri d'Orléans (1822-1897), duc d'Aumale, et s'installe dans la maison principale du hameau de la Pégerie.
En 1838, il se joint au restaurateur Charles Guilloux pour acheter des immeubles à l'emplacement du futur passage, et crée la « Société Pommeraye et Cie » en 1840.
À partir du 13 juin 1848, une série de procès, intentés après le non-remboursement de billets à ordre échus et non remboursés, annonce la déroute de la société. Le jugement du tribunal civil de Nantes précise, le 13 mars 1851, qu'« il est certain que le sieur Pommeraye a dissipé une partie des fonds par lui empruntés, lesquels n'ont pas profité à la société ». Condamné personnellement, en tant que gérant, à rembourser les créanciers, ses biens sont bradés.
La famille Pommeraye se réfugie à La Pégerie du Cellier. C'est là que naît le 18 mai 1849 le dernier enfant de Louis. Pommeraye meurt subitement le 6 août 1850 chez son beau-frère Étienne Flandrin, notaire et maire de Saint-Père-en-Retz ; à quarante-quatre ans, il laisse sept orphelins et une veuve, qui obtient de la préfecture la charge d'un bureau de poste pour subvenir aux besoins de sa famille. En avril 1852, elle doit renoncer, au nom de ses enfants, à la succession de son époux, les dettes n'ayant pas été épongées.

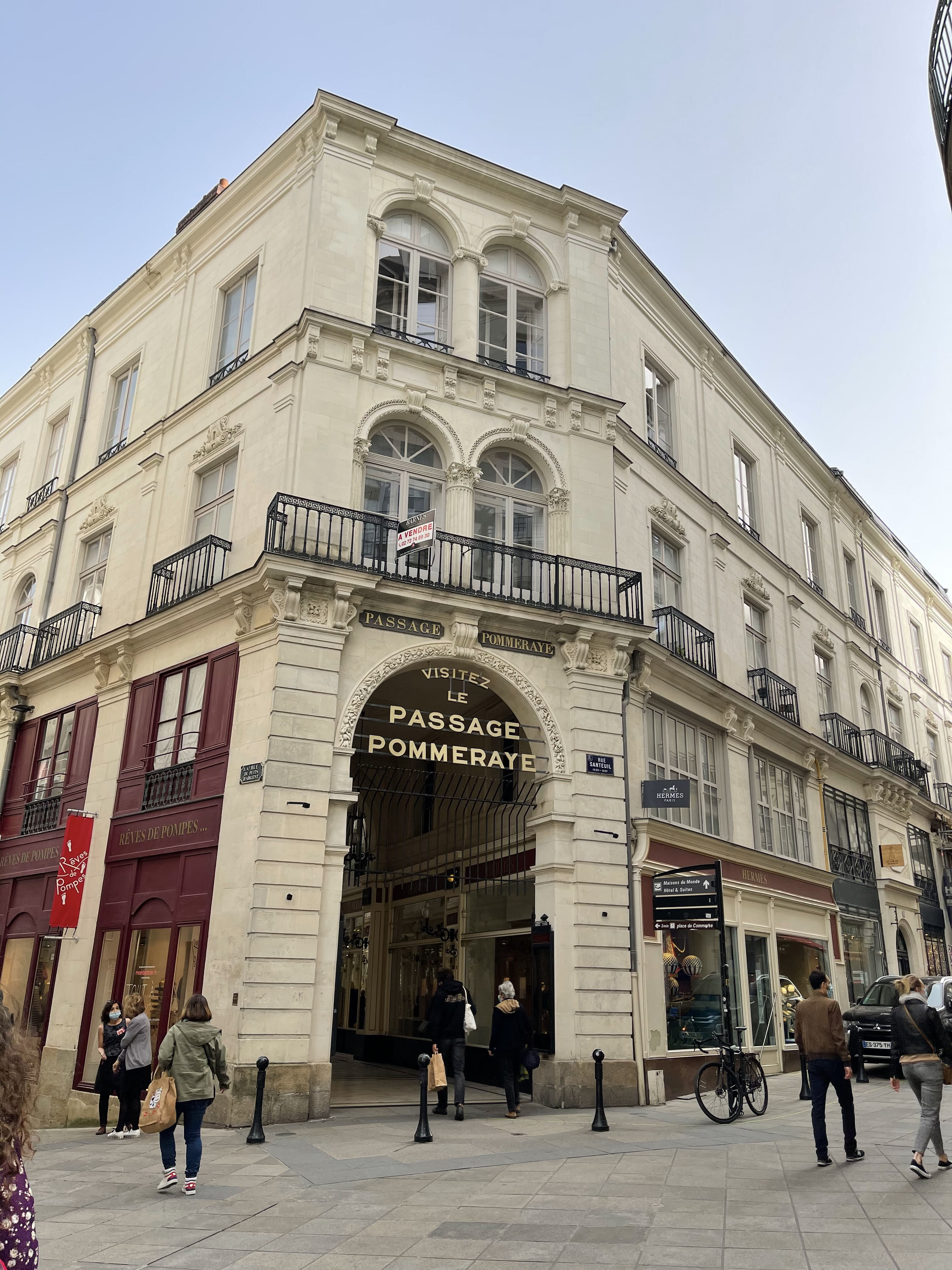
L'entrée du passage Pommeraye vue de la rue Crébillon.
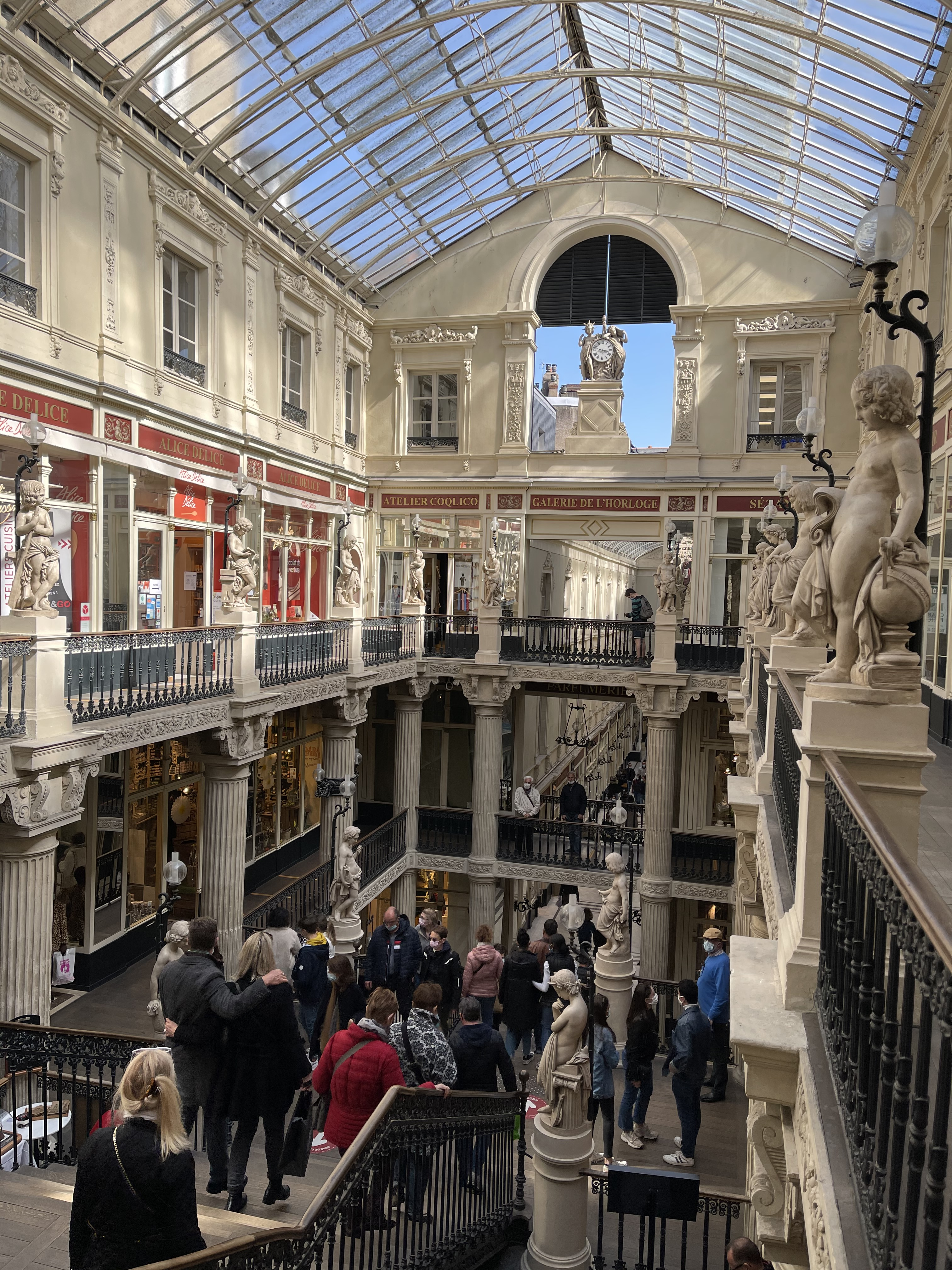
La galerie Régnier du passage Pommeraye.

Jean-Baptiste Joseph Debay (1802-1862) a réalisé un buste en bronze de Louis Pommeraye, détenu depuis 2013 par le musée des beaux-arts de Nantes.

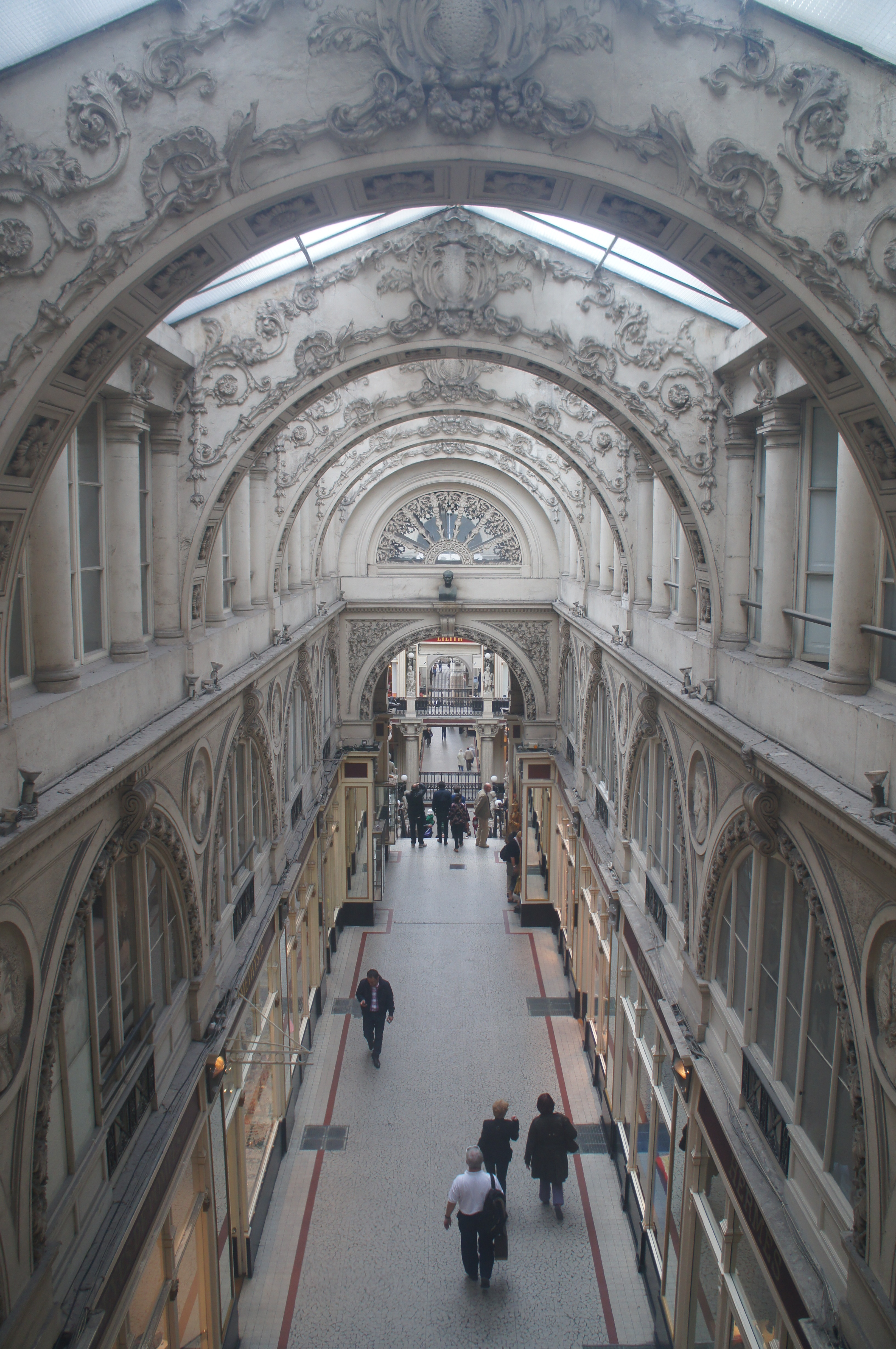
Le chef-d'œuvre de Buron et Durand-Gasselin : l'enfilade des galeries vue depuis la partie la plus haute, près de la rue Santeuil

### Jean-Baptiste Buron
Le passage Pommeraye est le chef-d'œuvre de cet architecte, qui a également dressé les plans de l'hôtel Levesque à Nantes (1871), de maisons balnéaires sur la côte atlantique, et de l'ancien presbytère de Blain (1869), détruit en 2013.

### Le baron Baillardel de Lareinty
Henri Baillardel de Lareinty est né en 1824. Son père meurt en 1826. Le 14 octobre 1847, le baron Baillardel de Lareinty devient le principal créancier de la société « Pommeraye et Cie » pour 200 000 francs, alors que le passage était déjà hypothéqué pour 155 000 francs. Après la dissolution de la société le 16 février 1849, il fit ordonner, le 29 novembre suivant, au nom des créanciers, l'adjudication du passage, qui lui sera vendu en septembre 1851 pour 240 000 francs. En 1852, il obtient l'autorisation d'ouvrir la « galerie Régnier » à l'est, permettant l'accès par la rue du Puits-d'Argent. Il meurt le 9 mars 1901, et sa bru (veuve depuis le 25 mai 1900) revend aussitôt le passage.

## Commerce

### Anciennes boutiques

#### Hidalgo de Paris

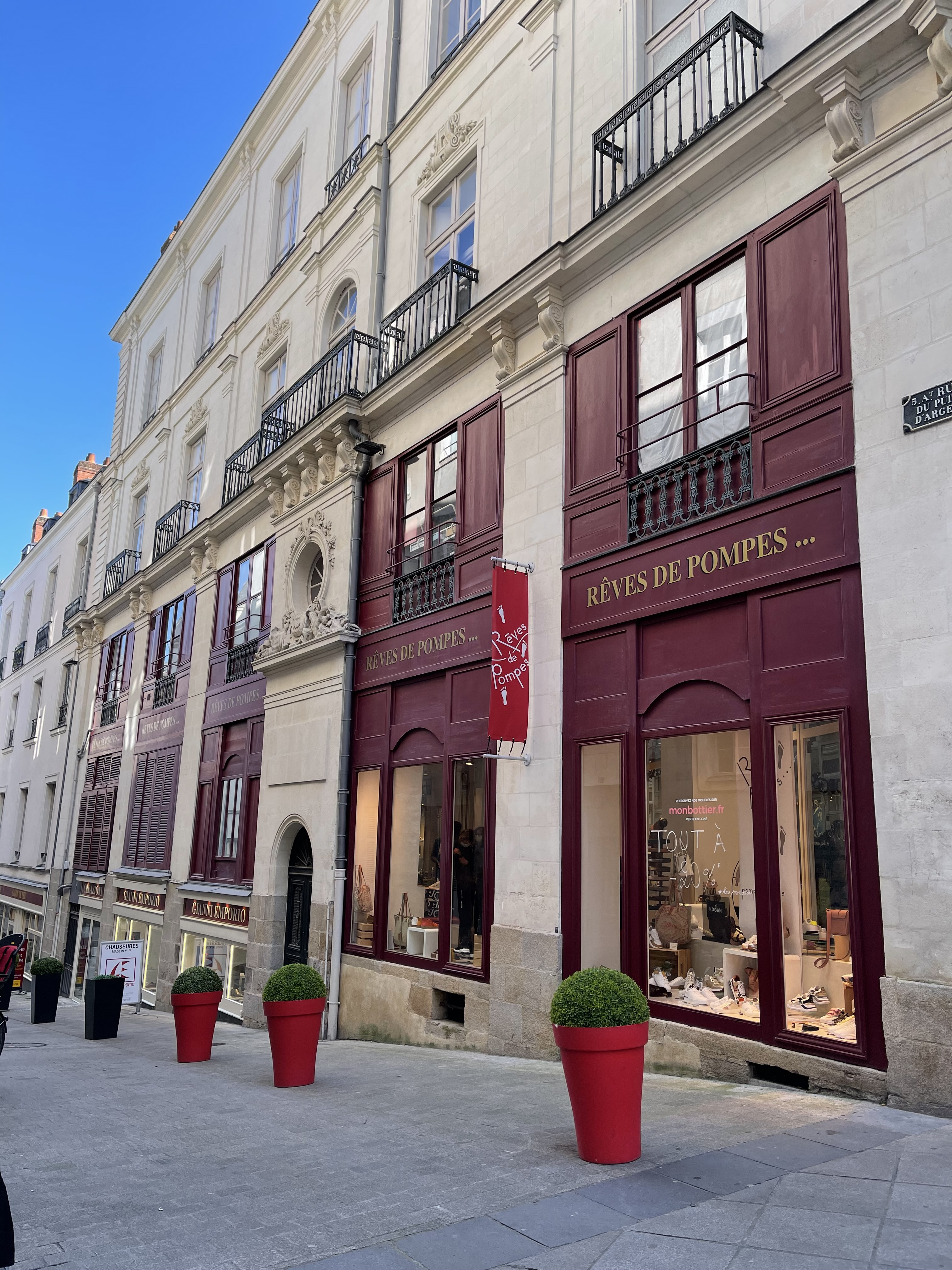
Les vitrines du passage Pommeraye sur la rue du Puits d'Argent.

Située dans la partie de la galerie Santeuil se trouvant dessus de l'escalier (appelée aussi « galerie des statues »), côté ouest, cette boutique (nos 18, 19 et 20), souvent citée dans la littérature, est restée une des plus célèbres du passage. Selon Stéphane Pajot, à l'origine, M. Hidalgo est dentiste, et il se distingue par une publicité tonitruante, à base de slogans chocs (« Nous avons tous besoin de dents car notre estomac n'en a pas ») et de visuels humoristiques. Après 15 années d'activité, Hidalgo propose de vendre ses murs selon le tarif suivant : un montant de base de 10 centimes, doublé chaque jour pendant trente jours. La proposition s'accompagnait de l'exemple de ce calcul jusqu'au dixième jour, soit 51,20 francs. Mais, bien que le stock du magasin soit présenté comme valant un million de francs, la proposition était une plaisanterie, puisque la somme au bout des trente jours représentait 17 millions de francs. L'enseigne Hidalgo est surtout restée dans la mémoire collective nantaise par la vente d'articles de farces et attrapes.
Une ancienne employée, Mme Leroy, relate en 2013 qu'« André Hidalgo », de son vrai nom Eugène André Philipeault (1888-1944), n'a jamais été dentiste. Cette activité était proposée en même temps que la vente de farces et attrapes ou de parfums, ou même, durant la Seconde Guerre mondiale, de masques à gaz. Un dentiste venait de Paris, une fois par semaine, pour exercer dans une des salles du magasin. Après la mort d'Hidalgo, son épouse, Madeleine Bailleul, poursuit l'activité jusqu'au début des années 1980.

#### Librairie Beaufreton
C'est l'autre enseigne mythique du passage. Cette librairie voisine d'Hidalgo occupait plusieurs locaux, sur six niveaux, du no 24 au no 30. C'était là que les jeunes Nantais trouvaient les livres scolaires. Une partie de la boutique était réservée au documents sur la Bretagne. La librairie possédait également un rayon consacré à la papeterie, ainsi qu'un atelier de reprise et réparation des livres anciens. Un salon de thé y était également installé. L'établissement a fermé en 1998.

#### Galerie Moyon-Avenard
Après la faillite du passage, un minotier du pont du Cens, M. Avenard, achète une boutique pour ses filles. L'une d'elles, Berthe, épouse M. Moyon, avec qui elle tient, à partir de 1885, l'enseigne « Articles de Paris », et exerce une activité de librairie, papeterie, encadrement et photographie. Leur fils Norbert en fait une galerie d'art, où il expose les peintres nantais. L'activité est reprise par le fils de Norbert, Alain Moyon-Avenard. En 1957, celui-ci parvient à convaincre le marchand de Bernard Buffet de lui laisser deux tableaux à exposer, ce qui lui permet par la suite d'avoir la confiance de nombreux artistes, entre autres Jean Carzou, Pierre-Yves Trémois, Roger Chapelain-Midy, Georges Mathieu (pour ce dernier, c'est surtout la découverte d'images du passage Pommeraye qui ont provoqué l'enthousiasme de l'artiste, et l'ont convaincu d'être exposé dans la galerie Moyon-Avenard), René Pinard, Joël Dabin, Jean Jansem. En 1985, le centenaire de la galerie a été célébré. Alain Moyon-Avenard qui a tenu la galerie durant 47 ans, a pris sa retraite en 2012 à l'âge de 75 ans et cédé son magasin, à l'emplacement duquel l'accès au passage Cœur-de-Nantes a été percé.

#### Autres anciens magasins
Le magasin situé en haut des escaliers, côté est, est occupé par les photographes Jules Sebire et Fouquet. Ce sont les premiers de leur corporation à s'installer dans le passage. Charles Sexer lui succède, en 1859, et bénéficie par la suite d'une grande renommée. Son fils André prendra la relève,.
Les deux librairies Bellanger et Vié ont également marqué les mémoires.

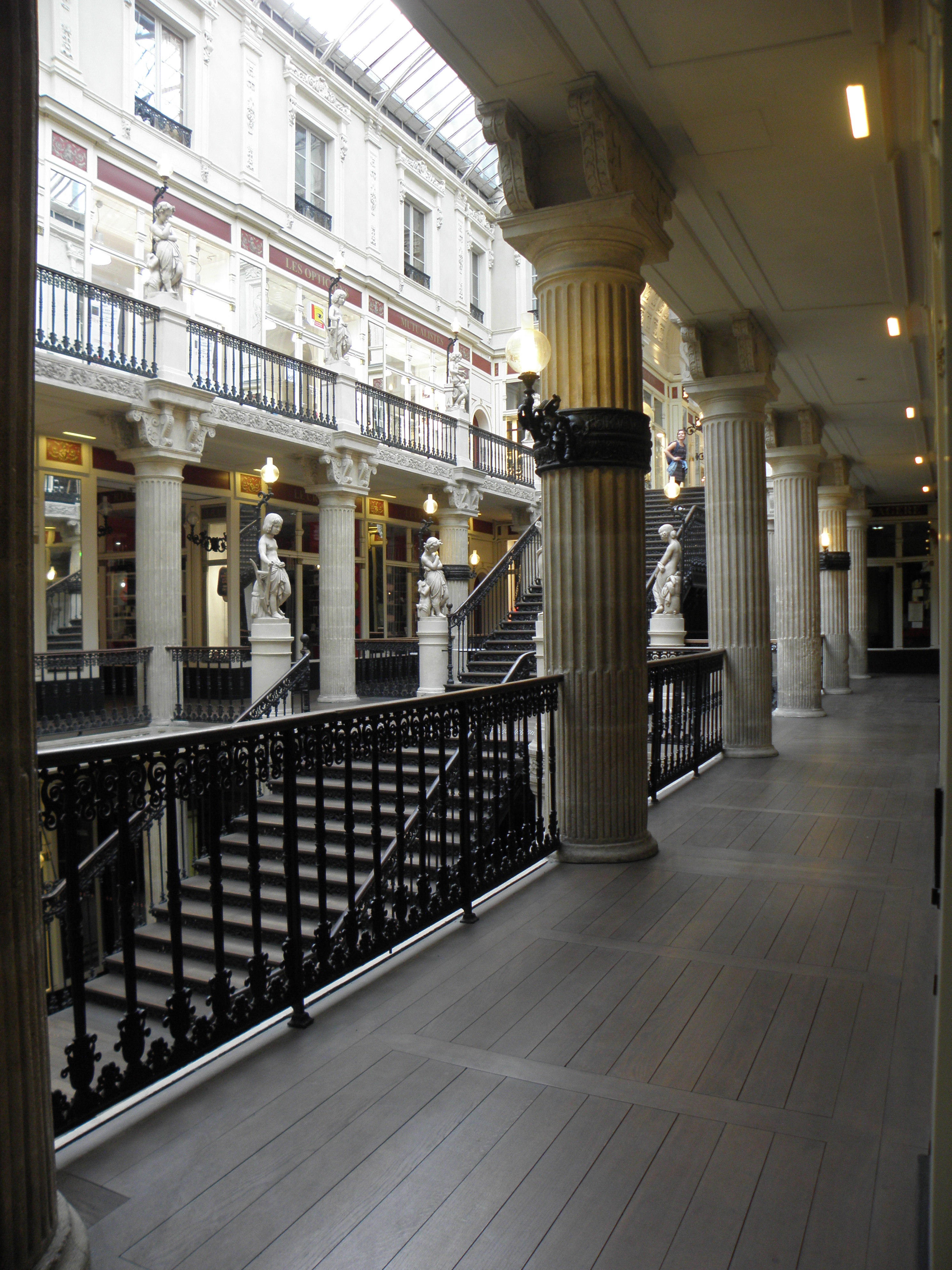
Le deuxième étage de la galerie Régnier, avec vue sur l'escalier central.

Dans la galerie de la Bourse, au pied de l'escalier, côté ouest, « La Bourse aux Timbres », boutique bien connue des philatélistes et numismates nantais, fondée en 1954 par Fernand Gaudin, ferme définitivement ses portes le 31 décembre 2016.

### Commerce au début duXXIesiècle
En 2013, avant les travaux de restauration, la fréquentation s'établissait à 34 000 visiteurs par semaine, la progression attendue à l'issue de travaux est estimée entre 15 % et 20 %. Les trois galeries et la rue du Puits-d'Argent hébergeaient 26 boutiques.

## Tourisme

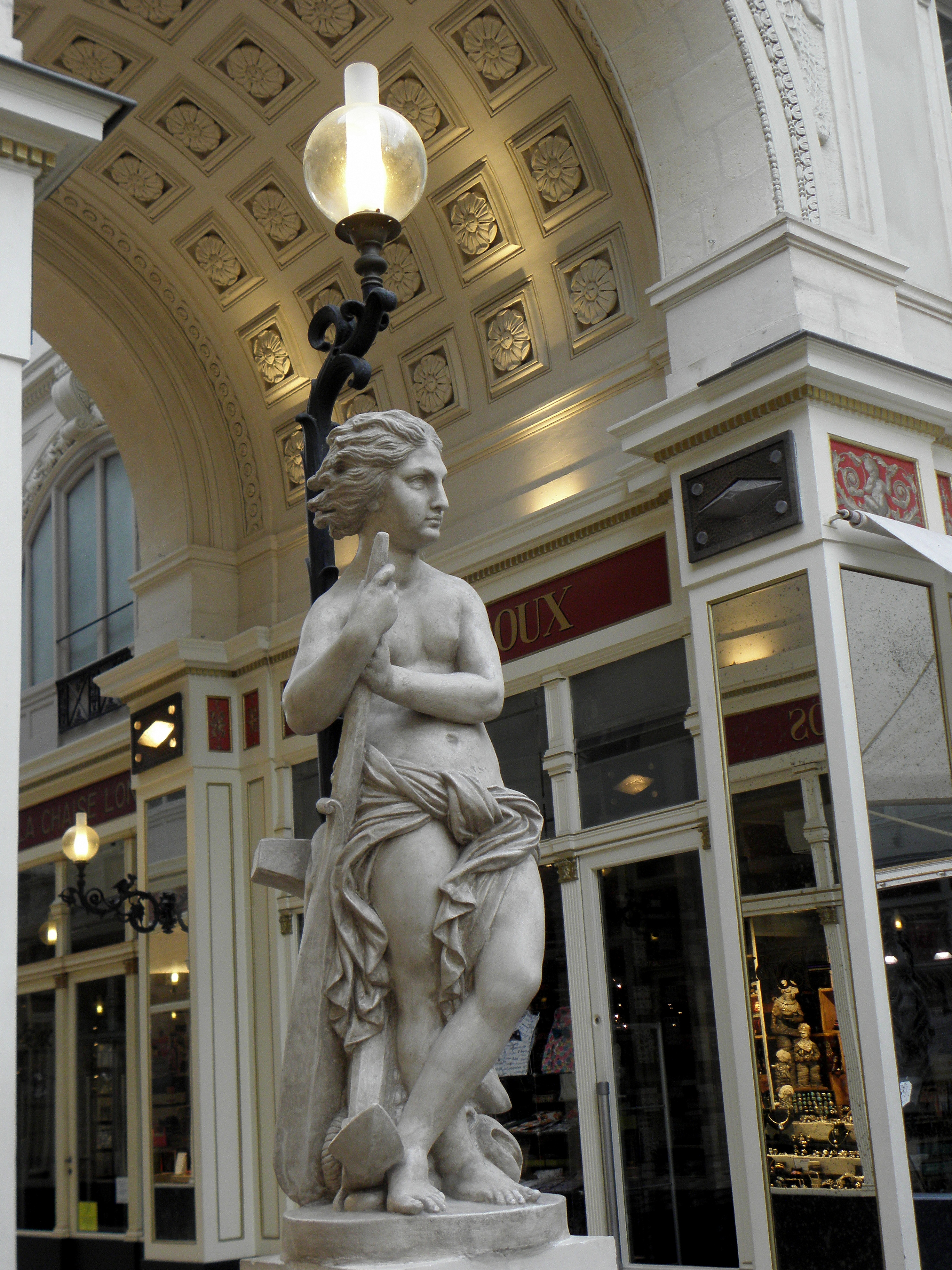
Sculpture-torchère dans la galerie Régnier.

Des enquêtes réalisées dans ses bureaux d'accueil par le Voyage à Nantes (office de tourisme) place le passage Pommeraye en tête des intentions de visite, à égalité avec la cathédrale. Presque deux-tiers des personnes consultées en font en effet une destination obligée. Cet attrait est soutenu par la présence quasi systématique de la mention du passage dans les ouvrages dits « touristiques ». Les prescripteurs nationaux (agences d'événementiels, de visite, etc.) s'appuient sur l'esthétique du lieu. Les initiatives les plus récentes visant à dynamiser le tourisme s'appuient également sur le passage, notamment le Voyage à Nantes (qui l'utilise dans ses supports de communication, et que les artistes participants ont intégré dans leurs performances).

## Le passage Pommeraye dans l'art

### Littérature

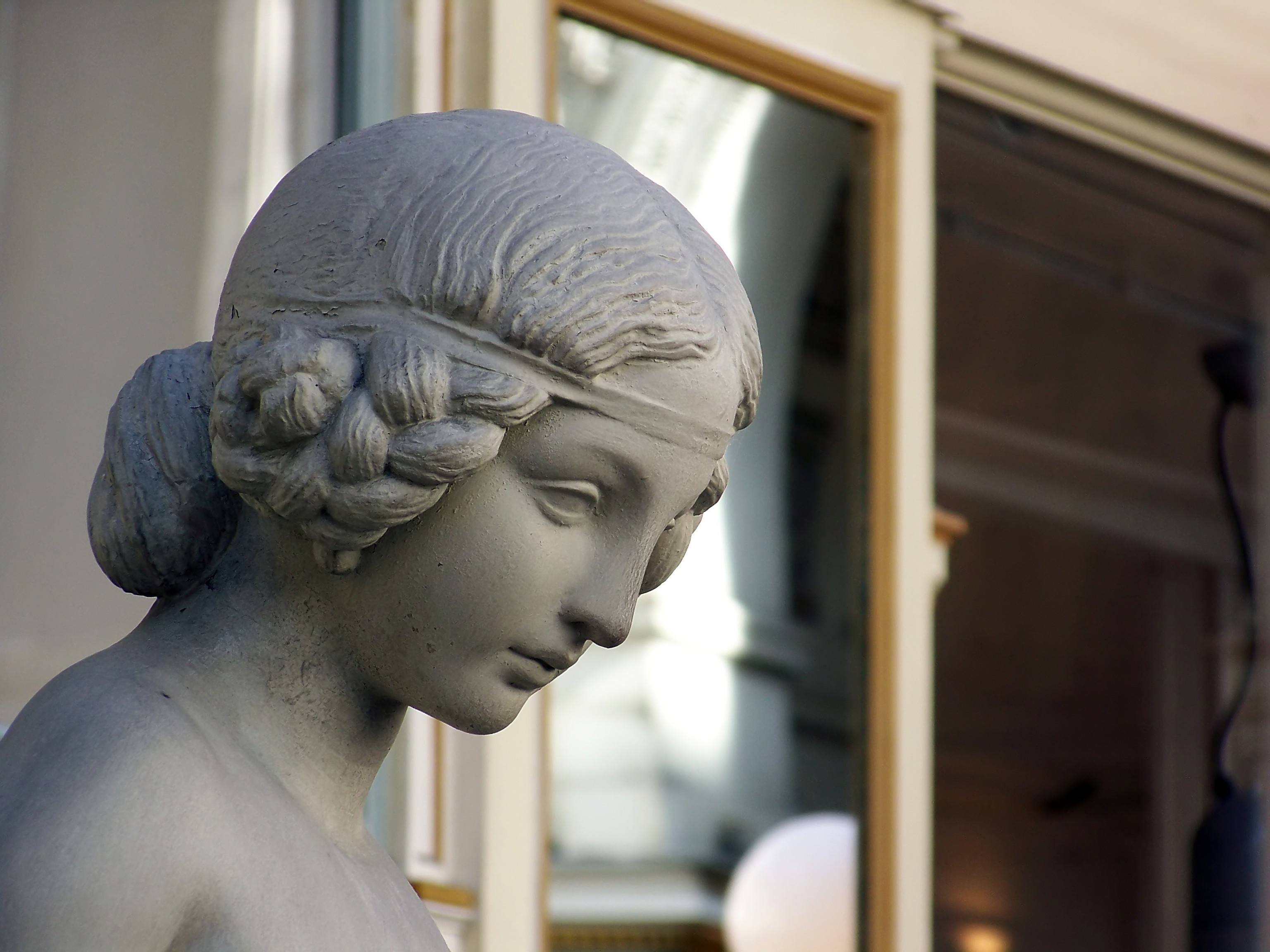
Statue de la galerie centrale.

Le passage Pommeraye est mentionné dans plusieurs ouvrages.
Gustave Flaubert, dans Par les champs et par les grèves, mentionne son séjour à Nantes en 1847, qui ne lui laisse pas un grand souvenir, mais où c'est dans le tout récent passage Pommeraye qu'il déniche « des stores de Chine, des sandales turques ou des paniers du Nil, afin d'examiner à l'aise et toucher avec nos mains toutes les babioles venues d'au-delà des mers, dieux, chaussures, parasols, lanternes, futilités splendides en couleur qui font rêver à d'autres mondes, niaiseries sans usage qui pour nous sont des choses graves ».
Dans Le Musée noir, paru en 1946, André Pieyre de Mandiargues a intitulé une nouvelle « Le Passage Pommeraye ». Celui-ci est présenté comme étant en retrait, masqué par l'activité de la rue Crébillon. Une fois à l'intérieur, l'auteur décrit une galerie plongée dans la semi-obscurité, et en décrépitude : « tout cela est ruiné, effrité par places, et ces ruines semblent envahies d'algues dentelées, ou de fougères, ou de mousses (sait-on quoi) [...] ». André Pieyre de Mandiargues illustre ensuite l'« effet d'aquarium » ressenti par certains dans le passage : « Les contours des arcades, qui sont flous, cette végétation palustre, l'humidité, les teintes opalines et glauques situent assez bien le passage Pommeraye dans le paysage abyssal de Vingt mille lieues sous les mers [...] ». Au terme d'une description de l'univers étrange créé par la présence des statues, le narrateur s'adresse à elles pour leur dire son trouble, provoqué par « l'effet de cette curieuse atmosphère de mélancolie, de résignation et de repentir dans laquelle vous baignez [...] ». Au sortir du passage, le promeneur a le sentiment d'avoir vécu une « hallucination ».
Le passage et ses boutiques ont inspiré à Yves Cosson le poème Chez Hidalgo en 1965, ainsi que Pommeraye, en 1982 :
Passage Pommeraye, les pommes sont gaulées,

Au pressoir de mon cœur, verger des Hespérides,

Rides et fards, farce et attrape

Mon cœur voltige en l'aquarium.

[...]

Sous son auvent de verre

La pendule du vrai libraire pend de l'œil

Et perd son temps,

Quand va, vient dans les jupes le vent,

Pommes d'amour, pommeraie fabuleuse,

Dévalant vers la Fosse.
— Yves Cosson, Itinéraires poétiques, « Pommeraye »
.
Jacques Tardi, dans la bande dessinée La Véritable Histoire du soldat inconnu (1974, éditions Futuropolis puis réédité et augmenté sous l'intitulé La véritable histoire du soldat inconnu/La bascule à Charlot, Futuropolis, 2005), utilise le passage comme décor. Au moment de mourir, le héros sombre dans le délire et s'imagine attaqué par un crocodilien surgi en haut de l’escalier du passage Pommeraye.
Le caractère désuet du site est relevé par Jean Sarment, dans Cavalcadour, en 1977, lorsqu'il évoque « les escaliers et les galeries du passage Pommeraye endormi dans sa poussière ».

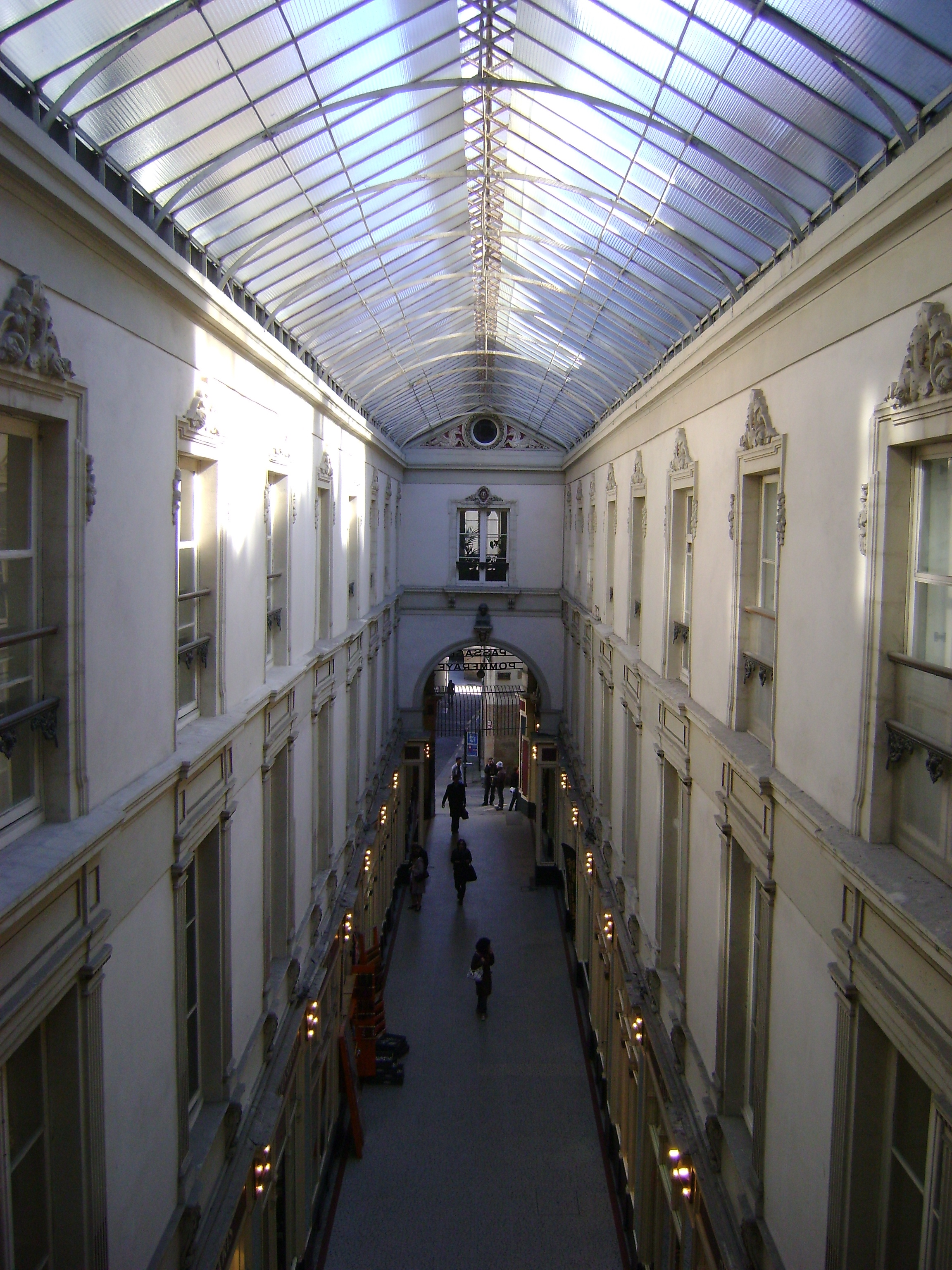
La galerie de la Fosse, vue depuis la passerelle point de ralliement de Julien Gracq

Un des points forts du passage, sa succession de verrières, ne trouve pas grâce aux yeux de Julien Gracq, qui, en 1985, dans La Forme d'une ville, fait part de son regret du manque de confidentialité poétique, que l'abondance de lumière ne permet pas. Il garde de son adolescence une prédilection pour un « point de ralliement [...] le balcon haut perché, attrayant, sur lequel s'ouvre inchangée, avec ses recès tortueux, étouffée de livres, la librairie Beaufreton, porte à porte avec l'établissement plus d'une fois célébré de Hidalgo Dentaire, paradis, et presque musée national des farces et attrapes [...] ». L'écrivain reconnaît pourtant dans son évocation du passage et de son décor, qu'« il n'est pas d'image de la ville qui s'imprime dans la mémoire avec une netteté aussi photographique, aussi tranchante ».
Le passage est un des symboles de la ville, comme le souligne également le journaliste et écrivain Gilbert Mercier dans son évocation du pays nantais au lendemain de la Seconde Guerre mondiale, P'tit Lu, publiée en 1989 : « J'avais surtout éprouvé un immense bonheur à découvrir les trois hauts-lieux qui avaient valeur de passeport nantais aux yeux de toute la paysannerie de la contrée, à savoir les Grands Magasins Decré, le passage Pommeraye et le Pont transbordeur [...] ».
Dans Aztèques Freaks, de la série Le Poulpe, paru en 2012, Stéphane Pajot dépeint une scène de crime qui se déroule dans le passage.

### Cinéma

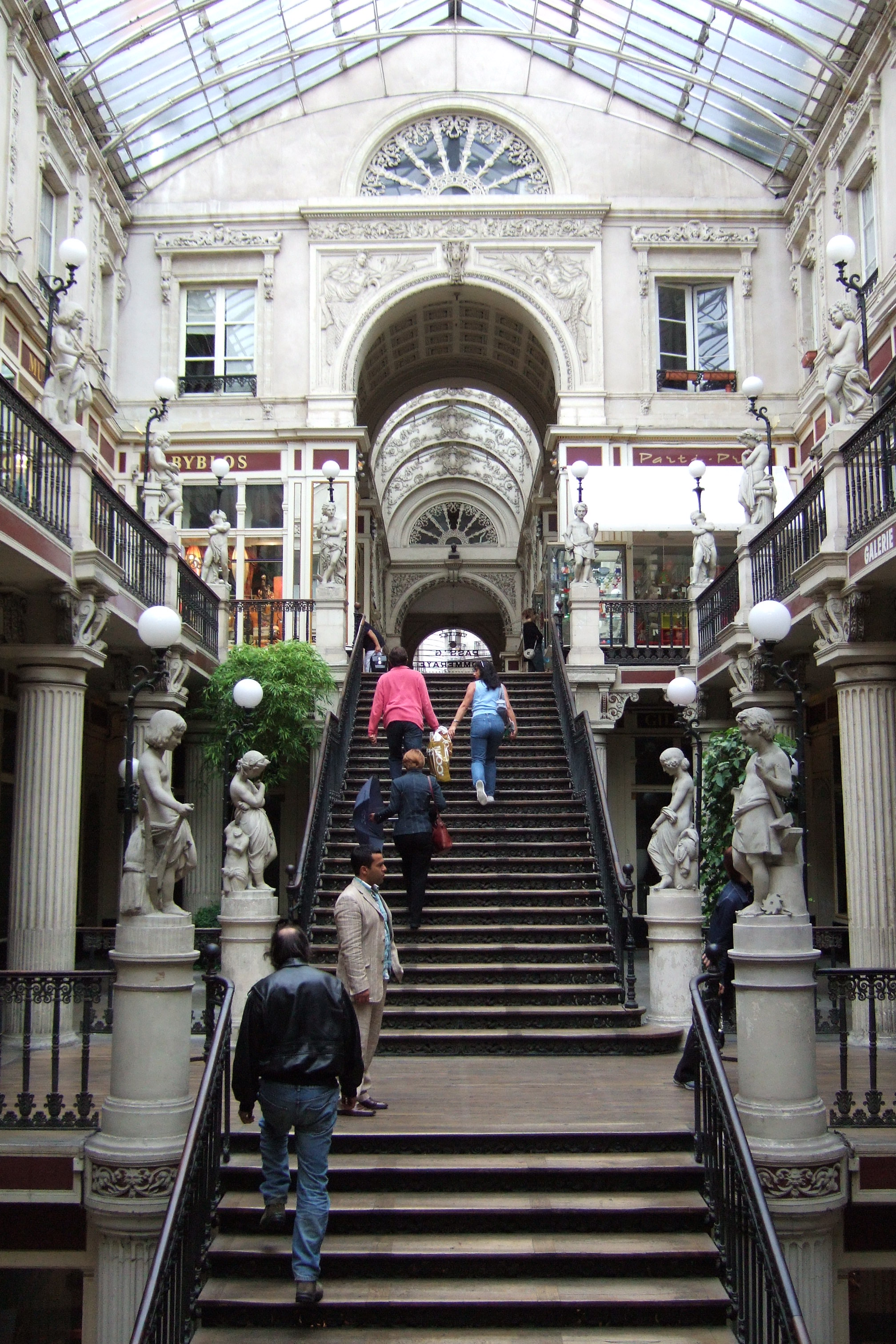
Les escaliers, décor utilisé dans Lola de Jacques Demy

Selon son épouse Agnès Varda, le passage abritait le ciné-club de Jacques Demy adolescent, et il échangea dans une de ses boutiques son jeu de Meccano contre sa première petite caméra. Il a servi de décor dans trois de ses films :
- Lola (1961)[83] ;
- Les Parapluies de Cherbourg (1964) dans une scène de 25 s, où le passage apparaît tandis que le personnage de Roland Cassard évoque ses souvenirs nantais avec Lola[84] ;
- Une chambre en ville (1982), où l'on aperçoit une boutique de télévision[85].

Des films d'autres réalisateurs ont le passage pour décor dans au moins une de leurs scènes, :
- Le Bateau à soupe, de Maurice Gleize (1947) ;
- Le Baldaquin, court-métrage de Chantal Rémy (1965) basé sur la nouvelle d'André Pieyre de Mandiargues ;
- Le Mataf, de Serge Leroy (1973) ;
- Debout les crabes, la mer monte !, de Jean-Jacques Grand-Jouan (1983) ;
- Jacquot de Nantes, d'Agnès Varda (1991), film sur l'enfance et l'adolescence de Demy ;
- La Reine blanche, de Jean-Loup Hubert (1991).

### Peinture
Parmi les artistes s'étant inspirés du passage, Yves Brayer a signé une toile représentant une partie de la galerie centrale, datée de 1977.

### Évènements
Lors de l'édition de 1993 du festival les Allumées consacré à la ville de Naples, du linge suspendu dans la grande galerie donne au passage les allures d'une rue italienne. C'est également au milieu des années 1990 que la fanfare du régiment de cavalerie de la Garde républicaine donne un récital dans la grande galerie. En 2011, en clôture de l'hommage rendu à Jacques Demy, une chorégraphie collective déambulatoire est organisée dans le passage, et en 2012, c'est dans le cadre du Voyage à Nantes qu'un « dîner secret » permet à 200 personnes de participer à un repas autour de tables dressées dans les galeries du passage Pommeraye.

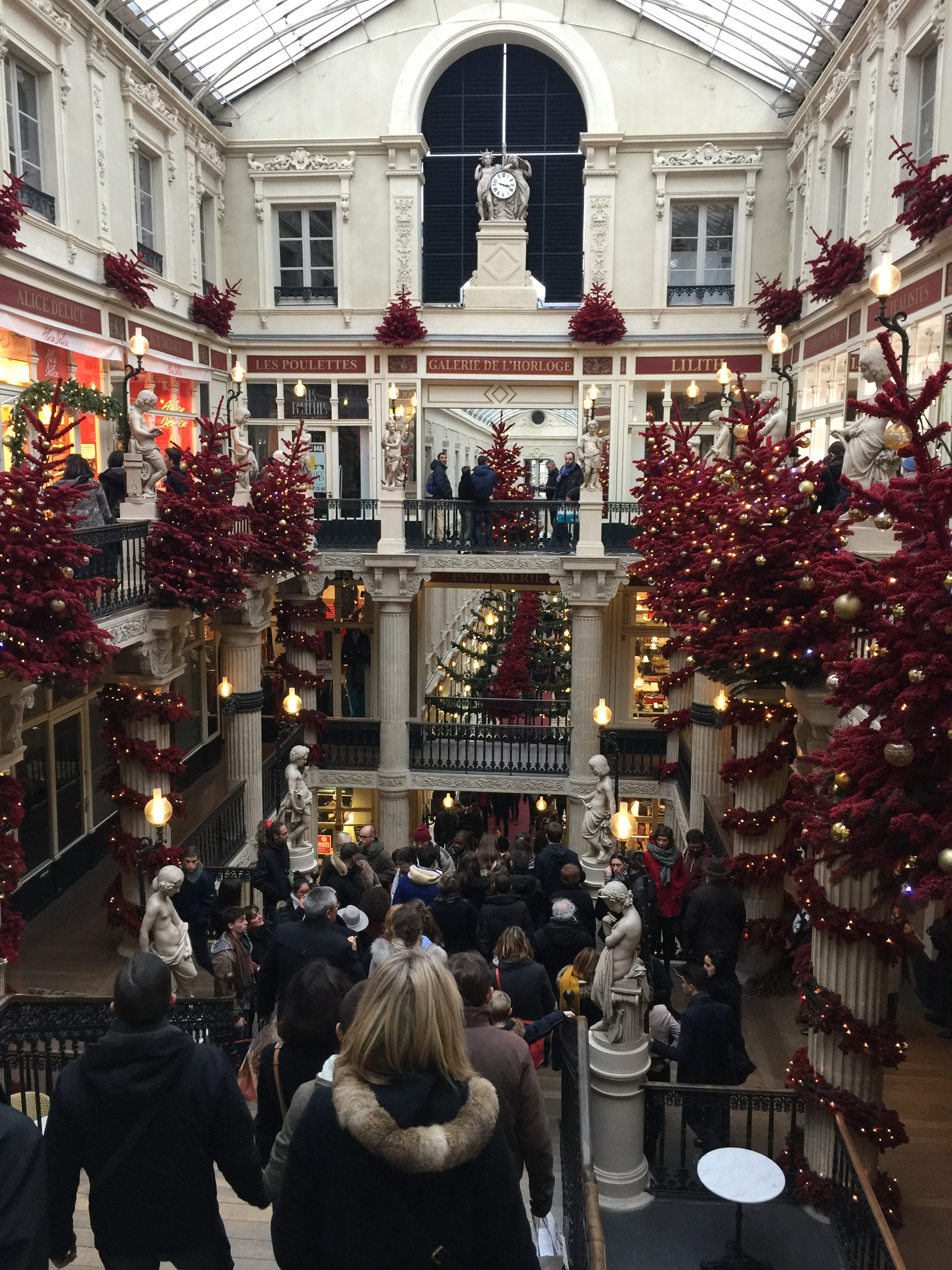
Le passage Pommeraye décoré pour les fêtes de Noël.

## Passage Cœur-de-Nantes
Localisation : 47° 12′ 48″ N, 1° 33′ 36″ O
Un passage annexe baptisé « passage Cœur-de-Nantes », situé au sud-ouest du passage historique a été construit à l'emplacement de l'immeuble de l'« imprimerie du Commerce », longtemps occupé par Presse-Océan, et démoli en octobre 2013,,. Il a officiellement ouvert ses portes le 31 mars 2016.
Son entrée se trouve sur la rue Santeuil, face au débouché de la rue Rameau, à une cinquantaine de mètres au sud de l'une des deux entrées principales du passage Pommeraye. Cet ensemble immobilier comprend 3 500 m2 de boutiques sur les trois niveaux inférieurs (dont certaines à double niveau) et 25 logements répartis sur 1 500 m2 dans  trois niveaux supérieurs. La nouvelle percée, qui aboutit dans l'actuel passage Pommeraye en lieu et place de la galerie d'art Moyon-Avenard, située au niveau intermédiaire (« galerie Régnier »), est la dernière opération effectuée lors des travaux. Cette nouvelle galerie marchande héberge une quinzaine de boutiques, principalement de moyenne et haut de gamme du prêt-à-porter.
Selon le promoteur du projet, ce nouveau passage permet d'une part, de mettre en valeur les constructions du XVIe au XXe siècle situées dans cet îlot (comme les vestiges de la « maison de la Fontaine d'Hérédie » se trouvant dans les sous-sols), et d'autre part, de faire communiquer l'extension avec les nombreuses cours qui s'y trouvent, ainsi qu'avec le passage du Commerce actuellement fermé et qui aboutit place de la Bourse.

### Ouvrages centrés sur le passage
- André Péron, Le Passage Pommeraye, Editions Ressac, Quimper, 1984.
- Yves Aumont, Éric Cabanas, Philippe Corbou, Alain-Pierre Daguin, Jean-Damien Fresneau, Jean-Pascal Hamida, Virginie Meillerais et Jean-Louis Lucas, Passage Pommeraye, un joyau nantais, vol. hors-série, Nantes, Presse-Océan, 2013, 64 p. (ISSN 1144-3596).
- Henri de Berranger, « À propos de la pose de deux plaques commémoratives dans le passage Pommeraye », dans Bulletin et mémoires de la Société d'histoire et d'archéologie de Nantes et de Loire-Atlantique, t. 144, Nantes, Société d'histoire et d'archéologie de Nantes et de Loire-Atlantique, 1976 (ISSN 0153-4645).
- Véronique Galerne, L'attractivité du passage couvert : un espace architectural à redécouvrir : exemple du passage Pommeraye à Nantes, Nantes, bibliothèque municipale de Nantes, juin 1994.Il s'agit d'un mémoire d'une étudiante de l'école d'architecture de Strasbourg. L'ouvrage consultable à la bibliothèque de Nantes présente une erreur de pagination, mais c'est cette pagination erronée qui est utilisée dans l'article.
- Suzanne Martinot, « Le Passage Pommeraye », Les Annales de Nantes et du pays nantais, Nantes, Société académique de Nantes et de la Loire-Atlantique, no 246,‎ 1992, p. 29-30 (ISSN 0991-7179, lire en ligne).
- André Péron (photogr. Sandirabose Kaspathy, Studio and Co), Le Passage Pommeraye, Nantes, Éditions Coiffard, 1997, 2e éd. (1re éd. 1984), 126 p. (ISBN 978-2-910366-10-0).
- André Péron, « Le Passage Pommeraye », dans Didier Guyvarc'h (dir.), La Mémoire d'une ville : 20 images de Nantes, Morlaix, Nantes-Histoire/Skol Vreizh, 2001, 170 p. (ISBN 2-911447-59-X), p. 50-57.
- Élizabeth Pérot, Le Passage Pommeraye, une œuvre architecturale unique, Nantes, direction du patrimoine et de l'archéologie, 2015, 18 p.
- Pascale Wester, « Le passage Pommeraye, une rue tout droit sortie du XIXe », Nantes au quotidien, mairie de Nantes, no 158,‎ octobre 2005, p. 29-31 (lire en ligne).

### Autres ouvrages
- Henri de Berranger, Évocation du vieux Nantes, Paris, Les Éditions de Minuit, 1975 (réimpr. 1994), 2e éd. (1re éd. 1960), 300 p. (ISBN 2-7073-0061-6, OCLC 312748431).
- « Henri Baillardel de Lareinty », dans le Dictionnaire des parlementaires français (1889-1940), sous la direction de Jean Jolly, PUF, 1960 [détail de l’édition] [lire en ligne].
- Bernard Le Nail, Dictionnaire biographique de Nantes et de Loire-Atlantique, Pornic, Le Temps éditeur, 2010, 414 p. (ISBN 978-2-36312-000-7).
- Patrice Locmant (photogr. Christian Leray), Nantes dans la littérature : anthologie, Nantes, Librairie Coiffard, octobre 2006, 283 p. (ISBN 2-910366-70-7).
- Stéphane Pajot, Nantes : vieux cafés et commerces, Saint-Sébastien-sur-Loire, d'Orbestier, 2011, 222 p. (ISBN 978-2-84238-133-2).
- Édouard Pied, Notices sur les rues de Nantes, A. Dugas, 1906, 331 p., p. 237-238.
- Jean-Jacques Treuttel, Nantes, un destin contrasté, Nantes, Hartmann Éditions, mai 1997, 120 p. (ISBN 2-912344-00-X).